# Vallo di Sicilia
Der italienische Begriff Vallo di Sicilia bezieht sich auf eine territoriale oder, häufiger noch, administrative Einheit, in die Sizilien unterteilt war. Der Begriff „Vallo“ hat keine direkte Übersetzung mit „Valle“ = Tal.
Die Gründung dieser Einheit geht auf die normannische Zeit zurück und ihre Form blieb bis zur Verwaltungsreform des Königreichs Sizilien in der Bourbonenzeit nahezu unverändert, obwohl es erhebliche Veränderungen in den ersten Jahrhunderten ihres Bestehens gab.

## Etymologie
Die Etymologie des Begriffs Vallo (Plural Valli) ist nicht eindeutig geklärt. Es hat sich eine weit verbreitete Tendenz entwickelt, den Ausdruck auf einen lateinischen oder arabischen Begriff zurückzuführen, der sich aus dem Wort Wālī (arabisch الوالي) ableitet. Der Begriff bezieht sich auf die für die Provinzen zuständigen Magistrate und nicht auf die Provinzen selbst, welche stattdessen als Wilāya bezeichnet werden.
Der sizilianische Geschichtsforscher und Orientalist Michele Amari vertrat seinerzeit eine andere Meinung. Er war der Ansicht, dass der Begriff vallis, der in den ersten normannischen Dokumenten vorkommt, als lateinische Übersetzung des arabischen Begriffs iqlīm zu verstehen sei. In den ersten normannischen Diplomen hatte dieser Begriff eine unklare Bedeutung als „Territorium“ und konnte sich daher auf jede Stadt, jeden Bezirk oder jede Provinz erstrecken. Der lateinische Ursprung des Begriffs vall, neben vallum, könnte auf ein mögliches Erbe aus dem Sanskrit zurückzuführen sein. Genauer gesagt auf die var- oder val- Wurzel von varaṇà, was so viel wie Pfosten, Palisade oder eine Palisadengrenze bedeutet.
Die Herkunft von „Valle“ (Tal) wird aufgrund der männlichen Deklination des Wortes von vielen Gelehrten abgelehnt.

## Geschichte
Wie bereits erwähnt, lässt sich die Entstehung des Vallos in der Regel auf die Zeit der Normannen zurückführen. Das älteste uns bekannte ist der Vallo di Demona, welches durch Quellen aus dem Jahr 1060 belegt wird.

### Ursprung

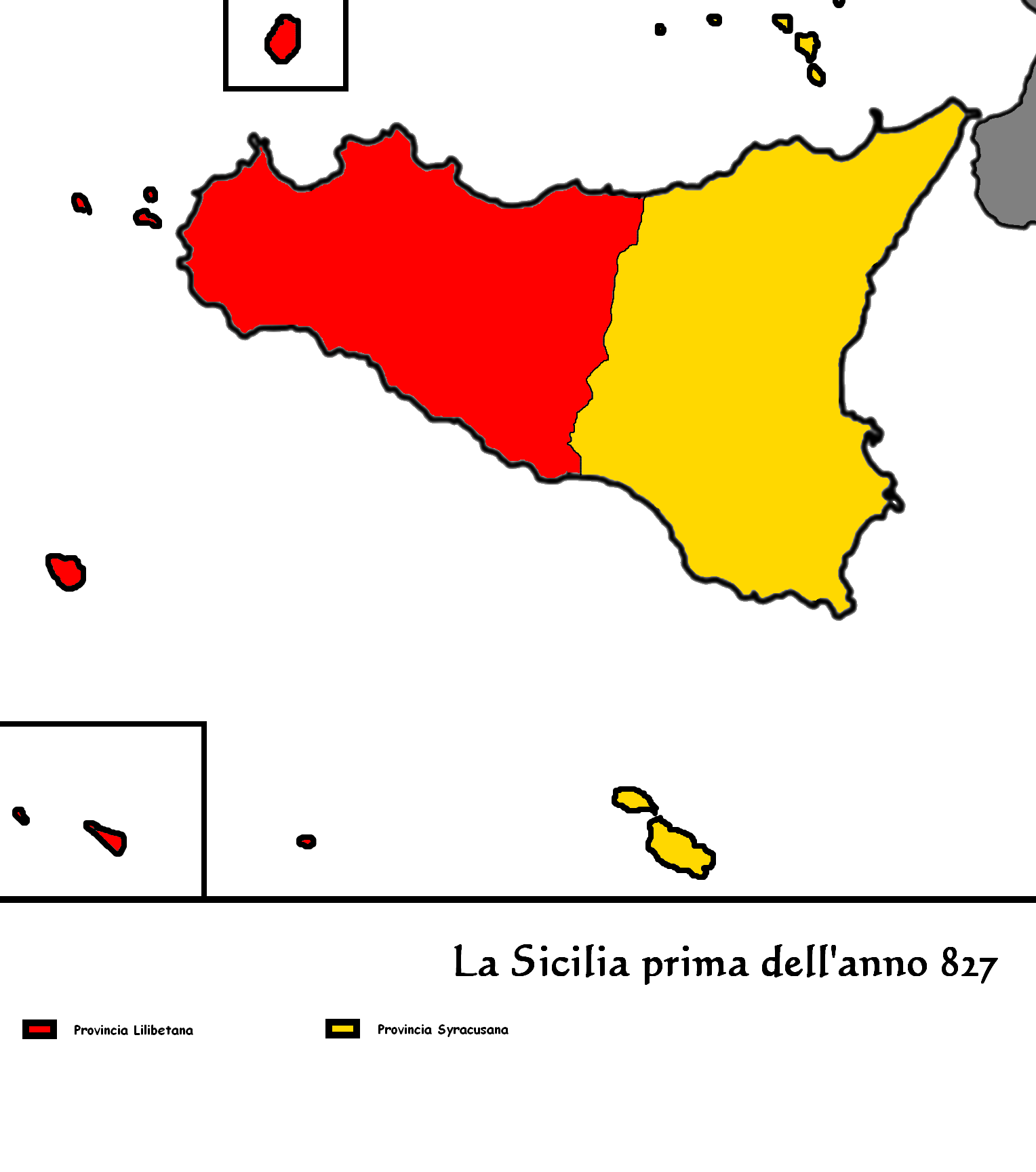
Administrative Gliederung des byzantinischen Themas Sikelia unter Konstantin II.

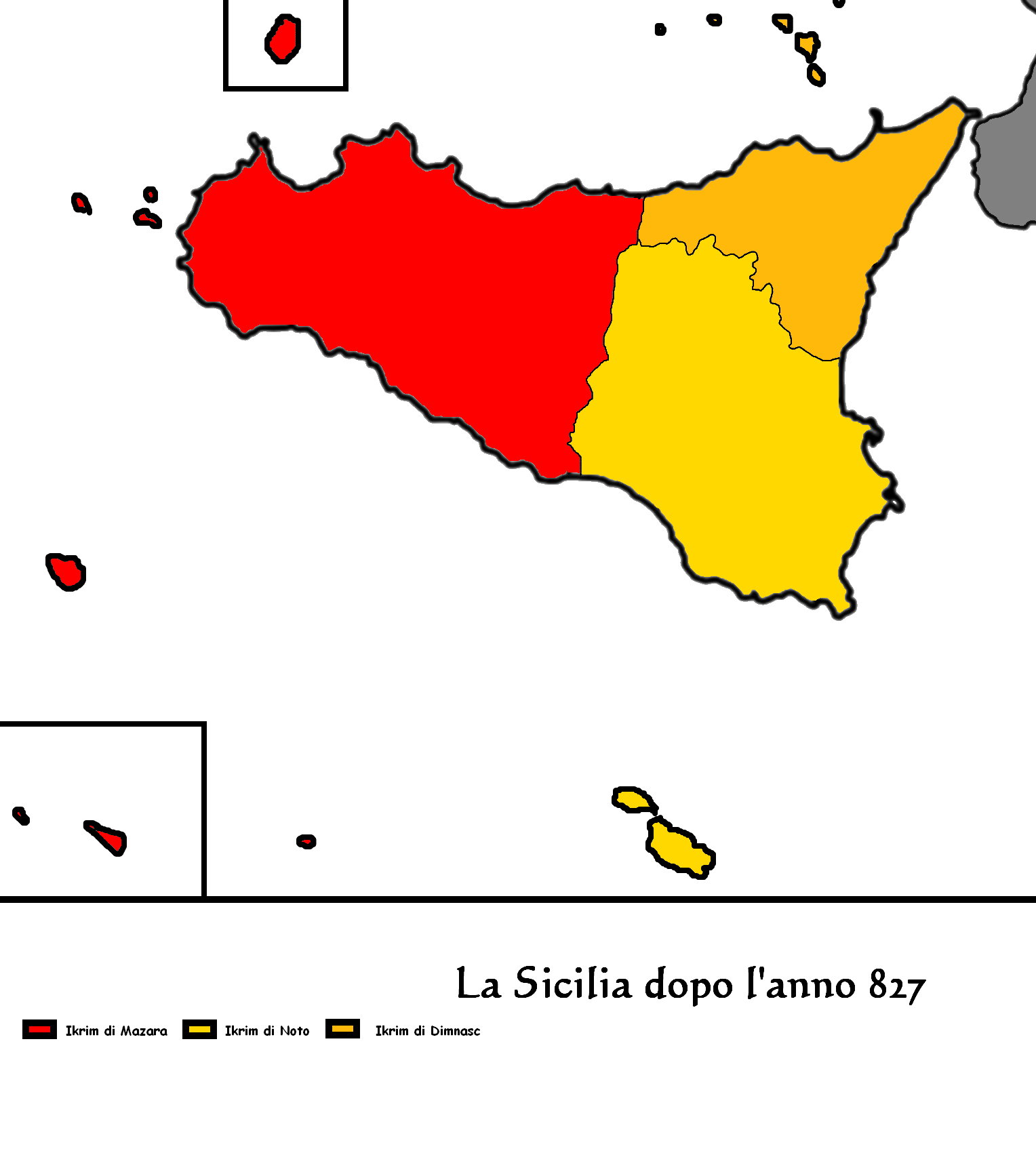
Verwaltungsgliederung Siziliens während der ersten muslimischen Herrschaft (965)

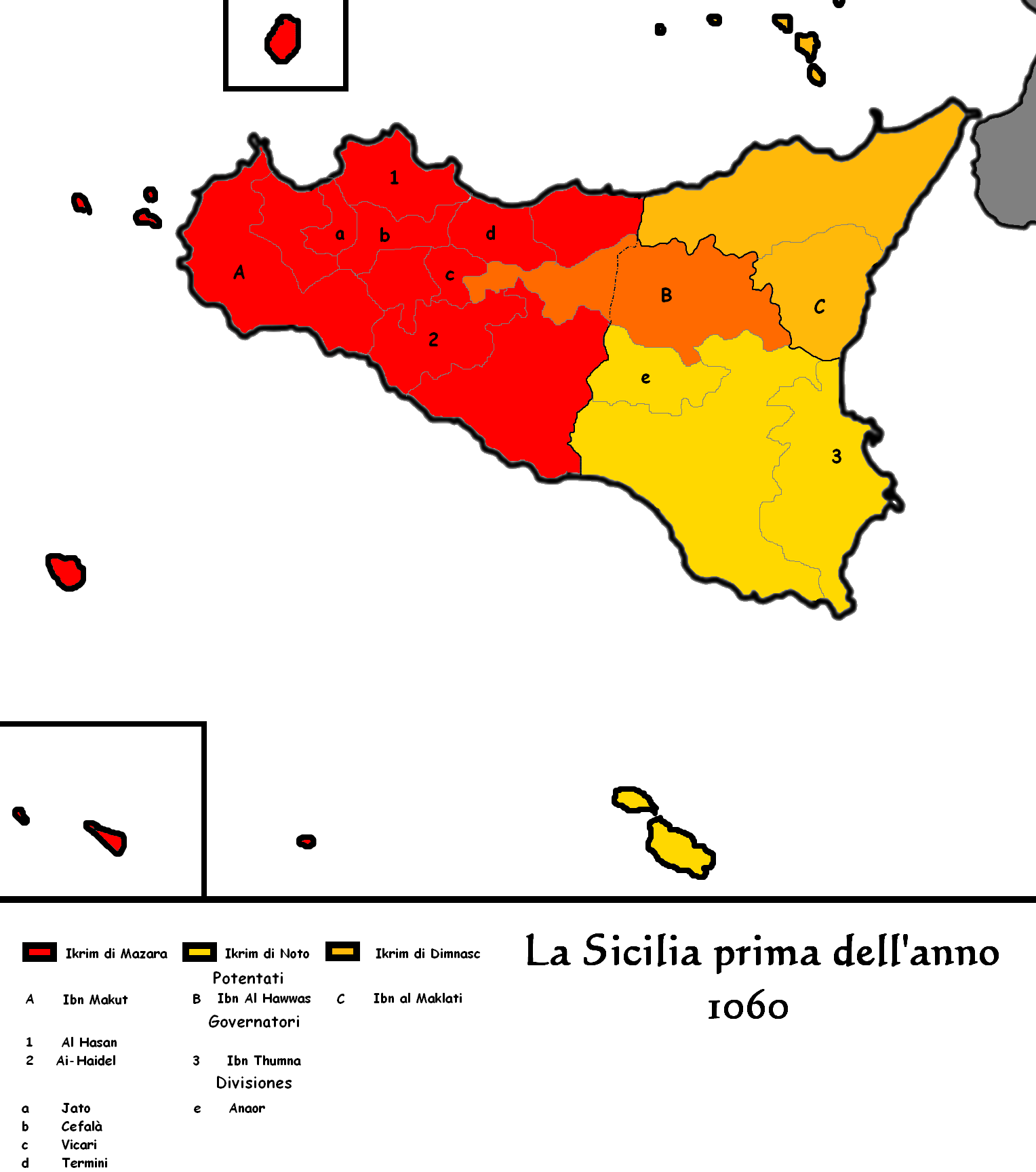
Administrative Aufteilung Siziliens während des Bürgerkriegs zwischen den Emiren von Sizilien (1050)

Wenn man die Aufteilung Siziliens in Valli durch die Normannen betrachtet, als diese die Insel eroberten, wird deutlich, dass die Vielzahl administrativer, territorialer und religiöser Unterteilungen auf Sizilien tief verwurzelt sind.
Während der römischen Herrschaft wurde die Insel in zwei Provinzen aufgeteilt: die Provinz Lilybaion und die Provinz Syrakus, wobei der Imera Meridionale, der wegen seines hohen Salzgehalts auf dem Weg zur Mündung auch Salso genannt wurde, und der Imera Settentrionale, der damals als ein Fluss mit dem ersten betrachtet wurde, die territoriale Grenze bildeten.
Mit der ersten Ausbreitung des Christentums wurden auch die ersten Diözesen gegründet. Syrakus gilt gemäß Überlieferungen als Sitz der zweitgrößten Diözese weltweit, nach Antiochien. Die Diözesen Agrigent, Catania, Messina und Palermo haben ebenfalls antike Wurzeln, auch wenn hierfür keine konkreten Beweise vorliegen. Obwohl es zahlreiche Zeugnisse über das Vorhandensein organisierter christlicher Gemeinschaften um das 3. Jahrhundert fast überall auf der Insel gibt, ist unklar, wie sie verwaltet wurden und welche Gebiete den verschiedenen Diözesanabteilungen zugeordnet waren. Wir können lediglich davon ausgehen, dass die Salso-Grenze in gewissem Maße respektiert wurde, selbst wenn die Diözesen weiter unterteilt wurden. Nach dem Untergang des Römischen Reiches im Jahr 476 verfielen die wichtigsten Institutionen.
Im 7. Jahrhundert wurde die Insel vom Oströmischen Reich erobert und unter Justinian II. zum byzantinischen Thema erklärt. Dieses Thema hatte in Syrakus seine Hauptstadt, in der der Strategos residierte. Wahrscheinlich gab es eine interne Unterteilung des Gebiets mit mehreren Städten an der Spitze ihres Bezirks. Der Turmarch Euphemios von Messina eroberte kurzzeitig das Thema Sikelia und erklärte es als autonomes Reich. Jedoch musste er nach Ifrīqiya fliehen, was die aghlabidische Eroberung Siziliens im 9. und 10. Jahrhundert zur Folge hatte. Nach dem Fall von Syrakus bis 965 bestand das Thema weiter, wenn auch umgeben von islamisch besetzten Gebieten, mit Rometta als Hauptstadt. Gleichzeitig wurden territoriale Gliederungen geschaffen, und seit der zweiten Hälfte des 9. Jahrhunderts entstanden Formen lokaler Statthalterschaften, wahrscheinlich Iqlīm oder Iklim (manchmal auch Iikrim genannt), übersetzt als Vallis, die ihren jeweiligen Giund anvertraut waren.
Michele Amari erklärt, dass es in islamischer Zeit eine Möglichkeit gab, die Provinzen in drei Teile zu gliedern. Gleichzeitig erwähnt er, dass im ältesten normannischen Dokument ausschließlich das Val Demone genannt wird. Dies lässt sich damit erklären, dass die alte römische Aufteilung in zwei Provinzen respektiert werden musste. Auch die bedeutendsten Städte, die den Valli ihren Namen gaben, gehen auf dieses Ereignis zurück: Mazara wurde Lilybaion vorgezogen, weil es Sitz des Diwân war, während Palermo und Agrigento Allodien ihrer jeweiligen Eroberer waren. Noto wurde Syrakus vorgezogen, da letzteres in der Schlacht von 878 zerstört wurde.
Amari schließt in Bezug auf die Herkunft von Val Demone eine mögliche Etymologie aus dem griechischen Wort tondemenon (beständig oder dauerhaft, möglicherweise im Glauben oder im Reich), das auf die Bewohner der Region verweist, aus. Dieser Begriff gab dem Vallo und gleichzeitig einer Festung, die später zur Stadt wurde, den Namen Demenna. In einer Urkunde aus dem Jahr 963 wird eine Schlucht in der Nähe von Rometta, der Hauptstadt des noch nicht aufgelösten Themas, als Dimnasc bezeichnet (die Aussprache wäre dimnaʃ).
Gegen Ende der islamischen Herrschaft scheint Sizilien also unter drei Potentaten aufgeteilt gewesen zu sein: Abd Allah ibn Makut in Trapani, Marsala, Mazara, Sciacca und ihren jeweiligen Gebieten; Ibn al Hawwas in Castrogiovanni und Castronovo; Ibn al Maklati in Catania. Mehrere andere Gouverneure hatten außerdem andere Gebiete in Sizilien inne, wie zum Beispiel Al Hasan in Palermo[11], Hamud ai-Aidel in Burgio und Ibn al Thumna in Syrakus.
Auch in Anaor, Jato, Vicari, Cefalà und Termini befinden sie sich an der Spitze ihrer jeweiligen Divisionen und stellen eine komplexe Verwaltungssituation dar, die der des andalusischen Alfoz ähnelt.

### Institution

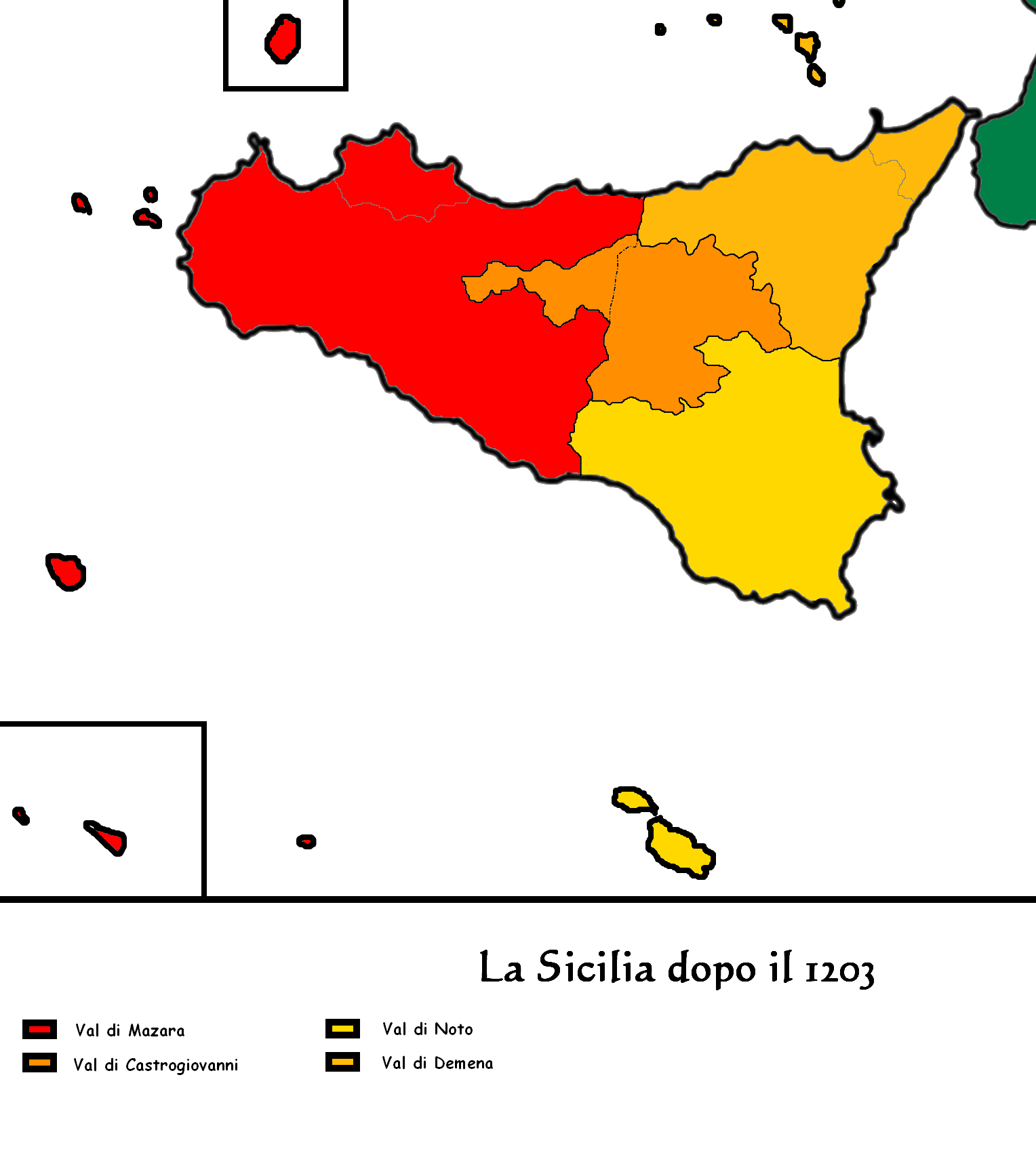
Administrative Gliederung des Königreichs Sizilien in der Normannenzeit (1203)

Die Eroberung durch die Normannen begann im Norden mit der Eroberung der noch teilweise unter byzantinischer Kontrolle stehenden Gebiete. Zu den frühesten Dokumenten aus der normannischen Zeit gehört die Erwähnung von Valle Deminæ in einem Dokument über die zweite Landung Rogers in Sizilien (1060). Diese Definition vermutlich ein eingegrenztes Gebiet erfasste jedoch nicht das ländliche Umfeld, obwohl sie bereits 1109 anhand der Anwesenheit von Beamten in Castrogiovanni (Bailiffe, Vicomte, Steuereintreiber) eine Art Vorläufer einer zukünftigen Provinzverwaltung darstellte, die das folgende Jahrhundert prägen sollte.
Die erste Beschreibung der Ausdehnung eines Vallo stammt aus dem Jahr 1154 und es wird allgemein angenommen, dass dies auch das Datum seiner Formalisierung ist. Die Indizien nach 1130, dem Gründungsjahr des Königreichs Sizilien unter Roger II., weisen darauf hin, dass die Einrichtung der Valli dem Ziel diente, das konsolidierte Königreich effektiver zu verwalten und die unterschiedlichen militärischen Zugeständnisse, die während der Eroberung gewährt wurden, zu bündeln. Die erste sichere Erwähnung der Gründung des zweiten Vallo, das von Noto, stammt aus dem Jahr 1172, während sich der dritte Vallo seit den Dokumenten von 1183 in Castrogiovanni befindet. Die beiden letztgenannten entstanden während der Herrschaft Wilhelms II. (1166–1189).

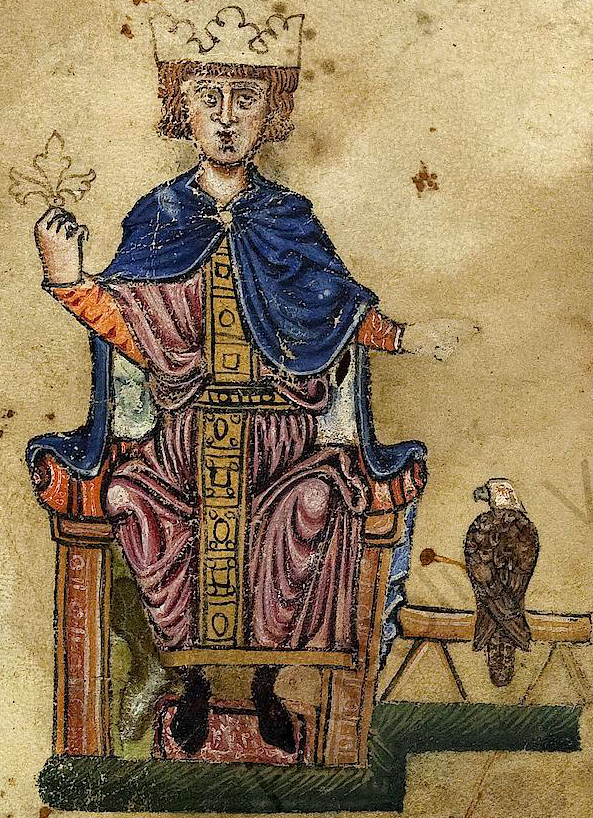
Friedrich II. mit seinem Falken. Aus seinem Buch De arte venandi cum avibus („Über die Kunst mit Vögeln zu jagen“), Süditalien zwischen 1258 und 1266. Città del Vaticano, Vatikanische Apostolische Bibliothek (Cod. Pal. Lat. 1071, fol. 1v)

Die früheste Erwähnung des Vallos di Mazara in einer Urkunde stammt aus dem Jahr 1203 und wurde während der Regentschaft von Walter von Pagliara verfasst. Er war der Vormund des jungen Friedrich, der damals erst neun Jahre alt war und immer noch unter der Geiselhaft von Wilhelm von Capparone stand. Es handelt sich somit um eine deutlich spätere Erwähnung als die vorherigen.
Für das normannische Zeitalter sollte man die Formalisierung einer bereits bestehenden administrativen Unterteilung aus der Zeit der sizilianischen aghlabidischen Gouverneure in Betracht ziehen, die sich auf drei ursprüngliche Valli (Noto, Mazara und Dèmona) bezog, deren Verwaltungsstruktur mit der Gründung zahlreicher weiterer Giustizierati eine erhebliche Zersplitterung erfuhr, wobei als erstes der Vallo di Castrogiovanni hinzukam, wahrscheinlich auf der Grundlage früherer Konzessionen.
Mit dem Ende der normannischen Herrschaft und dem Beginn der staufischen Dynastie begannen die Valli zu wachsen, bis sie unter der Dynastie der Aragonesen ihre größte Zahl erreichten.

### Unter den Staufern

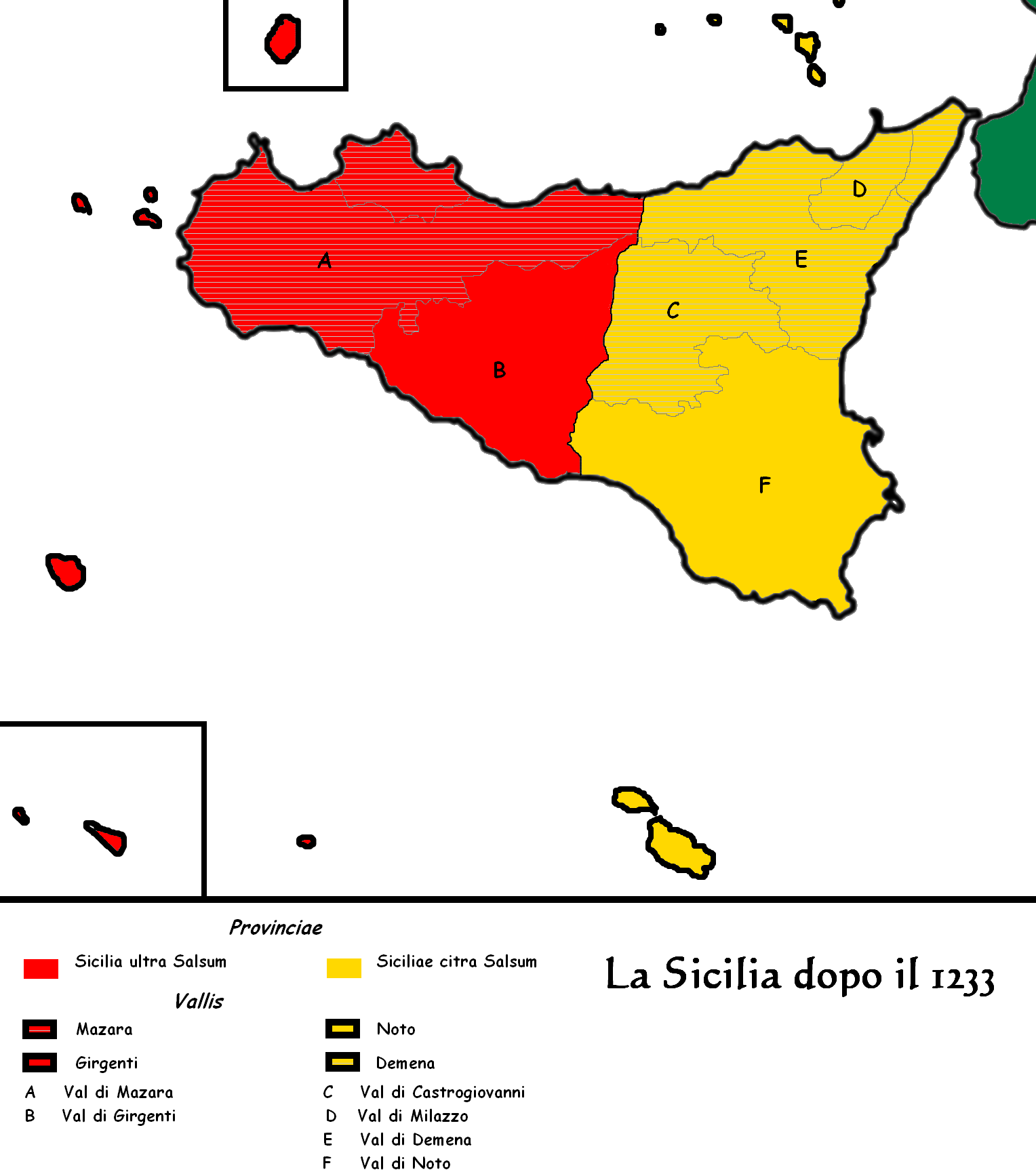
Administrative Untergliederung des Königreichs Sizilien nach der Gründung des Vallo di Girgenti (1233)

Wie bereits erwähnt, wird der Vallo di Mazara zum ersten Mal in der Stauferzeit erwähnt, unter der Herrschaft von Walter von Pagliara, der letzten starken Figur der normannischen Verwaltungsstruktur.
Im Jahr 1217 wird das Giustizierato von Milazzo in einer Urkunde erwähnt, die für einige Autoren im Wesentlichen als Vallo fungierte, während sie für andere zumindest in der Anfangszeit lediglich ein militärischer Bezirk war.
Im Jahr 1231 setzte Friedrich einen politischen Schachzug um, um die verschiedenen Formen der lokalen Verwaltung zu vereinheitlichen. Dabei löste er die unterschiedlichen Autonomien und Privilegien seiner Vorgänger auf und stellte gleichzeitig die antike römische Unterteilung wieder her. Durch die Konstitutionen von Melfi wurden unter Friedrich II. klare Grenzen für das Königreich gezogen. Dabei diente die kalabrische Stadt Roseto als Referenzpunkt. Es wurden zwei Makrogebiete geschaffen: das erste umfasste Sizilien und Kalabrien, das zweite die restlichen kontinentalen Territorien bis zum Tronto. Jedes dieser Gebiete wurde von einem Großjustiziar geleitet. Das Gebiet von Sizilien und Kalabrien wurde in vier Giustizierati unterteilt, zwei auf dem Festland und zwei auf der Insel.
Der Kaiser errichtete auf dem Festland das Giustizierato Val di Crati und Terra Giordana sowie das Giustizierato Kalabrien. In Sizilien, wo die Insel durch die beiden Flüsse Imera geteilt wird, wurde das Giustizierato Sicilia citra flumen Salsum und das Giustizierato Sicilia ultra flumen Salsum eingerichtet. Er bezog sich auf den Faro (Messina), wobei das erstere (diesseits des Flusses Salso) die östliche Region darstellte, während das letztere (jenseits des Flusses Salso) die westliche Hälfte bildete. In diesen Gebieten hatte Friedrich II. die Verwaltung und Eintreibung der Steuern zwei königlichen Beamten übertragen. Ersterer residierte in Palermo und hatte die Gerichtsbarkeit über Sizilien jenseits des Salso, letzterer residierte in Messina und hatte die Gerichtsbarkeit über Sizilien diesseits des Salso, über das Giustizierato Kalabrien sowie über das |Val del Crati und Terra Giordana. Diese Zentralisierung führte nicht vollständig zur Abschaffung der örtlichen Verwaltungsstrukturen, die zwar ihr Territorium beibehielten, aber vor allem ihre Funktion änderten. Die fünf Valli (Dèmona, Castrogiovanni, Noto, Mazara und Milazzo) haben ihre Titel behalten, jedoch änderte sich ihre Funktion. Sie wurden zu Gerichtsbezirken und aufgrund der physischen Notwendigkeiten, wie der übermäßigen Ausdehnung der beiden Bezirke sowie der Pflicht, am Wohnsitz der Angeklagten oder in unmittelbarer Nähe Recht zu sprechen, wurde im Jahr 1233 eine sechste Verwaltungseinheit von Girgenti hinzugefügt. Manche Autoren übersetzen den Begriff „Vallo“ aus dem Lateinischen als „Vallo di Agrigento“, obwohl die Stadt bereits unter Friedrich Girgenti hieß und auch heute noch im Sizilianischen so genannt wird.

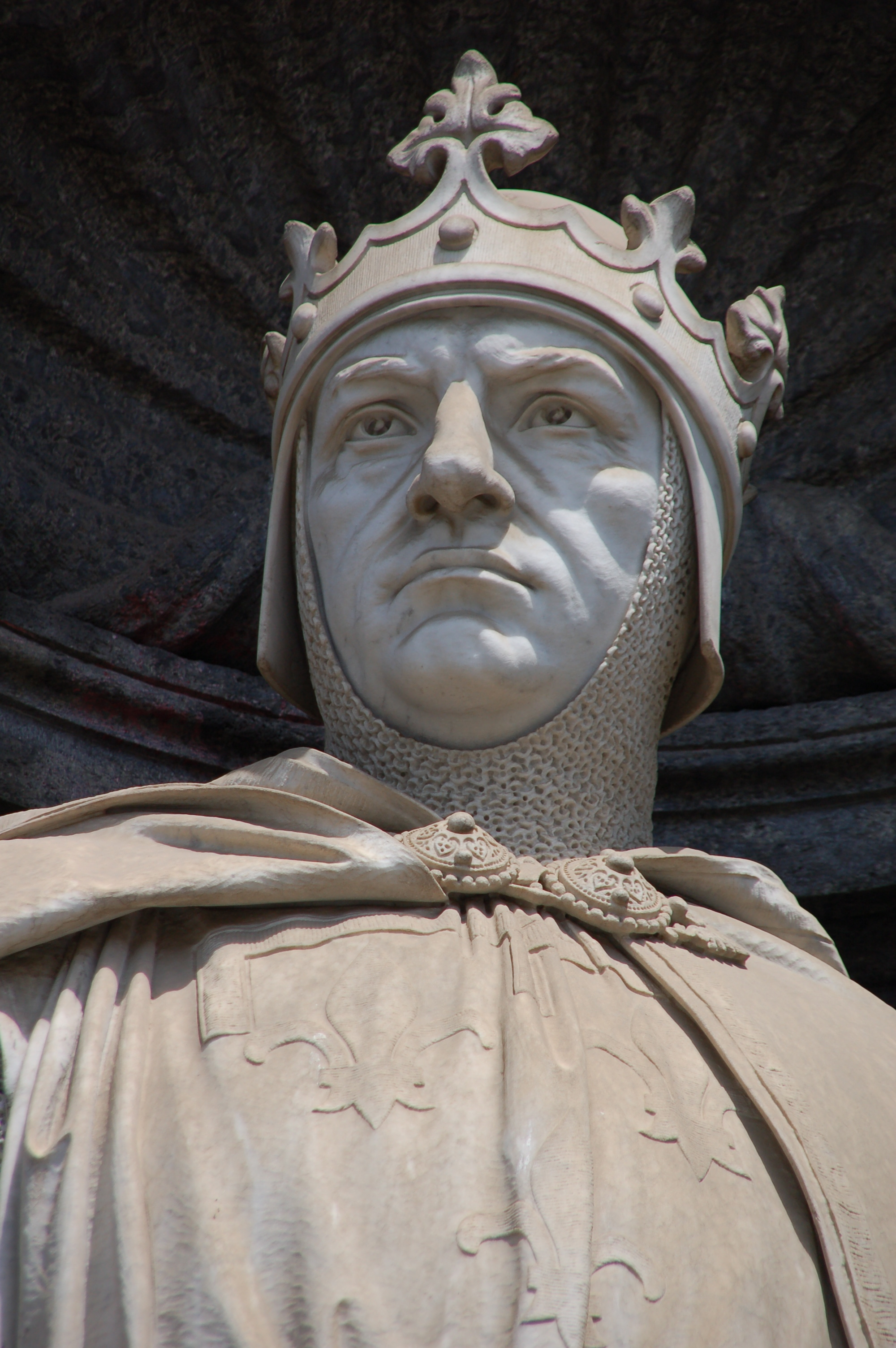
Statue von König Karl I., Werk von Tommaso Solari, im Königspalast in Neapel

Auch die steuerlichen Funktionen verteilten sich, so dass es mehrere Steuerbezirke gab, unter anderem die Ernennung eines Schatzmeisters für die Grafschaft Geraci und Partes von Cefalù und Termini, der vom Secreto von Palermo ernannt wurde.
Nach dem Tod Friedrichs übernahm die Justizverwaltung auch militärische Aufgaben. Im Jahr 1255 wurde Enrico Abbate unter Manfred zum capitaneus in Valle Mazarie ernannt.
Karl I. von Anjou folgte den Staufern nach, als er 1265 vom Papst Clemens VI. zum König von Sizilien ernannt wurde. Er zentralisierte die Funktionen in den beiden friderizianischen Zirkumskriptionen erneut, indem er die Kompetenzen der kleineren Zirkumskriptionen entwertete und beschnitt.

### Unter den Aragonesen

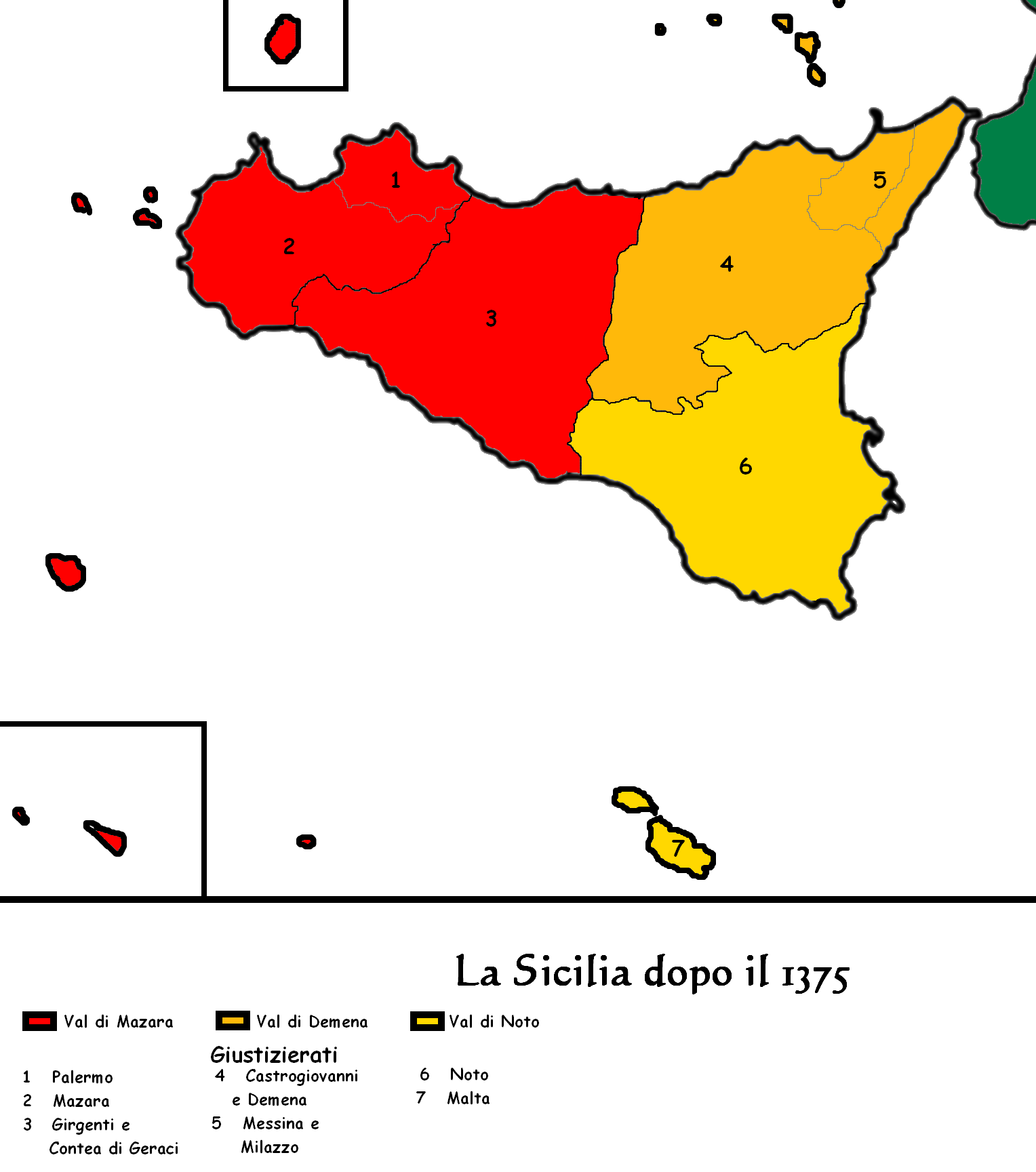
Verwaltungsgliederung des Königreichs Trinacria nach 1375

Nach dem langen Vesperkrieg und provisorischen Verwaltungsformen, besonders durch die Capitani del Popolo, übernahm Peter I. die Herrschaft. Obwohl Karl noch formal König war, krönte sich Peter I. 1282 zum König von Sizilien. Dazu führte er die beiden fiskalischen Zirkumskriptionen wieder ein und setzte an ihre Spitze Secreti, Meisterprokuratoren sowie die Meisterportolane. Die Giustizierati nahmen stattdessen den normannischen Namen Vallo an und wurden komplexer, indem sie sieben Giustizieri unter der Leitung eines Hauptgiustiziers des Königreichs einsetzten: Vallo di Mazara, Vallo di Girgenti, die Grafschaft Geraci, zu der auch Cefalù und Termini gehörten, Vallo di Castrogiovanni, Demina und Milazzo, Val di Noto, der Archipel von Malta und Palermo. Aufgrund der Notwendigkeit während des Krieges übernahmen sie auch fiskalische und militärische Aufgaben, wodurch sie zu Vermittlern zwischen den peripheren und zentralen Stellen des Königreichs wurden. Ihre Grenzen orientierten sich an denen der Stauferzeit, wobei sie nur teilweise den Grenzen der Diözesen folgten. Viele von ihnen waren auf zwei oder mehr Gerichtshöfe verteilt. Ausnahmen bildeten hierbei die Diözesen Mazara, Agrigent, Noto, Patti und Malta. Spätere Veränderungen beeinflussten die Anzahl der Täler nicht signifikant. Es kam jedoch zu teilweise drastischen Veränderungen in den Bereichen von Funktionen und Zuständigkeiten, zu Fusionen und territorialen Neudefinitionen. Des Weiteren gibt es Berichte über ein Giustizierato Kalabrien, welches jedoch im Jahr 1283 aufgehoben wurde.
In der Zeit zwischen 1285 und 1286, während der Regierungszeit von Jakob I., wurden die Grafschaft Geraci und die Partes von Termini und Cefalù zum Valllo von Girgenti zusammengeführt und als „Val di Agrigento, der Grafschaft Geraci und der Regionen von Termini und Cefalù“ bezeichnet. Letztere trugen diesen Titel bis 1292, als die Grafschaft Geraci abgetrennt wurde, weil sie an Enrico von Ventimiglia verpfändet wurde.

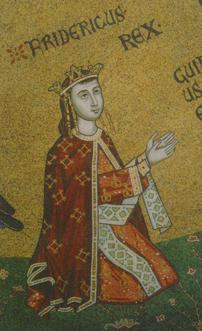
Mosaik in der Apsis des Hauptaltars der Kathedrale von Messina

Ähnliches gilt für den speziellen Fall von Messina, wo die Funktion des Strategos noch existierte. Durch eine Konzession Friedrichs III. wurde 1302 seine Verwaltung auf der Vallo di Milazzo ausgeweitet und es entzog ihm de facto der Vallo di Castrogiovanni. Zwischen 1312 und 1329 erscheint in Trapani auch ein Giustiziere, möglicherweise ein Hauptmann mit gerichtlichen Funktionen, dessen Zuständigkeit auf das Gebiet dieser Stadt beschränkt war. Gleiches trifft auch auf einen Giustiziere in der Grafschaft Adernò zu, der im Jahr 1348 erwähnt wird.
In der Zeit von 1348 bis 1362 wurde die administrative Situation durch einen Krieg erneut gestört. In dieser Zeit wurde Sizilien von einem Bürgerkrieg zwischen den lateinischen und spanischen Fraktionen heimgesucht. Die erstere war pro-Angevin, während die letztere pro-katalanisch war. Dadurch kam es zu einer stärkeren Zersplitterung der Verwaltungseinheiten, die oft auf einzelne Städte beschränkt blieben. Die Stadtkapitäne wurden vom König ernannt und trugen zunächst den Titel eines Kriegskapitäns. Ab dem Frieden von 1361 waren sie dann Kapitäne mit der Zuständigkeit für Strafsachen und konnten die Strafjustiz ausüben. Andere bedeutende Zugeständnisse wurden auch an große und kleine Feudalherren gemacht. Im ersten Fall, um den Bürgerkrieg zu beenden, gewährte Friedrich IV. selbst den großen Feudalherren nach dem Frieden von 1361 große Vergünstigungen mit der Formel „quod vitam“. Vor dem Friedensschluss waren letztere unter Zugeständnissen nach der Formel a „regio beneplacito“ gekommen. In jedem Fall erwiesen sich fast alle dieser Zugeständnisse als unwirksam oder wurden jedenfalls kaum genutzt. Vieles davon scheiterte daran, dass sich Feudalherren gegen den Landesherrn auflehnten und dadurch ihre gewährten Privilegien verloren, manches aber auch an Friedrichs Resignation.
Ab Mitte des Jahrhunderts blieben die vier Valli unbesetzt. Erst etwa ein Jahrzehnt nach Beendigung des Bürgerkriegs beschloss Friedrich IV., die Verwaltung des Königreichs neu zu organisieren. Hierzu wurden 1373 die Valli von Mazara, Girgenti und Partes von Cefalù und Termini, Castrogiovanni und Demona sowie Noto wiederhergestellt. Aufgrund der Zugeständnisse, die während des Krieges gemacht wurden, wurden die Valli beim Wiederaufbau jedoch erheblich verkleinert. Außerdem wurde Sizilien ab 1373 von Hungersnöten, Pest und schlechter Verwaltung heimgesucht. Dies führte zu einem Anstieg der Zahl der Städte, die die Strafgerichtsbarkeit ausüben konnten. Im Val di Mazara, wo Hungersnöte zur Absetzung des Grafen Francesco Ventimiglia, des Giustiziere des Val di Mazara, führten, war der Herrscher gezwungen, in fast allen Herrschaftszentren (Trapani, Monte San Giuliano, Marsala, Corleone, Salemi) neue Capitani zu ernennen, die in Strafsachen kompetent waren; aus dem Val di Castrogiovanni und Demona wurden im Jahr 1373 bereits Patti und San Marco ausgeschlossen, und ab dem folgenden Jahr auch Nicosia und Gagliano und im Jahr 1375 Piazza, sowie dasselbe Castrogiovanni und Calascibetta; aus dem Vallo di Girgenti wurden Girgenti selbst, die feudalen „Università“ (in Süditalien von 1266 bis 1807 der Name für eine gewissermaßen selbständigen Verwaltungseinheit) von Giovanni und Manfredi Chiaromonte (Naro, Delia, Montechiaro, Favara, Guastanella – tra Raffadali e Santa Elisabetta –, Sutera, Castronovo, Mussomeli, Camastra, Prizzi, Misilmeri, Cefalà, Palazzo Adriano, Bivona, Caccamo, Muxaro) sowie Racalmuto entfernt, obwohl keine Dokumente über Unruhen vorliegen; dem Val di Noto wurden die Grafschaft Modica sowie die Gebiete von Ragusa, Caltagirone, Lentini, Syrakus und möglicherweise auch Noto selbst entzogen. Das Gouvernement Messina, in dem zu dieser Zeit die Strategen regierten, verlor 1376 Taormina und Francavilla. Die Valli verloren in der Praxis fast alle staatseigenen Städte und mussten die Strafjustiz praktisch nur noch auf Lehen ausüben, für die es keine früheren Konzessionen gab.

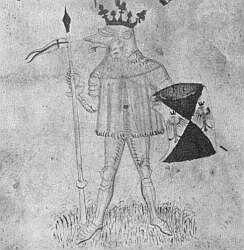
Martin I. von Aragon

Nach der Zeit der vier Vikare und der anschließenden Wiederherstellung der königlichen Macht von Martin I. wurde das Ziel verfolgt, die Ausübung der Strafgerichtsbarkeit einigen wenigen, dem Herrscher direkt unterstellten Beamten vorzubehalten. Martin I. schlug 1403 in Kapitel 51 seiner Constitutiones die Wiedereinführung des Amtes des Giustizieres in den vier Valli vor, auch wenn diese Regel in der Praxis nicht angewandt worden zu sein scheint.
Die Einteilung von Martin I. umfasste die Valli von Mazara, Noto, Demona, Girgenti und Castrogiovanni, welche anschließend in verschiedene Gebiete unterteilt wurden. Im Beispiel des Vallos di Girgenti und Castrogiovanni wurden acht Gebiete identifiziert: Girgenti, Naro, Licata, Castrogiovanni, Calascibetta, Polizzi, Castronovo und Sutera.
Das Ziel, die ehemalige Jurisdiktionsfunktion der Valli wiederherzustellen, schien daher bis zum Ende des Königreichs Sizilien und der damit verbundenen Errichtung des spanischen Vizekönigreichs ungelöst.

### Zeitalter der Vizekönige

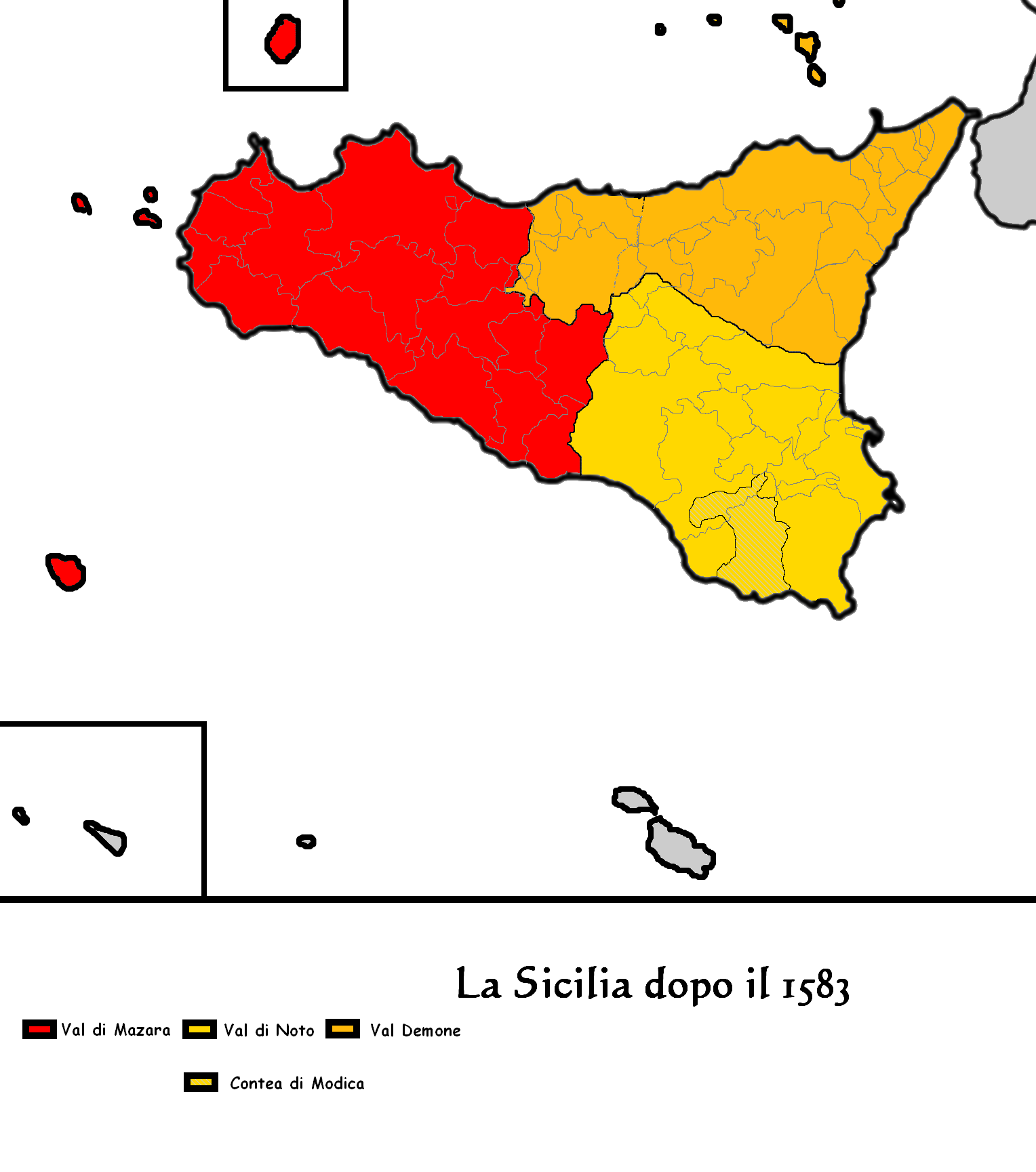
Administrative Gliederung des Vizekönigreichs Sizilien nach der Einrichtung der Comarcas (1583).

#### Historischer Kontext in der spanischen Ära
Die Ära der Unabhängigkeit Siziliens fand mit dem Ableben von Martin II. im Jahr 1410 ihr Ende und das spanische Vizekönigreich trat in Kraft. Im Jahr 1412 erklärte Ferdinand I. von Aragon das frühere Königreich zum Vizekönigreich und etablierte ein Vikariat zur Vertretung desselben. Die Rolle des Vizekönigs war anfangs unbedeutend, zumindest bis Königin Blanche von Navarra in Sizilien war.
Das neue Konzept der spanischen Herrscher sah eine starke Zentralisierung der Macht vor, und die verschiedenen Inselgouverneure wurden bald aufgelöst. Die politische Unsicherheit führte zu erheblichen Unruhen, die sich in Bürgerkriegen und Aufständen entluden.
Der erste Vizekönig war Kronprinz Johann II. von Aragón jedoch übernahmen Persönlichkeiten bereits 1416 die Nachfolge im Vikariat, die sich – abgesehen von einigen Ausnahmen – zunehmend von der Krone entfernten. Dies deutete auf ein königliches Desinteresse an der Insel hin. Der Vizekönig war häufig spanischer Herkunft, war einer der höchsten Militärs des Königreichs und hatte wenig Interesse an der Autonomie der Insel. Das Beispiel Messinas, welches die Ernennung eines zweiten Vizekönigs vorschlug und dadurch die Verwaltung der Insel polarisierte, was zur Entstehung von zwei Vizekönigreichen führte (eines mit Sitz in Palermo und eines in Messina), zeigt die starke politische Fragmentierung Siziliens. Eine Ausnahme bildete Hugo von Moncada, der 1516 die Abwesenheit von König Ferdinand II. nutzte, um mit seinen loyalen Adligen Sizilien in Brand zu setzen. Der Aufstand wurde gewaltsam niedergeschlagen, und die aufständischen Städte erlitten schwere Schäden.

#### Die Valli im Zeitalter der Vizekönige

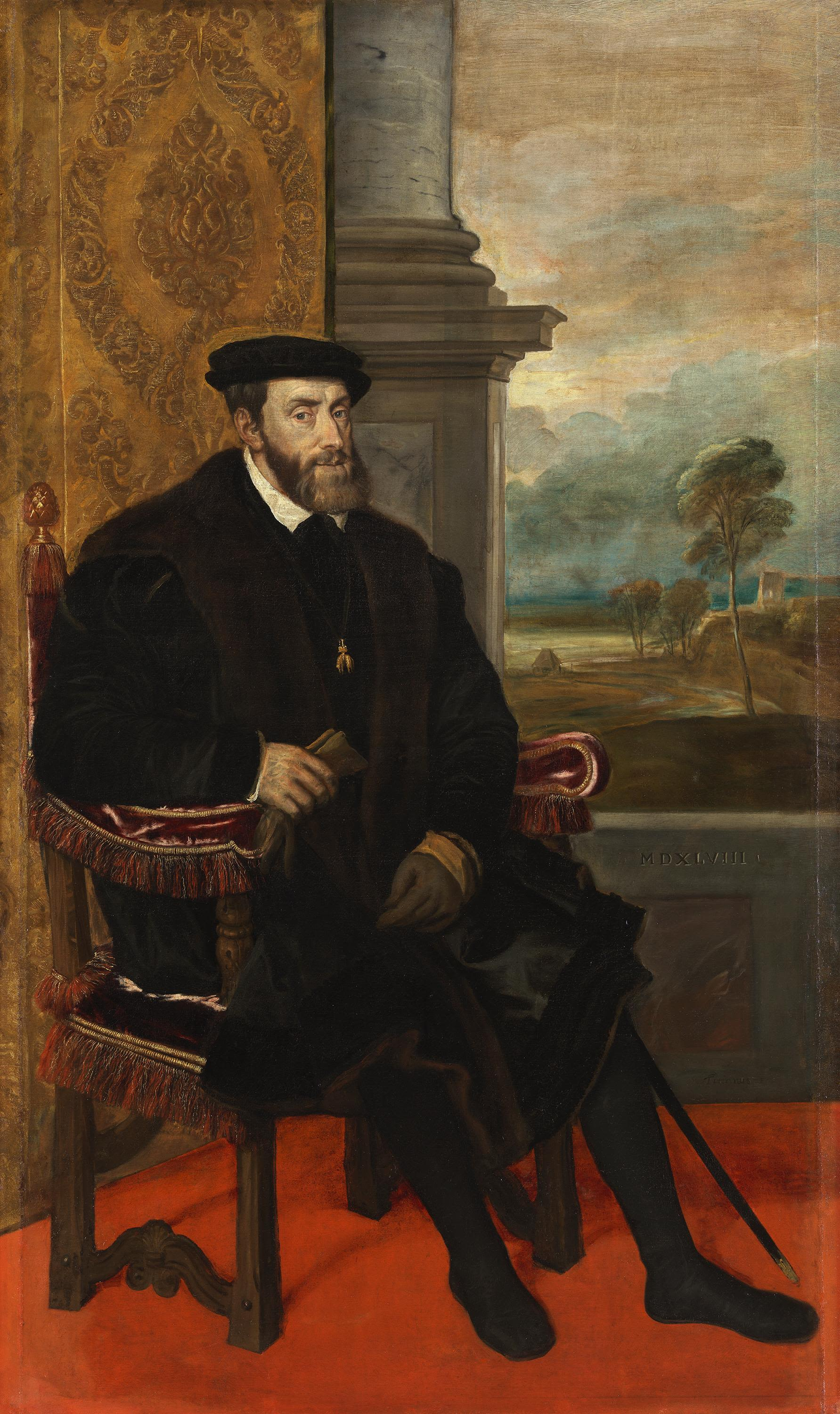
Tizian: Karl V. um 1548 als Kaiser des Heiligen Römischen Reiches, Sacrum Romanum Imperium (von 1520 bis 1556). Alte Pinakothek, München

Zur Verbesserung der Verwaltung der Zivilverwaltung wurden die drei Valli der islamischen Institution, Mazara, Demone und Noto, wiederhergestellt und alle anderen Verwaltungsformen offiziell abgeschafft. Palermo behielt zwar seine Bedeutung als Hauptstadt des Vizekönigreichs, jedoch war dieser Titel fast ausschließlich eine Formalität, da alle Macht in Madrid konzentriert war. Malta und seine Verwaltungsorgane wurden im Jahr 1530 von Sizilien abgetrennt, als sie dem Johanniterorden von Karl V. zugewiesen wurden. Messina konnte seine historischen Privilegien bis 1678 aufrechterhalten, als die Stadt nach dem von den Franzosen unterstützten antihispanischen Aufstand ihrer Privilegien beraubt und hart unterdrückt wurde, was zum Niedergang der Stadt führte.
Es fehlt jedoch nicht an Belegen für Ämter, die den mittelalterlichen Giustizieri und den wichtigsten Funktionen ähneln, die die Täler in der Vergangenheit ausübten, sowie für neue Lehensvergaben und Bestätigungen von Grafschaften und Baronien. Die Verwaltungsautonomie der lokalen Einheiten wurde jedoch auf die drei Hauptvalli zurückgeführt. Diese historische territoriale Unterteilung Siziliens blieb trotz bedeutender Veränderungen ihrer inneren Grenzen fast drei Jahrhunderte lang bestehen. Sie wurde schließlich in den ersten politischen Kartographien Siziliens dargestellt und ist heute als bekannteste Darstellung der Inselgliederung in die Geschichtsbücher eingegangen.

#### Die Comarcas

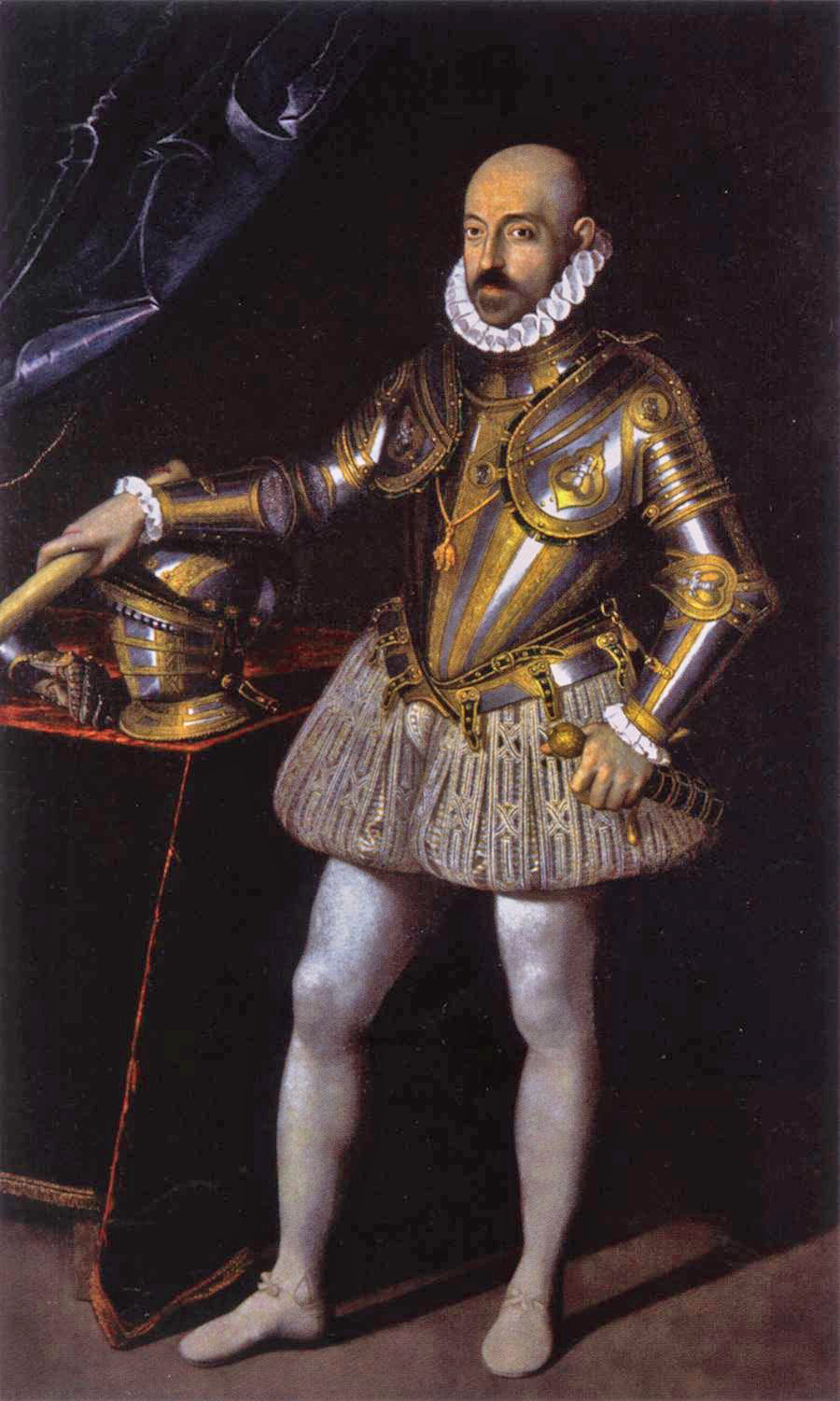
Marcantonio Colonna

Mit der Prammatica vom 13. April 1583 wurde die administrative Unterteilung des Inselgebiets neu geordnet: Der damalige Vizekönig von Sizilien, Marcantonio Colonna, ordnete die Schaffung der Comarcas an. Aus anfänglich 42 wurden im 17. Jahrhundert.
Die Schaffung dieser neuen Verwaltungseinheiten hat nicht zur Aufhebung der Valli geführt, jedoch sind die Funktionen und Ziele der alten Bezirke Gegenstand von Diskussionen. Nach Ansicht einiger Autoren führte die Einführung der Comarcas zu einer Organisation des Königreichs auf zwei Verwaltungsebenen: Die erste Ebene war durch die Valli vertreten, während die zweite durch die Comarcas repräsentiert wurde. Andere Autoren jedoch argumentieren, dass die Valli durch die Comarcas jeden administrativen Wert verloren haben und schließlich zu rein geografischen Ausdrücken wurden. Eine Ausnahme unter den Valli und Comarcas bildet die Grafschaft Modica, die als „echter Staat im Staate“ galt.
Die Grafschaft Modica hatte bis zum Jahr 1702 autonome Verwaltungsfunktionen inne. Während der sieben Jahre der savoyischen Herrschaft war die Grafschaft zudem nicht Teil des savoyischen Herrschaftsgebiets, sondern bildete de facto eine spanische Enklave auf savoyischem Gebiet.
Die 44 Comarcas hatten als Hauptstädte die heutigen Städte Acireale, Licata, Augusta, Calascibetta, Caltagirone, Carlentini, Enna, Castronovo di Sicilia, Castroreale, Catania, Cefalù, Corleone, Agrigento, Lentini, Linguaglossa, Marsala, Mazara del Vallo, Messina, Milazzo, Mineo, Mistretta, Erice, Palermo, Naro, Nicosia, Noto, Patti, Piazza Armerina, Polizzi Generosa, Barcellona Pozzo di Gotto, Rometta, Randazzo, Salemi, Agira, Santa Lucia del Mela, Sciacca, Syrakus, Sutera, Taormina, Termini Imerese, Tortorici, Troina, Trapani und Vizzini.
Die Unterteilung des Territoriums in Comarcas blieb bis zur bourbonischen Verwaltungsreform bestehen. Diese begann mit der sizilianischen Verfassung von 1812, die die Insel in Bezirke aufteilte, und endete mit der Verordnung von 1817, welche die Bezirke in sieben Provinzen zusammenfasste.

#### Militärbezirke in der spanischen Ära
Neben der zivilen Territorialgliederung existierte auch eine militärische Gliederung. Die spanische Regierung schuf elf militärische Bezirke, sogenannte Sergenzie, die unterschiedliche Ausdehnungen und Grenzen zu den Comarcas aufwiesen. Die Sergenzie hatten als Hauptstädte: Sciacca, Termini, Girgenti, San Fratello, San Filippo, Patti, Taormina, Aci, Lentini, Caltagirone und Scicli.

### Unter den Bourbonen

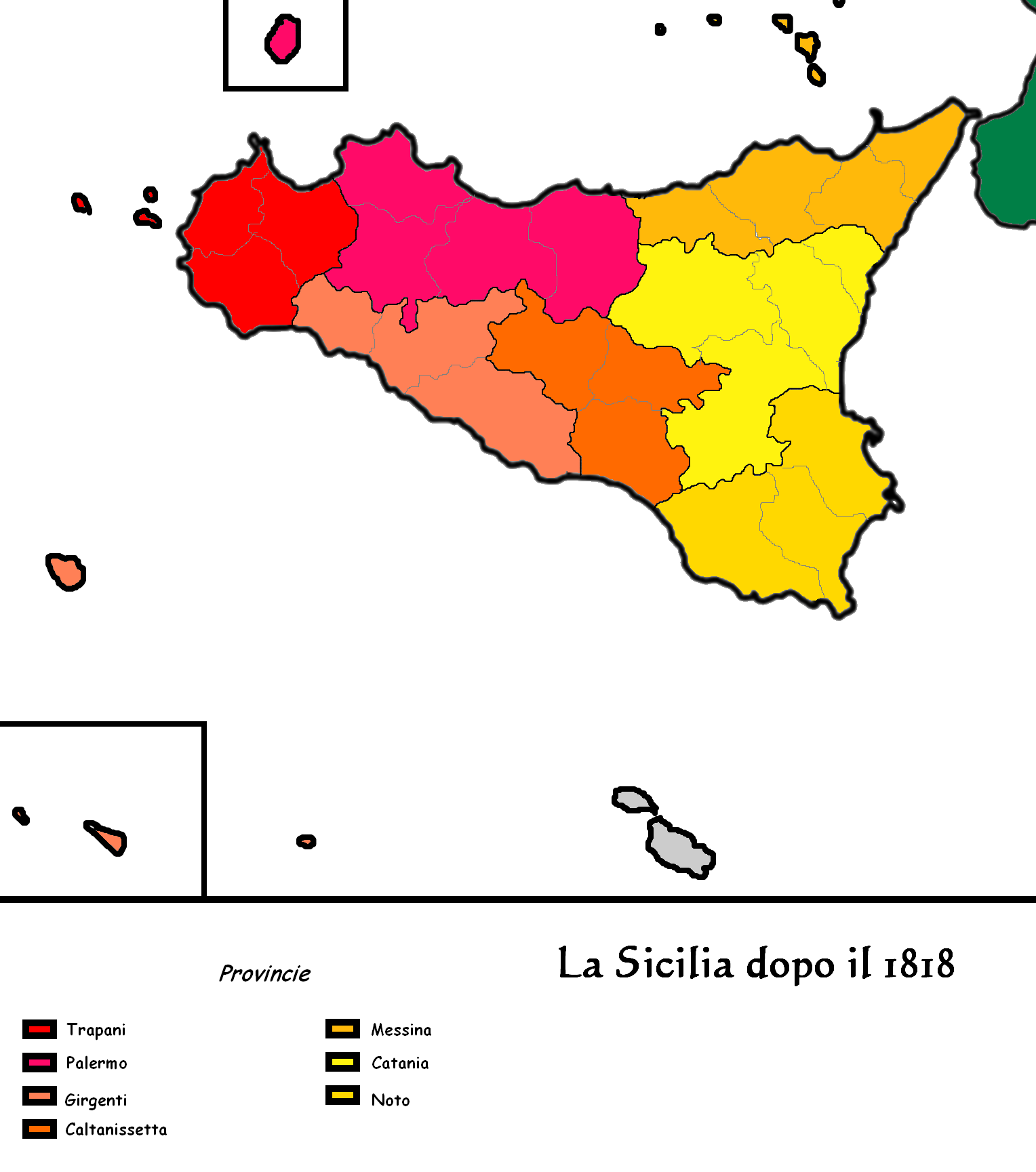
Administrative Einteilung des Königreichs Sizilien nach der Reform von 1818

Die lange Ära des Vizekönigreichs fand ihr Ende im Jahr 1734 mit der Eroberung von Neapel und Sizilien durch Karl III. Er wurde zum König von Sizilien gekrönt und begründete die bourbonische Dynastie im Süden Italiens.
Karl erbte die ehemaligen Verwaltungseinheiten, welche zuvor das Vorrecht der Barone, des Klerus, Gebietskörperschaften oder Verwaltungs- und Gerichtsorgane selbst innehatten. Der Versuch, die Verwaltung des Königreichs zu reformieren, begann mit der Anerkennung der königlichen Rechte durch den Frieden von Wien und der päpstlichen Einsetzung im Jahr 1738. Diese Maßnahmen wurden offiziell zur Verbesserung der königlichen Schatzkammer und zur Förderung einer guten Verwaltung vorgeschlagen. In Wirklichkeit waren sie jedoch eine Geste, um dem Souverän verloren gegangene Zuständigkeiten und Funktionen zurückzugeben. Diese Reformen wurden jedoch erst unter Bernardo Tanucci umgesetzt, der das Interregnum nutzte, um die von Karl begonnenen, aber nicht umgesetzten Reformen zu vollenden. Nach dem Aufstand von Palermo im Jahr 1773 verbreitete sich die Ansicht, dass das Baronat die Stabilität der „Südstaaten“ unterminierte. Der Untreue der Barone wurde entgegentreten, indem der sizilianische Adel von seiner primären Rolle als Landesherrscher verdrängt und auf eine sekundäre Position zurückgestuft wurde.

### Unterdrückung der Valli

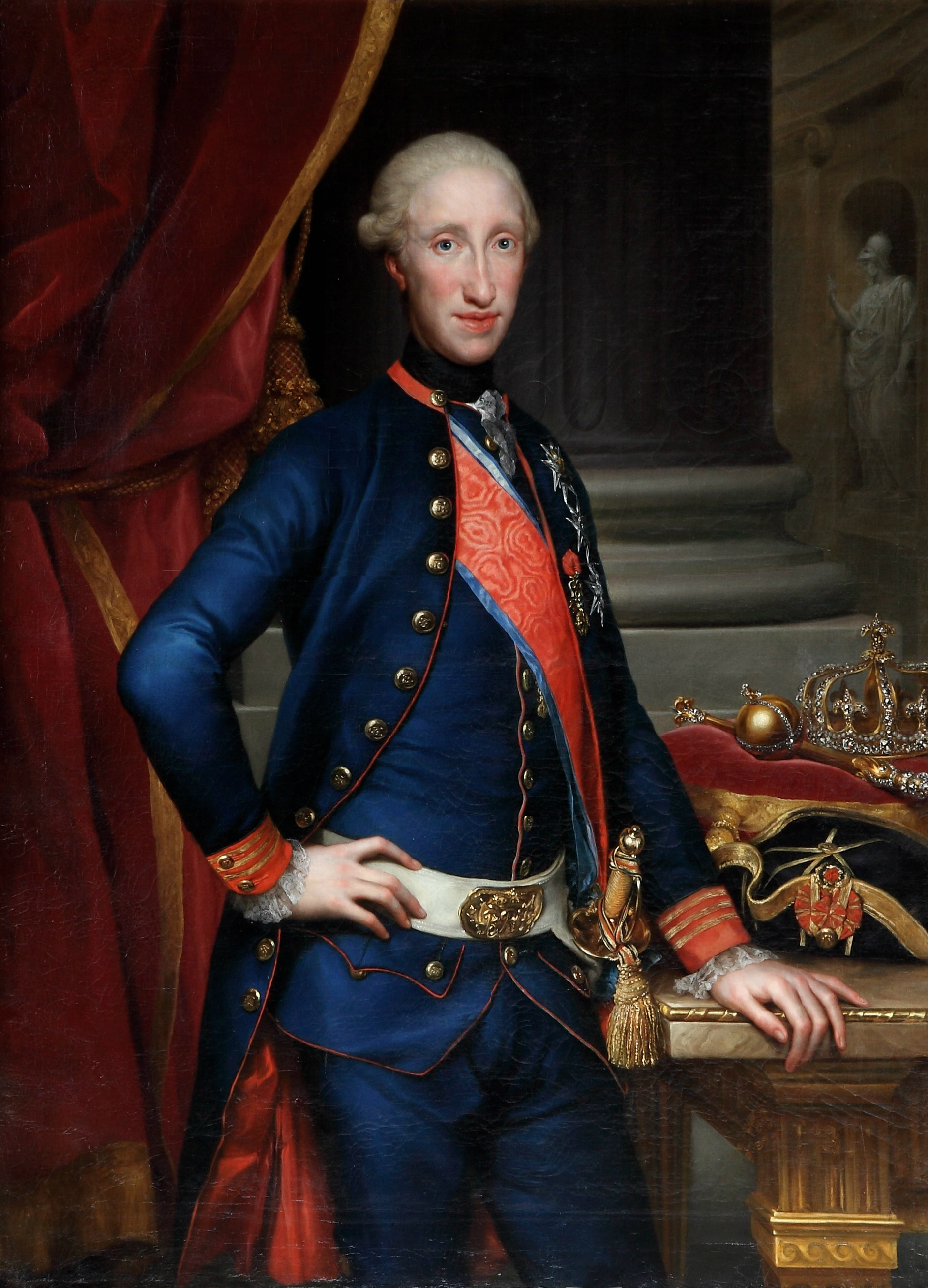
Ferdinand IV. (I.) von Neapel und Sizilien

1806 eroberten napoleonische Truppen Neapel und König Ferdinand III. von Bourbon floh nach Palermo, wo er dank der Unterstützung Englands die Kontrolle über die Insel behielt. 1811 entsandte England William Bentinck als neuen Oberbefehlshaber der britischen Streitkräfte, Bevollmächtigten Minister und Sondergesandten, der erfolgreich die Befugnisse des Herrschers beschneiden konnte. Am 19. Juli 1812 wurde eine neue sizilianische Verfassung nach englischem Vorbild verabschiedet, die eine grundlegende Reform des Staatsapparats zur Folge hatte.
Die Verfassung Siziliens von 1812 beseitigte die frühere administrative Unterteilung der Insel in drei Valli und führte stattdessen 23 Bezirke ein. Diese wurden von dem Gelehrten und Astronomen Giuseppe Piazzi definiert, der bestimmte, dass die Grenzen der einzelnen Bezirke den natürlichen Gegebenheiten wie Flüssen, Bergen und Tälern folgen sollten. Zudem sollte jeder Bezirk von einem Hauptmann mit zwölf Männern regiert werden. Die gefährlichsten und exponiertesten Orte sollten innerhalb der Bezirksgrenzen verbleiben, welche so platziert sein sollten, dass ein Hauptmann leicht vom Nachbarn unterstützt werden konnte. Die Hauptflüsse sollten die Teile des Bezirks im Winter nicht trennen und die bevölkerungsreichsten Städte, die durch örtliche Gegebenheiten begünstigt sind, sollten Bezirksvorsteher sein. Darüber hinaus sollte vermieden werden, dass der Bürger lange und beschwerliche Feudalgründe durchqueren muss, um die Bezirkshauptstadt zu erreichen. Die neuen Bestimmungen wurden heftig abgelehnt und kritisiert.
Die 23 sizilianischen Städte, die zu Bezirkshauptstädten ernannt wurden, waren: Alcamo, Bivona, Caltagirone, Caltanissetta, Castroreale, Catania, Cefalù, Corleone, Girgenti, Mazara, Messina, Mistretta, Modica, Nicosia, Noto, Palermo, Patti, Piazza, Sciacca, Siracusa, Termini, Terranova und Trapani.

### Die Folgen der Valli
Wie bereits erwähnt, wurden im Jahr 1812 die Valli Siziliens aufgehoben, um Platz für Bezirke und spätere Provinzen oder Intendenzas zu schaffen. Ihr historisches Gedächtnis hat jedoch den Lauf der Zeit überdauert. In einigen Fällen haben die Städtenamen, die einst den Sitz der Ämter der Valli hatten, diese Erinnerung bewahrt: Roccella Valdemone war der letzte Sitz der byzantinischen Strategen und hat wahrscheinlich das verlorene Dèmona ersetzt. Mazara del Vallo war der ursprüngliche Sitz des gleichnamigen Vallos und der heutige Name Militello in Val di Catania ersetzte 1862 das frühere Militello in Val di Noto.

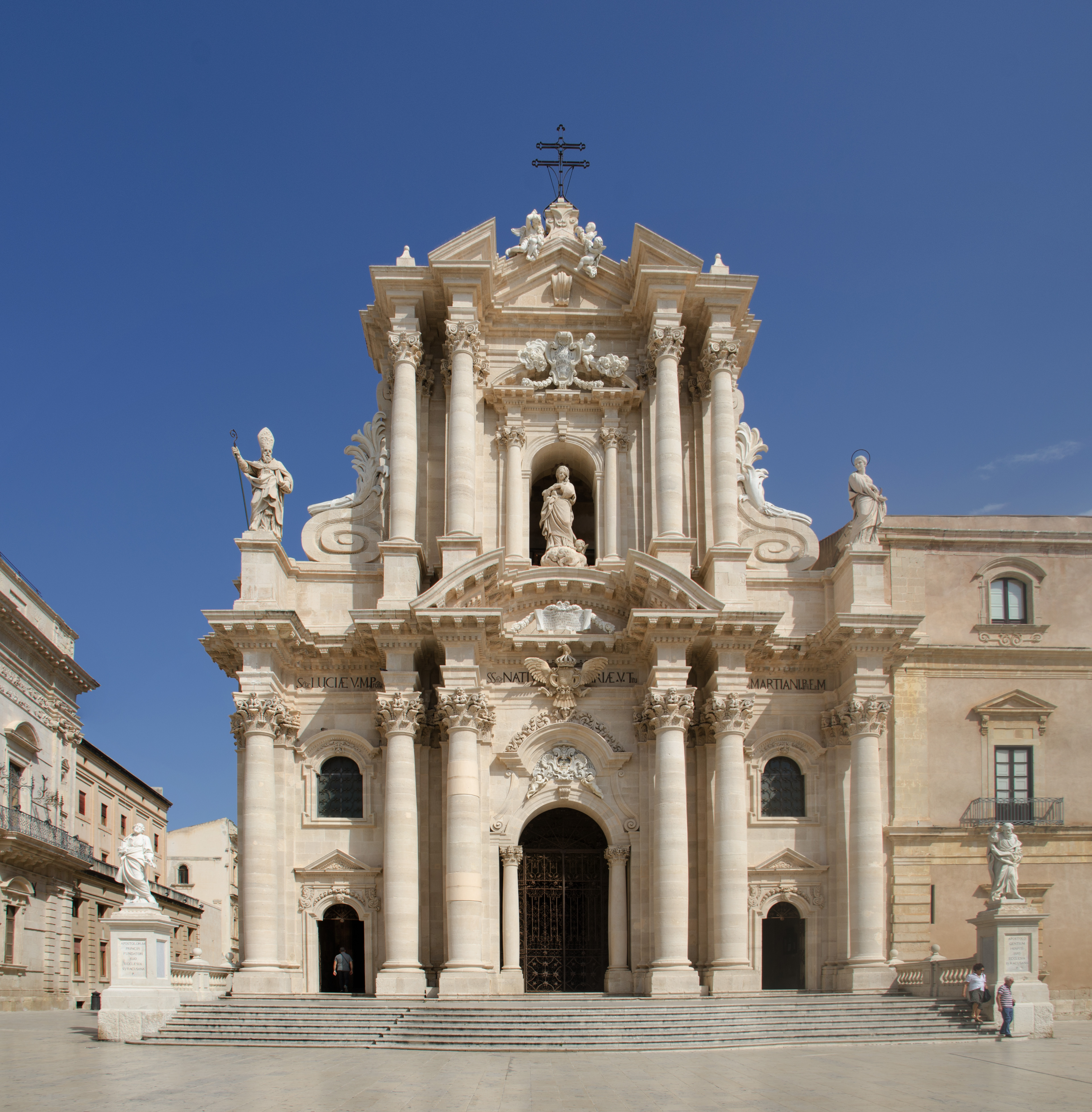
Fassade der Kathedrale von Syrakus von Andrea Palma (1728)

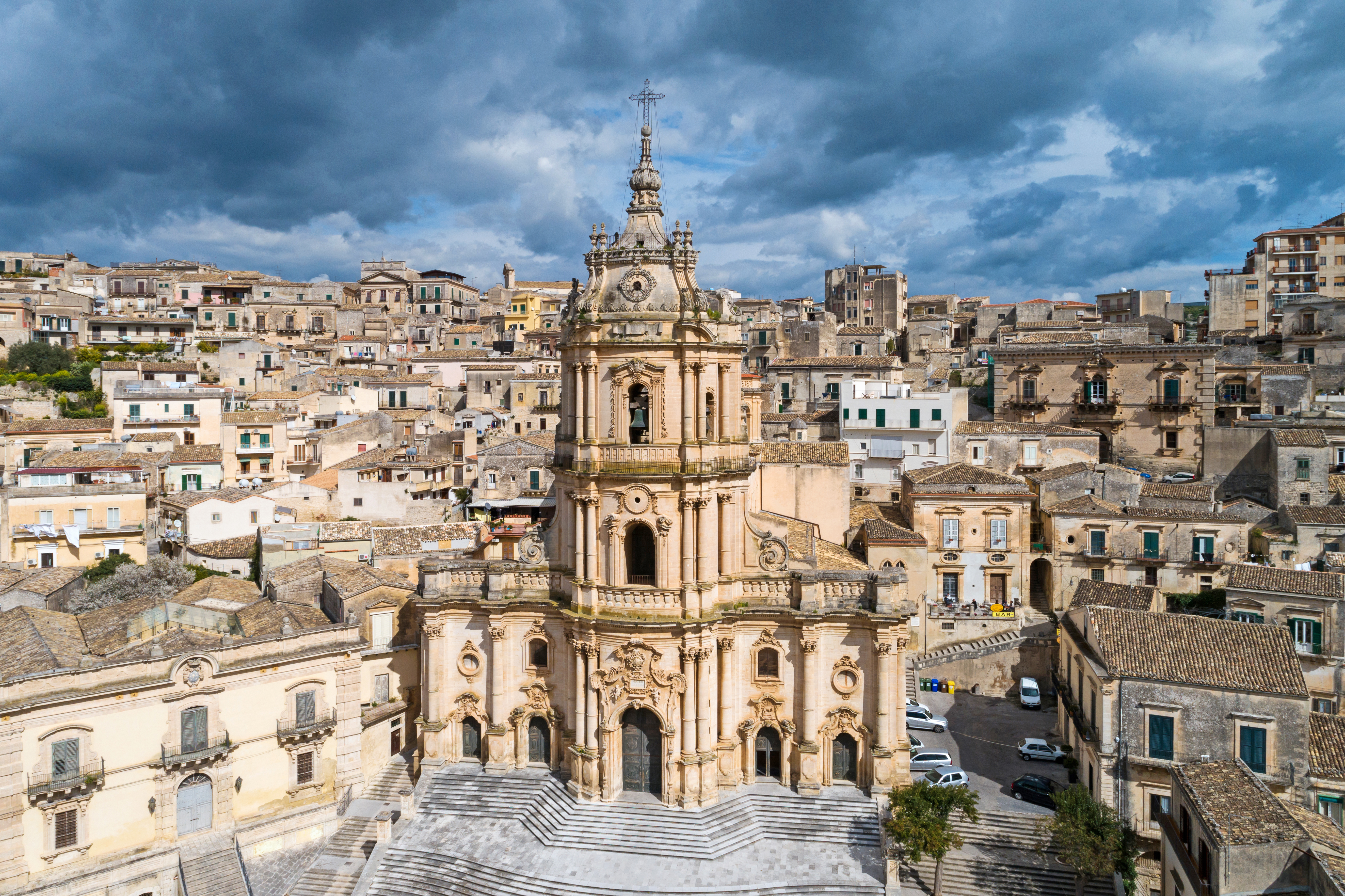
62 m hohe konvexe Fassade des Duomo di San Giorgio in Modica von Rosario Gagliardi

In anderen Fällen haben große Naturkatastrophen den Namen der Verwaltungseinheit erhalten, in der der größte Schaden entstanden ist: das Erdbeben im Val di Noto von 1693 ist hier das augenscheinlichste Beispiel. In diesem Fall führte der Wiederaufbau in den folgenden 30 Jahren zur Entwicklung eines einheitlichen Stils, der reich an lokalen Varianten ist und die Städte einschließt, die am meisten vom Erdbeben betroffen waren. Dieser Stil wird als Barock des Val di Noto bezeichnet. Dieser Stil wurde von der UNESCO unter dem Titel Baroque Towns of the Val di Noto (South-Eastern Sicily) als Weltkulturerbe anerkannt.
Ein Phänomen, das das Ende des 20. und den Beginn des 21. Jahrhunderts in Sizilien kennzeichnete, war die Entstehung territorialer und nicht-administrativer Unterteilungen, die jedoch als Valle anstelle von Vallo definiert wurden. Diese sind vergleichbar mit Konsortien oder touristischen Bezirken, wie zum Beispiel das Valle Alcantara oder das Valle del Torto e dei Feudi. Manchmal tragen Marken lokaler Produkte sogar den Namen „Vallo“, der zum Erzeugungsgebiet gehört. Ein Beispiel hierfür ist das Olivenöl mit der geschützten Ursprungsbezeichnung (g.U.) Val di Mazara.

## Verwaltungseinheit

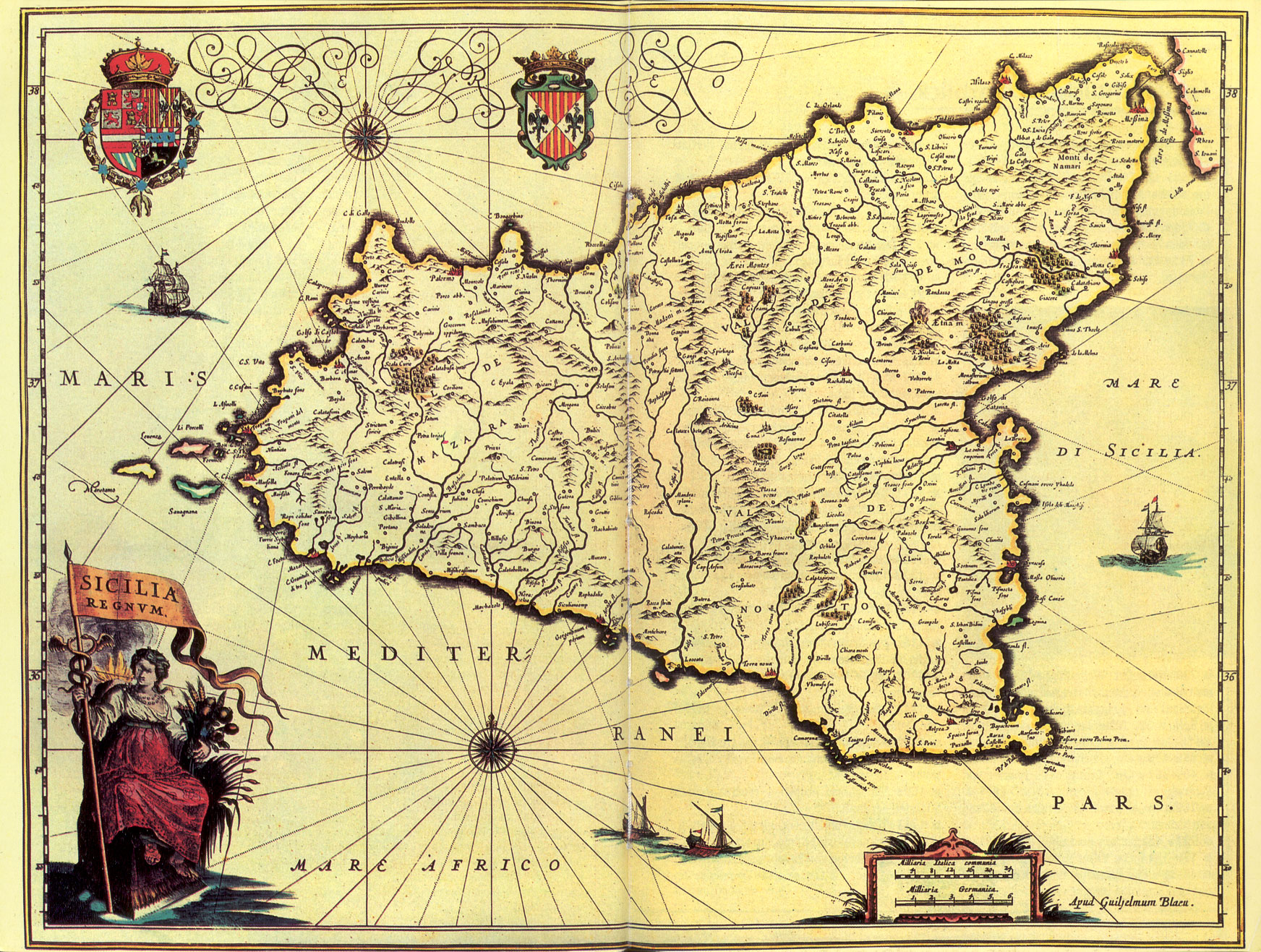
Administrative Untergliederung im 16. Jahrhundert

Die Verwaltungsorganisation der Valli in Sizilien ist vielfältig und hat sich im Laufe der ZDie Verwaltungsorganisation der Valli in Sizilien ist vielfältig und hat sich im Laufe der Zeit verändert. Sie erfüllten hauptsächlich gerichtliche Aufgaben, welche den Giustizieri übertragen wurden, und Steuererhebungsfunktionen, welche den Kämmerern zugewiesen wurden. Allerdings wird die Einteilung Siziliens in Täler auch als rein geographische Abgrenzung gesehen.
Die Ursprünge der Täler liegen nach Ansicht verschiedener Autoren in der Unterteilung in zwei Provinciae (Lilybaetana und Syracusana) mit der Gründung des Themas von Sikelia und damit in der Übernahme von Figuren, die den Profilen aus der Zeit der byzantinischen Herrschaft über die Insel ähneln oder sich an diese anlehnen.
Nach dem Historiker Guglielmo Capozzo teilten die Sarazenen Sizilien nach der Eroberung in drei  „große Valli“ auf, die wiederum in mehrere Bezirke unterteilt wurden. Diese Bezirke wurden von sogenannten Alcaiden regiert. Die Funktionen der Strategen, von den Byzantinern eingeführte Magistrate, blieben unangetastet. Die Sarazenen führten auch untergeordnete Beamte, die Gaiti und die Gadì, in verschiedenen Gebieten der Insel ein.
In der ersten Hälfte des 11. Jahrhunderts war die Verwaltung auf Sizilien noch stärker zersplittert. Es gab drei Potentati, mehrere Gouverneure in den wichtigsten Städten der Insel und zahlreiche divisiones, die dem andalusischen Alfoz ähnlich waren. Unter anderem wurde ein neues Rechtssystem geschaffen, welches das Eigentums- und Erbrecht regelte. Diese Rechtsordnung wurde von den Normannen nach der Übernahme der Inselherrschaft beibehalten, wenn auch teilweise verändert.

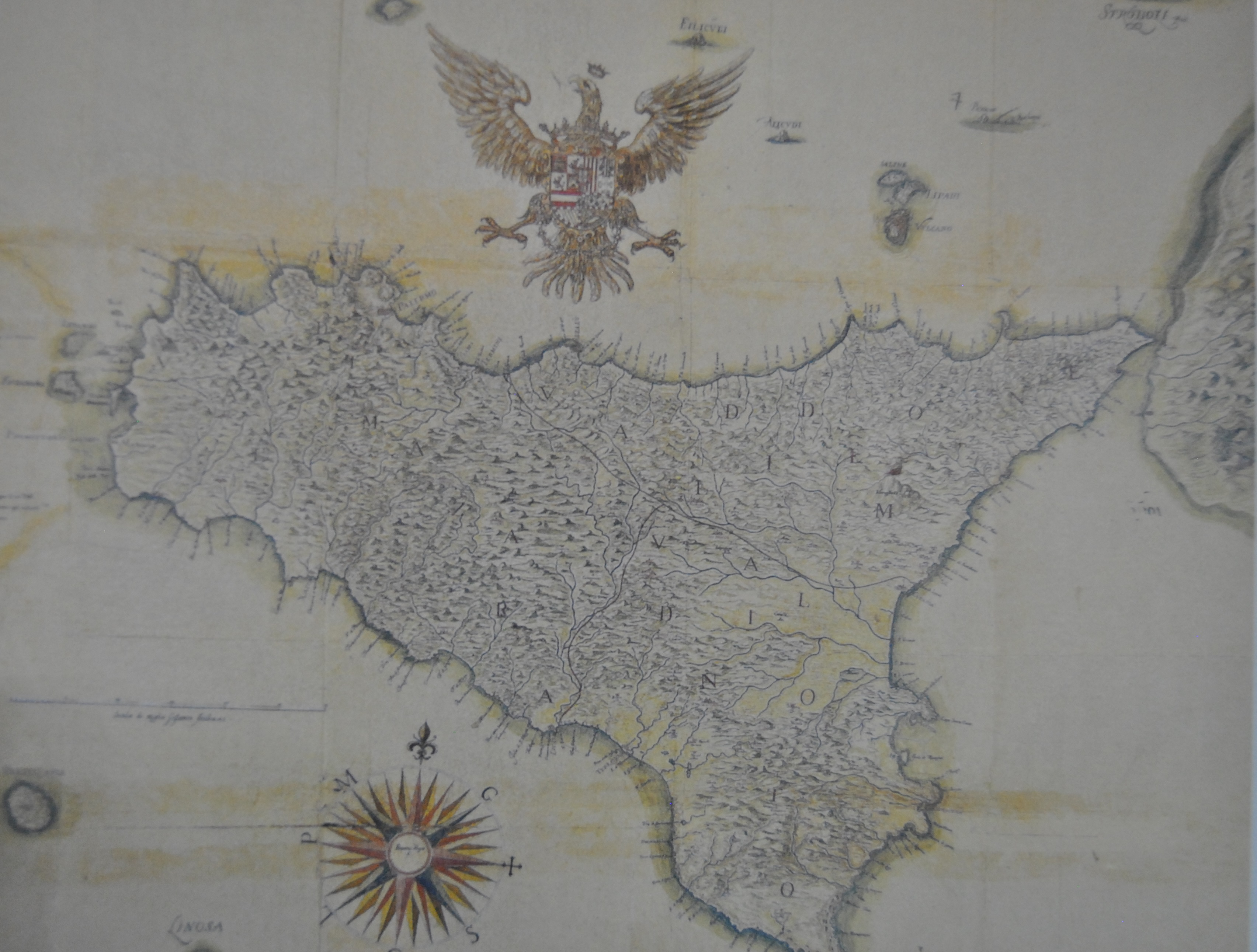
Administrative Unterteilung im Jahr 1637

Die islamischen Bezirke des 11. Jahrhunderts wurden unter der Herrschaft Rogers II. reduziert, der für die Verwaltung der als Valli bezeichneten Provinzen jeweils einen Giustiziere einsetzte. Aus der Zahl der Kämmerer [62] lässt sich ableiten, dass in normannischer und staufischer Zeit eine andere territoriale Gliederung der Finanzverwaltung bestand, die weniger große Bezirke umfasste, die in etwa der Einteilung der islamischen Zeit entsprechen könnten.

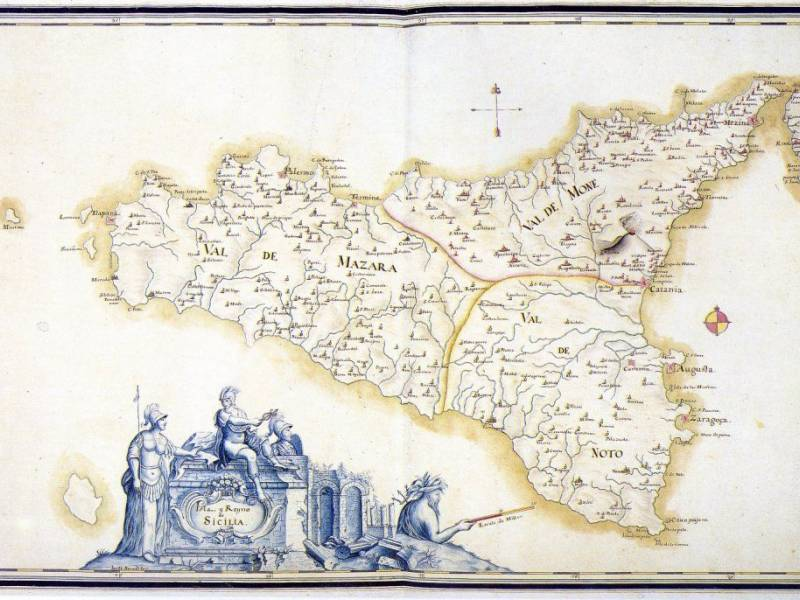
Administrative Untergliederung im Jahr 1705

Die Konstitutionen von Melfi, welche im Jahr 1231 von Friedrich II. erlassen wurden, haben das gesamte Verwaltungssystem revolutioniert. Dabei wurden erstmals bahnbrechende Änderungen eingeführt. Der Regent spaltete das Königreich in zwei große Gebiete: Sizilien und Kalabrien sowie die Halbinsel Italien. An der Spitze beider Bezirke gab es einen Großgiustiziere, der die zahlreichen Giustizieri der beiden Makrobereiche vertrat. Das sizilianisch-kalabrische Gebiet wurde in vier Giustizierati aufgeteilt, zwei auf der Halbinsel und zwei auf den Inseln. Auf Sizilien gründete er das Gustizierato Sicilia citra flumen Salsum und das Gustizierato Sicilia ultra flumen Salsum. In diesen Gebieten wurden die Verwaltung und die Erhebung der Steuern von Friedrich II. zwei Segreti anvertraut, bei denen es sich um königliche Beamte handelte. Der erste hatte seinen Sitz in Palermo und war für die Gerichtsbarkeit von Sizilien östlich des Salso zuständig, der zweite hatte seinen Sitz in Messina und war für die Gerichtsbarkeit von Sizilien westlich des Salso, für die Gerichtsbarkeit von Kalabrien sowie für das Val di Crati und die Terra Giordana zuständig. Die fünf Valli (Demona, Castrogiovanni, Noto, Mazara, Milazzo) wurden nicht aufgehoben und behielten ihre Titel, jedoch änderten sie ihre Funktion und wurden zu Gerichtsunterbezirken. Aufgrund physischer Notwendigkeiten im Hinblick auf die übermäßige Größe der beiden Bezirke und die Pflicht, an den Wohnorten der Angeklagten oder in deren unmittelbarer Nähe Recht zu sprechen, wurde im Jahr 1233 eine sechste Verwaltungseinheit hinzugefügt, der Vallo di Girgenti. Die Giustizieri waren oft Mitglieder des Feudaladels, was Friedrich dazu veranlasste, eine Regel zur Vermeidung von Interessenkonflikten einzuführen. Diese Regel verhinderte effektiv, dass ein Adliger, der in einem Territorialbezirk Lehnsbesitz hatte, zum Giustiziere ernannt wurde. Auch die Aufgaben im Bereich Finanzen verzweigten sich, und es wurden Kämmerer ernannt, die von den Secreti eingesetzt wurden.
Nach dem Tod von Friedrich übernahm die Justizverwaltung unter Manfred auch militärische Aufgaben. Die unter Friedrich entstandenen Strukturen wurden von Karl I. von Anjou zurückgedrängt, der die Funktionen in den beiden Hauptbezirken Citra- und Ultra Salsum zentralisierte.

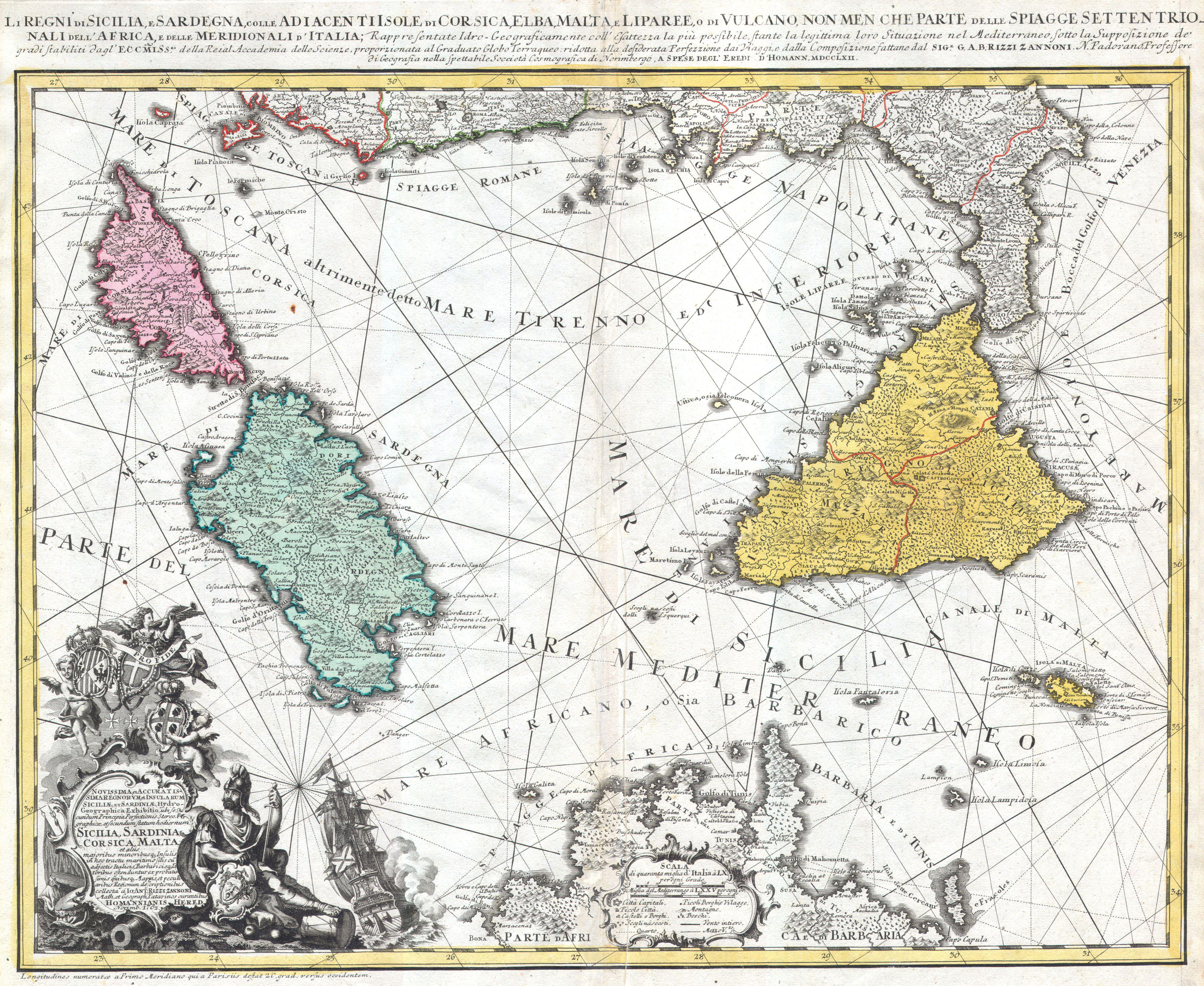
Verwaltungsgliederung im Jahr 1762

Unter aragonesischer Herrschaft stieg die Anzahl der Richter erheblich an, was zur Aufgabe der Zentralität der staufisch-anginischen Zirkumskriptionen führte. Die Folge war eine starke Zersplitterung des Justiz- und Steuersystems des Königreichs, die sogar die Anzahl der Valli überstieg.
Der erste Versuch, dieser Zersplitterung abzuhelfen, wurde von Peter I. unternommen, der nach seinem Amtsantritt im Jahr 1282 die beiden Makrobereiche für fiskalische Aufgaben wieder einführte, die Secreti, Meisterprokuratoren und den Meisterportolani (königliche Beamte, die für die Verwaltung und Koordinierung der Häfen und Handelsaktivitäten zuständig waren) anvertraut waren.
Für die rechtliche Tätigkeit wurde jedoch die normannische Funktion der Valli neu eingeführt sowie die von ihm gegründeten Gerichtsbarkeiten. Sizilien wurde in sieben Giustizierati unterteilt (Val di Mazara, Vallo di Agrigento, die Grafschaft Geraci, inklusive der Teile Cefalù und Termini, Vallo di Castrogiovanni, Demina und Milazzo, Val di Noto, der Archipel von Malta und Palermo). Diese wurden von einem vom König ernannten Meistergiustiziere geleitet, der bald auch fiskalische und militärische Funktionen übernahm.
Der Provinzgiustiziere war zuständig für Verbrechen, die mit Verbannung, Verstümmelung von Gliedmaßen oder Tod bestraft werden konnten, während Fälle von geringerer Bedeutung in die Zuständigkeit der Gerichtsvollzieherkurie fielen. Die Magna Regia Curia hatte die Appellationsgerichtsbarkeit für alle Zivil- und Strafsachen sowie die ausschließliche Gerichtsbarkeit in erster Instanz für Majestätsverbrechen und Feudalfälle inne. Zudem war sie ein privilegiertes Forum für Adlige und Schwächere. Die oberste Appellationsgerichtsbarkeit lag beim Tribunal der Sacra Regia Conscienza. Gelegentlich stand dem Giustiziere ein Vizegiustiziar mit besonderen juristischen Kenntnissen und ein Notar zur Seite, der die Urkunden ausfertigte und aufbewahrte. Die drei königlichen Beauftragten wurden jährlich ernannt, obwohl es zahlreiche Belege für eine Wiederernennung gibt. Bei den Notaren wurde es zur Norm, das Amt auf Lebenszeit zu bekleiden.

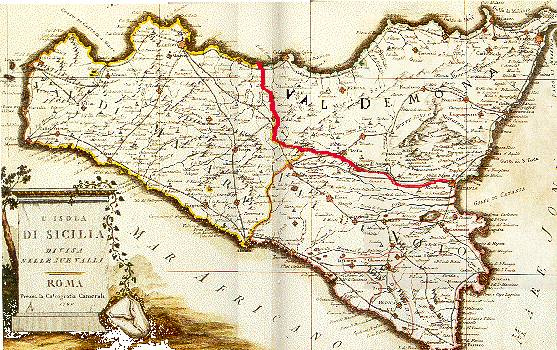
Verwaltungsstruktur im Jahr 1798

Bei den Kapiteln, die Jakob I. von Aragon 1286 im Zuge seiner Krönung einberief, wurden eine Reihe von Aufgaben und Grenzen für die Tätigkeit der Giustizieri formuliert, darunter auch die Aufgabe, königliche Steuern in den Städten seiner Provinz einzuziehen. Gleichzeitig rief Friedrich III. 1296 im Rahmen seiner Krönung neue Kapitel ein, um die Aufgaben und Grenzen des Giustizieres zu definieren und zugleich die sozialen und ethischen Implikationen derjenigen zu sanktionieren, die das Amt des Giustizieres ausüben sollten. Er erhöhte auch ihre Gehälter und richtete ein Aufsichtsgremium für ihre Arbeit ein, das aus drei vom großen Gericht für jede städtische Università ernannten Männern bestand.  In den 1350er Jahren wurde das Gremium durch einen königlichen Beamten ersetzt, der damit beauftragt war, die Rechnungen aller Städte und staatlichen Ländereien der Insel, mit Ausnahme von Palermo und Messina zu prüfen und die Arbeit von Giustiyieri, Hauptleuten, Richtern, Assessoren, Beisitzern, Bailiffen, Notaren, Anwälten, Prokuratoren, Schatzmeistern und anderen von der Kurie und der Università eingesetzten Beamten zu untersuchen. Friedrich III. ernannte städtische Beamte zur Kontrolle von Maßen und Gewichten sowie zur nächtlichen Bewachung der bewohnten Gebiete. Einige Daten, wie beispielsweise die hohe Analphabetenrate unter den Giustizieri und die Tatsache, dass nur wenige Personen mit guter juristischer Ausbildung zum Giustiziere ernannt wurden, lassen vermuten, dass das Amt eher politische als juristische Zwecke erfüllte. Es gab kein vorgegebenes Karrieremuster für den Amt des Giustizieres oder Strategen. Stattdessen waren diejenigen, die diese Ämter innehatten, zuvor hochrangige Staatsbeamte. Es gab auch Giustiziere, die erst nach dem Amt in prestigeträchtigere Positionen gelangten. Es gab keine Kontinuität innerhalb des Giustizierato, da die Platzierung im alleinigen Ermessen des Herrschers lag. Im Laufe des 14. Jahrhunderts schlossen sich den sieben Giustizieri zahlreiche weitere Personen an, anfangs als Kriegskapitäne und später als Hauptleute mit Fachkenntnissen in Strafsachen. Diese traten in Konkurrenz zu den Giustizieri, die unter Peter I. entstanden waren. Im Jahr 1376 hatten nahezu alle staatseigenen Städte einen Giustiziere oder Hauptmann mit Kenntnissen in Strafsachen, so dass die Valli praktisch nur noch auf Lehen, für die es zuvor keine Konzessionen gab, Strafjustiz ausübten. Die letzte Verwaltungsreform des Königreichs fand unter der Herrschaft Martins I. statt, bei der die vier Valli Mazara, Noto, Demona, Girgenti und Castrogiovanni wiederhergestellt wurden, für die ebenso viele Giustizieri ernannt wurden, die dann in Territorien unterteilt wurden, die von Kämmerern und anderen Beamten regiert wurden. Die Reform war jedoch nur von kurzer Dauer.

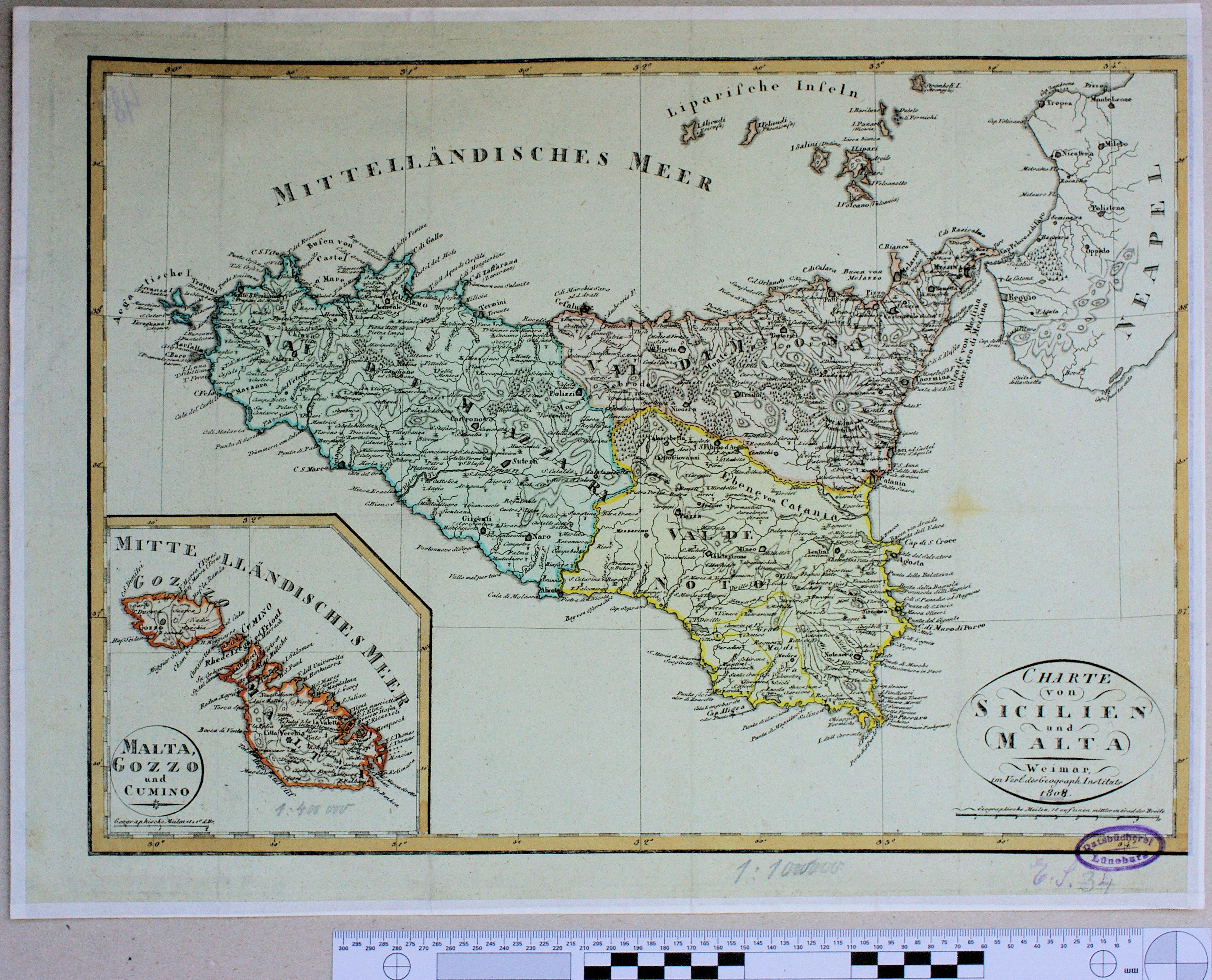
Administrative Untergliederung im Jahr 1808

Die Verwaltungsstruktur der ersten Jahre des Vizekönigreichs Sizilien ist ungeklärt, jedoch ist anzunehmen, dass die Verwaltungsaufgaben den Valli zufielen, welche jedoch in mehrere kleinere Bezirke unterteilt waren. Als Beleg dafür wurden im Jahr 1583 Comarcas gegründet, welche sehr kleine territoriale Einheiten darstellten. Diese umfassten mehrere Feudalstädte und unterstanden der Verwaltung einer einzigen staatseigenen Stadt. Da es 42 staatseigene Städte gab, entsprach diese Zahl der der Comarcas. Nach einigen Autoren war die Organisation der Comarcas niedriger als die der Valli, denen sie untergeordnet waren. Andere Autoren argumentierten jedoch, dass die Comarcas an die Stelle der aragonesischen Giustizierati traten, während die Valli zu bloßen geografischen Ausdrücken degradiert wurden. Dies wird durch die mangelnde Übereinstimmung der Grenzen der Comarcas mit denen der Täler belegt. Unabhängig von der Art der Beziehung zwischen den Comarcas und den Valli, ist die Verbindung zwischen den umschlossenen Städten eindeutig. Alle Feudalstädte im Zuständigkeitsbereich gehörten nominell zur Domäne und standen somit untergeordnet zu dieser. Die Aufgabe der Comarcas beschränkte sich hauptsächlich auf die Erhebung von Steuern, die von einem vom König ernannten Secreto geleitet wurde, welcher an der Spitze der Comarcas residierte. Diese Funktion wurde durch eine Volkszählung begleitet, die als Grundlage für die Verteilung der Steuerlast auf die Bewohner der Comarcas diente.
Die Aufteilung des Königreichs in Comarcas und Valli blieb bis 1812 bestehen. Danach wurden sie durch Provinzen und Bezirke ersetzt, welche in der Verfassung des Jahres 1812 festgelegt wurden.

## Veränderung
Die Hauptvalli der sizilianischen Verwaltungsgliederung haben vom 11. bis zum 18. Jahrhundert erhebliche physische Veränderungen in ihrer Ausdehnung und ihrem Umfang erfahren. Mit Ausnahme eines Teils Kalabriens und des maltesischen Archipels erstreckten sich die Valli nicht über den sizilianischen Archipel hinaus, sondern umfassten das Gebiet Siziliens und seiner kleineren Inseln.

### Vallo di Demona

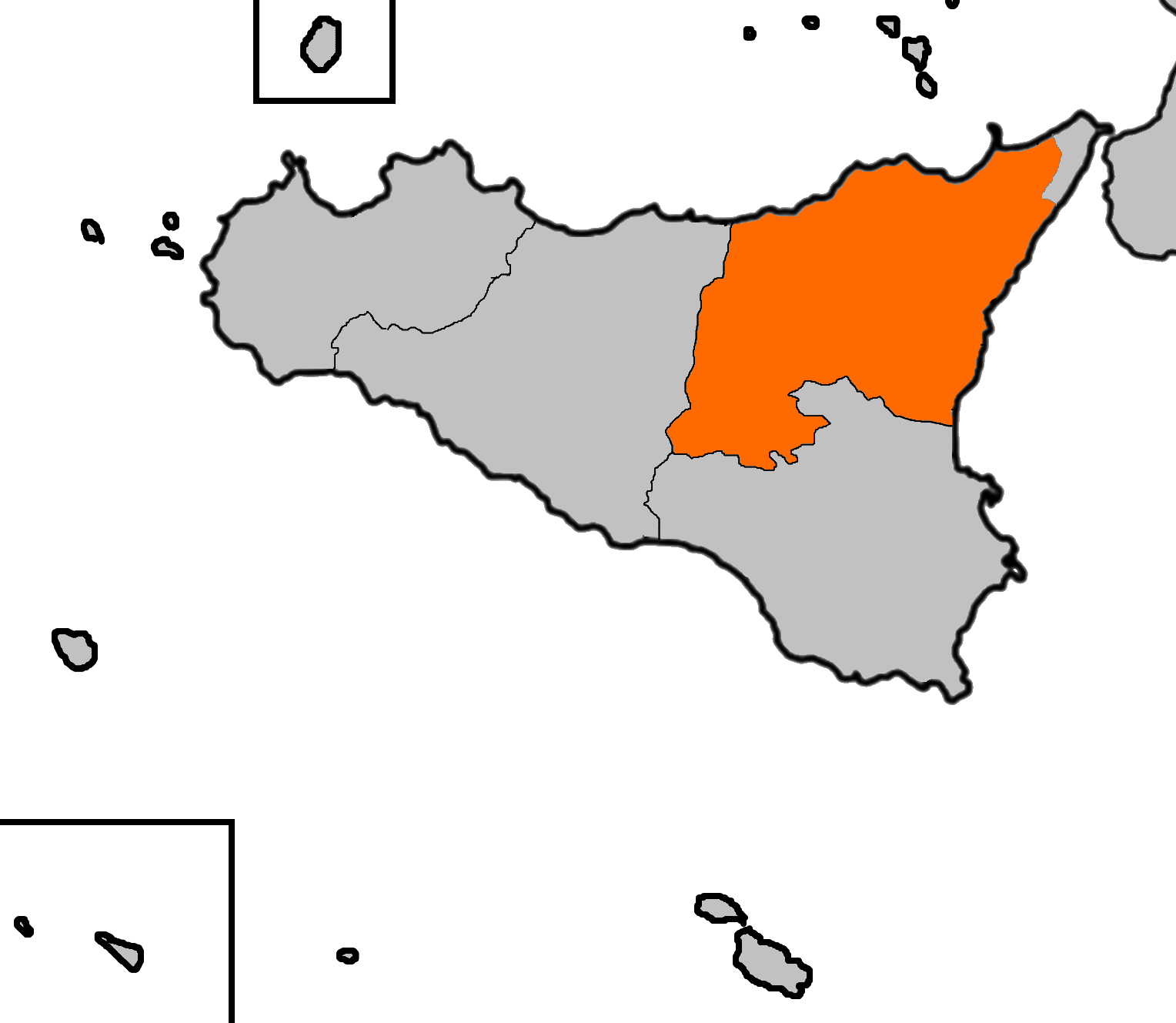
Maximale Ausdehnung des Vallos (von 1282 bis 1302) unter den Bezeichnung Val Demona, di Castrogiovanni e di Milazzo.

Das Val Demone wird als erstes Vallo erwähnt. Es diente während der islamischen Besetzung Siziliens als Zufluchtsort für Christen. Die Ausdehnung des Iklim di Dimasc, wie es im Tabula Rogeriana von Idrisi 1154 definiert wurde, muss ursprünglich die byzantinischen Gebiete an der nordöstlichen Spitze der Insel umfasst haben, welche den gebirgigen Bereich der heutigen Provinz Messina und die isolierten Gebiete an den Hängen des Ätna entsprechen. Im Jahr 1154 waren Caronia und Catania die Eckpunkte des fiktiven Dreiecks, das durch den Vallo gebildet wurde. Im 14. Jahrhundert sollte es sich nach Westen bis zur natürlichen Grenze des nördlichen Imera ausdehnen.
Zur Position von Catania innerhalb dieses Vallos gibt es zahlreiche Meinungen. Tatsächlich wird die Stadt in den Plänen Siziliens aus dem 16. Jahrhundert, welche das Val Demone betreffen, erwähnt, jedoch nur selten – in einer Ausgabe aus dem 19. Jahrhundert – in Bezug auf das Val di Noto. Nach dem italienischen Historiker Vito Maria Amico befand sich die Stadt zwischen dem antiken Val di Noto und dem Val Demone und wurde mal dem einen, mal dem anderen Vallo zugeordnet.
Im Jahr 1217 wurde das Giustizierato von Milazzo eingerichtet, welches die nördliche Region sowie vermutlich auch die Äolischen Inseln aus dem Zuständigkeitsbereich des Vallos nahm. Im Rahmen der friderizianischen Reform wurde die Verwaltungsfunktion der betreffenden Einrichtung reduziert, jedoch behielt sie den Titel „Vallo“. Nach 1282 wurde es mit den Valli von Castrogiovanni und Milazzo zusammengelegt. Letztere wurde 1302 aus dem System der Drei Valli herausgelöst und dem Giustizierato von Messina eingegliedert. Der Vallo di Demona erlangte 1403 mit der Reform von Martin I. seine Eigenständigkeit zurück und wurde im 16. Jahrhundert durch eine Verwaltungsreform von Marcantonio Colonna in mehrere Comarcas aufgeteilt. Bis zur Reform der sizilianischen Verfassung im Jahr 1812 blieb seine Form, mit Ausnahme von Catania, fast unverändert.

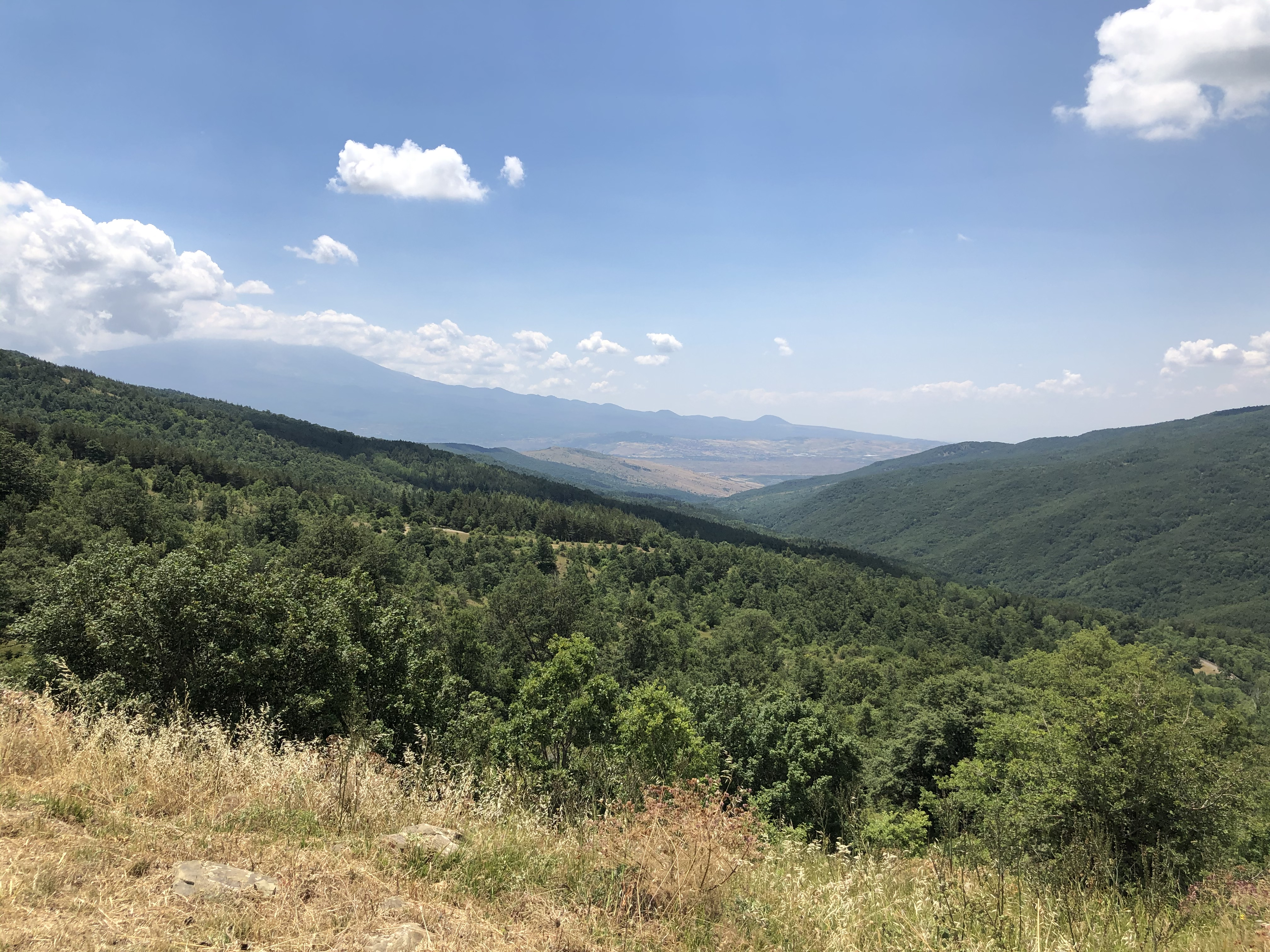
Typische nebrodianische Landschaft

Das Gebiet ist durch ein gebirgiges Relief, vor allem die Monti Nebrodi, und ein reiches Vorkommen an Quellen gekennzeichnet. Die höchste Erhebung auf dem Gelände ist der Ätna, der sich fast vollständig innerhalb der Umfriedung befindet. Die Umgebung ist durch einen großen Waldbestand gekennzeichnet. Die bedeutendsten Seen befinden sich im nördlichen Gebiet. Aus geologischer Sicht handelt es sich um die komplexeste Region der Insel mit einer großen Anzahl von Konglomeraten und Sedimentschichten in den Monti Nebrodi im Norden, während sich die wichtigsten vulkanischen Aktivitäten fast ausschließlich auf das Vallo-Gebiet konzentrieren. Die Anthropisierung, d. h. die Veränderung und Nutzung der Naturräume durch den Menschen, ist in vielen kleinen Ortschaften weit verbreitet, wobei die größeren Städte ausschließlich an den Vallorändern liegen.
Ursprünglich sollte der Vallo seinen Sitz in der verschwundenen Stadt Demona oder Demenna haben. Die Existenz dieser Stadt ist jedoch hypothetisch und basiert lediglich auf der Analyse von Dokumenten aus dem 10. bis 12. Jahrhundert. Es ist unbekannt, ob die Festungsstadt bereits 1154 aufgegeben oder umbenannt wurde, da Idrisi sie nicht erwähnt. Es gibt verschiedene Theorien über den Standort von Demona, wie zum Beispiel San Marco d’Alunzio oder Monforte San Giorgio. Man kann annehmen, dass die Stadt, die für den Vallo zuständig war, später Messina wurde, da sie seit den normannischen Privilegien eine große Bedeutung hatte, aber die Existenz eines dem Giustiziere ähnlichen Amtes – des Strategos – in Messina deutet darauf hin, dass dies nicht der Fall war. Diese Zahl stand jedoch nicht unbedingt im Widerspruch zu den Funktionen des Vallos.

### Vallo di Noto

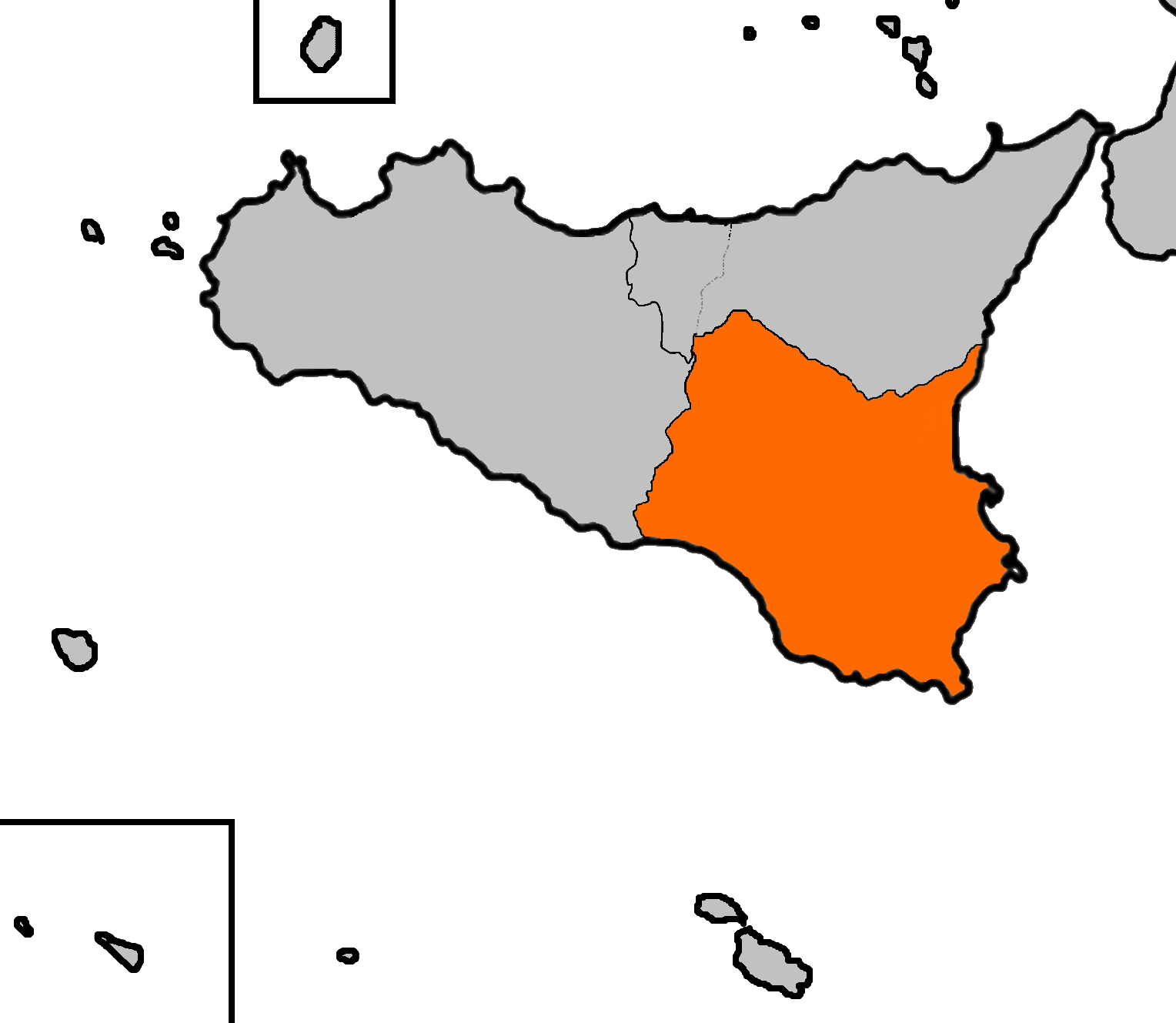
Maximale Ausdehnung des Vallos (um 1808)

Der Vallo di Noto soll nach Michele Amari an die Stelle der alten Provinz Syrakus getreten sein, von der das Gebiet, das den Kern des Val Demone bilden sollte, abgetrennt worden war. Die erste Erwähnung des Vallos erfolgte etwa hundert Jahre später als die des Val Demone, nämlich im Jahre 1172.
Das Gebiet umfasste den südöstlichen Teil Siziliens und erstreckte sich teils bis zum Fluss Salso und den Flüssen Dittaino und Simeto im Westen und Norden, teils bis zum Fluss Amenano im Norden oder bis zum Fluss Longane. Zu dieser letzten Erweiterung gehörte auch die Stadt Catania, die üblicherweise zum Val Demone gehörte. Tatsächlich befand sich die Stadt oft in unmittelbarer Nähe der Grenzlinie der beiden Valli. Es kam vor, dass sie je nach Verwaltungsstruktur im Zusammenhang mit einer Reform entweder dem einen oder dem anderen Vallo angegliedert wurde. Wie die anderen Valli wurde auch er durch die Reform Friedrichs II. zurückgestuft, behielt jedoch seinen Titel.
Unter Peter I. wurde die administrative Funktion des Vallos wiederhergestellt, die in etwa die Grenzen des alten Bistums nachzeichnete. Im Rahmen der Konzessionsvergabe durch Friedrich IV. in den 1370er Jahren wurden dem Val di Noto die Grafschaft Modica und die Gebiete von Ragusa, Caltagirone, Lentini, Syrakus und möglicherweise auch Noto selbst aberkannt. Während der Reformen im 16. Jahrhundert wurde das Val di Noto erneut zu einer einheitlichen Struktur vereint. Die Grenzen des Gebiets entsprachen dabei grob denen des Iklims aus islamischer Zeit, obwohl sie im Norden durch die Ausdehnung des Val Demone verkleinert wurden, welches einen Teil des Val di Castrogiovanni einverleibte. Letzteres war zuvor zwischen den beiden Valli von Demone und Noto aufgeteilt.
Im Zuge der Reform der sizilianischen Verfassung von 1812 wurde der Vallo später aufgeteilt und in die Bezirke Piazza, Terranova, Caltagirone, Modica, Noto und Syrakus unterteilt.

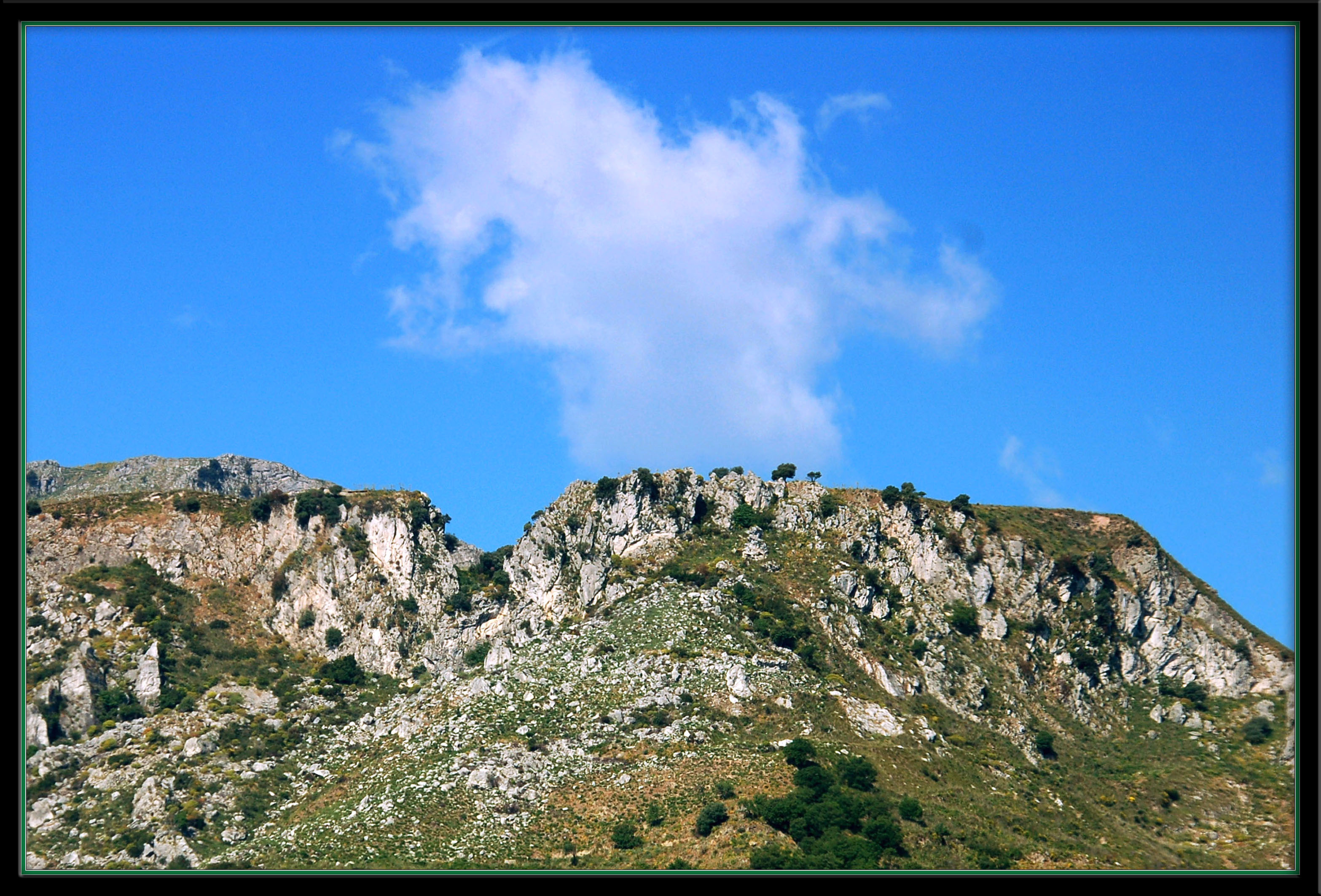
Monti Iblei

Das Gebiet, das vom Vallo eingenommen wird, zeichnet sich durch seine Hauptreliefs aus, welche aus den Monti Iblei und einem Teil der Monti Erei bestehen. Das Vorhandensein zahlreicher Fiumare und Canyon macht das Gebiet geografisch recht komplex. Geologisch betrachtet setzt sich das Gebiet aus dem großen Ibleo-Plateau zusammen, das aus Sedimentschichten und Aufschlüssen prähistorischer Lava im Zusammenhang mit den Phänomenen des Ibleo-Vulkanismus besteht. Entlang der nördlichen Linie des Vallos wurde die Kontaktlinie zwischen der eurasischen und der afrikanischen Platte identifiziert. Das Gebiet ist durch geologische Instabilität stark von seismischer Belastung betroffen, wie die Erdbeben von 1542 und 1693 gezeigt haben. Die Vegetation, wenn sie nicht mit dem Anbau verbunden ist, zählt zur typischen mediterranen Macchia. Die wichtigsten urbanen Zentren verteilen sich über das gesamte Territorium, obwohl es an bedeutenden Küstenstädten nicht mangelt.
Wie Michele Amari berichtet, leitet sich der Name des Vallos von der Stadt Noto ab, in der sich während der islamischen Epoche der Sitz des Gouverneurs des Vallos befand. Er vermutet, dass der Vallo die Provinz Syrakus als Verwaltungssitz ablöste, da sie nach der Zerstörung in Schutt und Asche lag. Noto hingegen musste sich als großes Verwaltungszentrum präsentieren, das in der Lage war, dieses riesige Gebiet zu verwalten. Es ist anzunehmen, dass der Vallo später seinen Verwaltungssitz nach Syrakus verlegt hat, obwohl die Stadt selbst gegen Ende des 14. Jahrhunderts eine eigene Verwaltungsautonomie erhielt.

#### Auszeichnungen
Nach dem Erdbeben von 1693 wurden die großen städtischen Zentren des Vallos in Schutt und Asche gelegt. Beim anschließenden Wiederaufbau in den ersten Jahrzehnten des 18. Jahrhunderts fanden in den Städten, die vom Erdbeben verwüstet worden waren, architektonische und künstlerische Lösungen, die das Gesamtbild des Vallos beeinflussten. Diese großartige Manifestation des Barockstils wurde 2002 von der supranationalen Organisation UNESCO aus vier Gründen als Weltkulturerbe anerkannt:
1. Die ausgezeichneten Orte mit dem Titel „Spätbarockstädte des Val di Noto (Südostsizilien)“ sind ein außergewöhnliches Zeugnis für die Kunst und Architektur des Spätbarocks.[61]
2. Sie markieren den Höhepunkt und die letzte Blütezeit des europäischen Barocks.[61]
3. Die Qualität dieses Kulturerbes wird zusätzlich von der Homogenität unterstrichen, die durch den simultanen Wiederaufbau der Städte entstanden ist.[61]
4. Die acht Städte in der Region sind kontinuierlich durch Erdbeben und Ausbrüche des Ätna gefährdet.[61]

Auf der UNESCO-Liste befinden sich ebenfalls weitere Städte, die nicht zum Vallo di Noto während des Erdbebens von 1693 und der darauffolgenden Wiederaufbauzeit gehörten. Die Städte, die nach dem Erdbeben im Val di Noto wiederaufgebaut wurden, weil dort das Epizentrum lokalisiert wurde, wurden in die UNESCO-Liste aufgenommen, obwohl sie administrativ und physisch nicht zum Val di Noto gehörten, wie z. B. Catania und Acireale, die damals innerhalb der Grenzen des Val Demone lagen und beide vom Erdbeben zerstört wurden.

### Vallo di Castrogiovanni

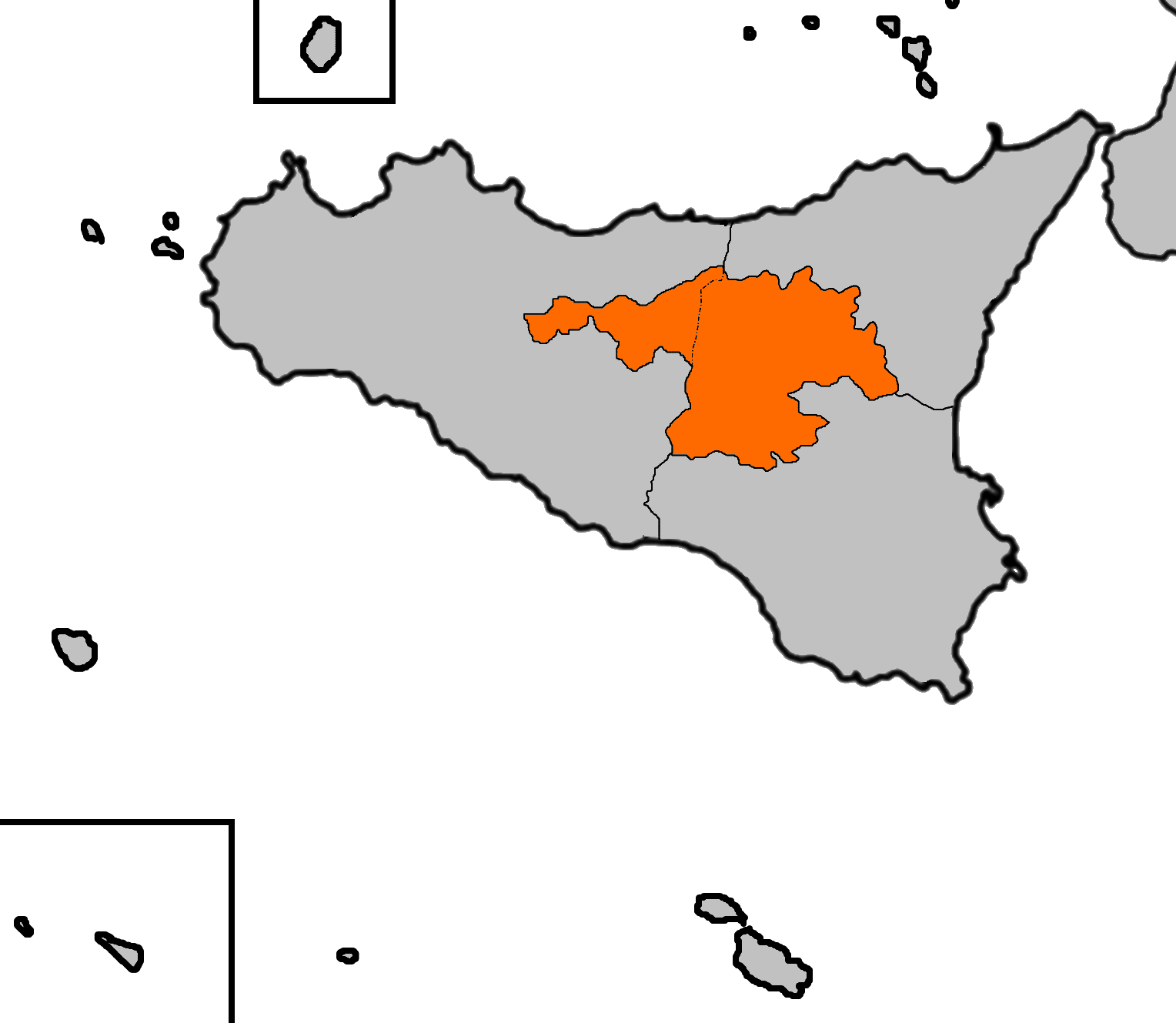
Maximale Ausdehnung des Vallos (1183–1231)

Einige Autoren beziehen sich auf das Vallo di Castrogiovanni, auch bekannt als Castrogiovanni (heute Enna genannt), welches bereits im Jahr 1109 eine Intendanz ähnlich der des Vallo hatte. Die erste Erwähnung eines Wallo dieser Stadt stammt aus dem Jahr 1183. Ihr genaues Ausmaß ist uns kaum bekannt, obwohl es sicherlich die Stadt Castrogiovanni und ihre städtische Verwaltung betraf. Es ist anzunehmen, dass sie im Wesentlichen auf den früheren Potentaten Ibn al Hawwas zurückgeht, der sich von Castrogiovanni bis Castronovo erstreckte und somit die alte Salso-Linie eliminierte.
Die Existenz mehrerer Seen, von denen der Lago di Pergusa der wichtigste war, ermöglichte die Beschränkung des Vallos auf den sizilianischen Zentralraum, der sich praktisch zwischen den heutigen Provinzen Caltanissetta und Enna erstreckte. Es ist anzunehmen, dass das Gebiet jenseits des Salso mit Friedrichs Reform 1231 seiner Verwaltung entzogen wurde.
Nach dem Zusammenschluss mit dem Val Demone im Jahr 1282 hörte der Vallo auf, in eigenständiger Form zu existieren. Später wurde im Rahmen der Reform von Martin I. eine Fusion mit dem Vallo di Girgenti durchgeführt. Durch die Reform des 16. Jahrhunderts wurde der Vallo schließlich vollständig aufgelöst. Erhalten blieben die Autonomien von Piazza und Castrogiovanni. Piazza erhielt am 2. September 1517 das Forum privilegiatum und die Vergebung von Zivilsachen sowie den Titel einer Stadt und den Inquisitionssitz mit Privileg von Karl V. in Madelburg. Castrogiovanni erhielt seit 1375 von König Friedrich IV. eine Autonomie, die jedoch auf eine einfache Comarca der Verwaltung von Calascibetta reduziert wurde.

### Val di Mazara

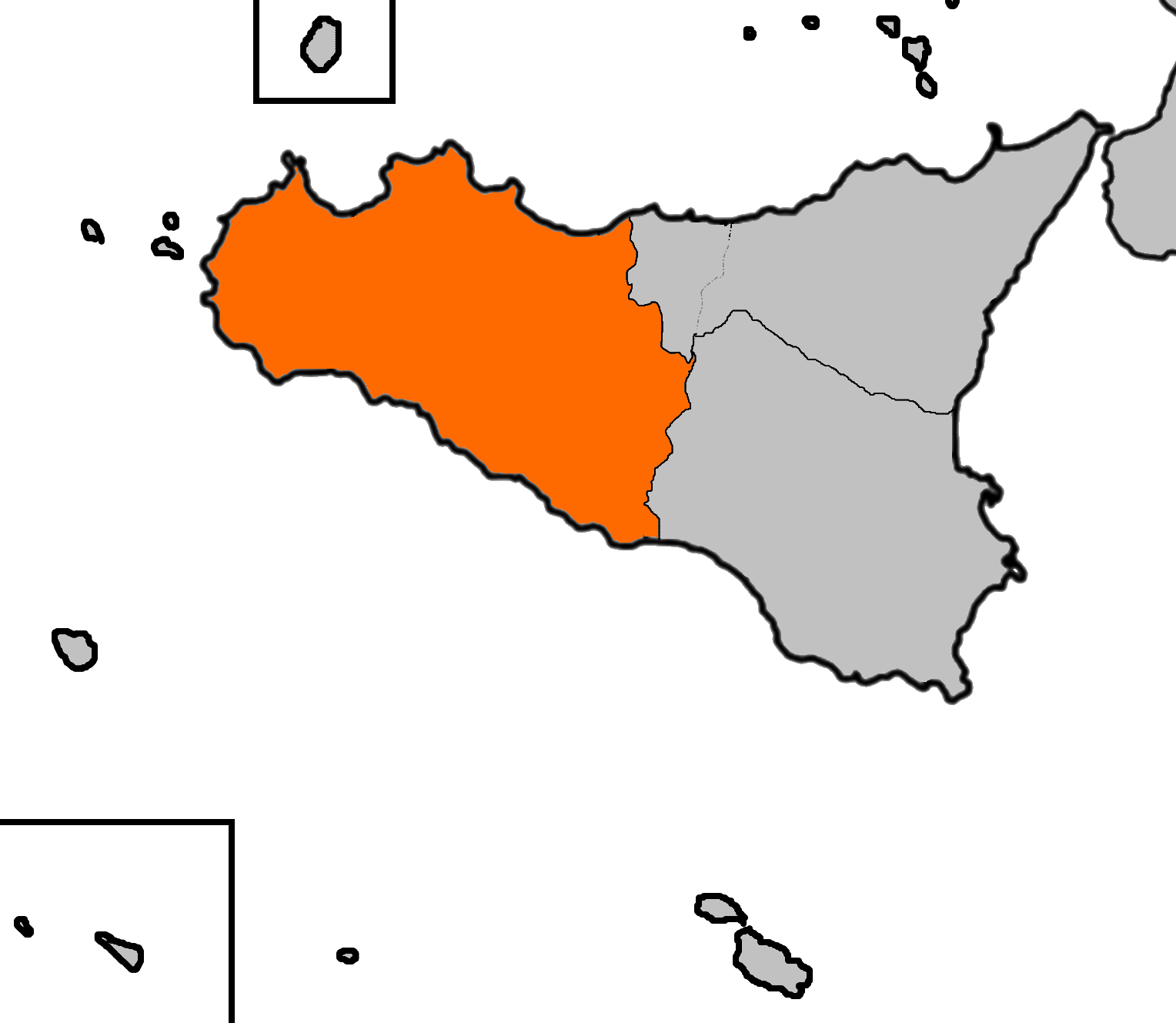
Maximale Ausdehnung des Vallos (um 1720)

Das erste datierte Dokument über den Vallo di Mazara stammt aus dem Jahr 1203. Es wird angenommen, dass der Vallo bereits seit einiger Zeit existierte und in etwa den Grenzen der alten Provinz Lilybaetana entsprach. Es handelte sich jedoch um den jüngsten der bekannten normannischen Valli. Bis zu seiner Auflösung im Jahr 1812 behielt der Vallo, obwohl er in seinen Grenzen stark reduziert wurde, seinen unverwechselbaren Charakter.
Ursprünglich umfasste er die Gebiete jenseitsdes Flusses Salso (al di là del Salso). Zur Zeit der Gründung der friderizianischen Provinzen in der Staufer-Ära umfasste das Gebiet die Regionen von Palermo bis Carini, Castellammare del Golfo, Trapani, Marsala, Mazara, Sciacca, Sambuca, Giuliana, Cristia, Bivona, Vicari, Caccamo und Termini. Die großen Städte des Vallos erscheinen auch im ursprünglichen Potentato Abd Allah ibn Makut, daher lässt sich annehmen, dass sie bereits während der ersten Unterteilung des Königreichs entstanden sind. Die Stadt Palermo reduzierte ihre territoriale Ausdehnung aufgrund von Privilegien, die ihr als Sitz des königlichen Hofes und später als autonomes Gouvernement gewährt wurden. Zudem hatte Palermo die Kontrolle über seinen Bezirk, wobei das größte Gebiet das von Monreale war.
Durch die Verwaltungsreform von Peter I. verlor der Vallo di Mazara auch sein Gebiet von Agrigent, welches autonom dem Vallo di Girgenti und der Grafschaft Geraci zugeordnet wurde. Die Partes von Cefalù und Termini wurden Teil der Grafschaft Geraci. Das Gebiet entsprach zumindest bis zum Zeitraum zwischen 1312 und 1329 dem Gebiet der Diözese. Zu diesem Zeitpunkt wird über einen Justiziar in Trapani berichtet, welcher möglicherweise auch ein Hauptmann mit richterlichen Funktionen war. Seine Zuständigkeit beschränkte sich auf die Stadt, löste Trapani aber nicht von der Verwaltung des Vallos.
Im Jahr 1373 wurde der Graf Francesco Ventimiglia wegen einer Hungersnot seines Amtes als Giustiziato des Vallos enthoben, und König Friedrich IV. sah sich gezwungen, in fast allen Staatszentren, darunter Trapani, Monte San Giuliano, Marsala, Corleone und Salemi, neue Hauptleute zu ernennen, die sich mit Strafsachen auskannten. Mit der Reform des 16. Jahrhunderts wurde die frühere Salso-Grenze restauriert, wobei sie in gewissem Umfang verringert wurde.

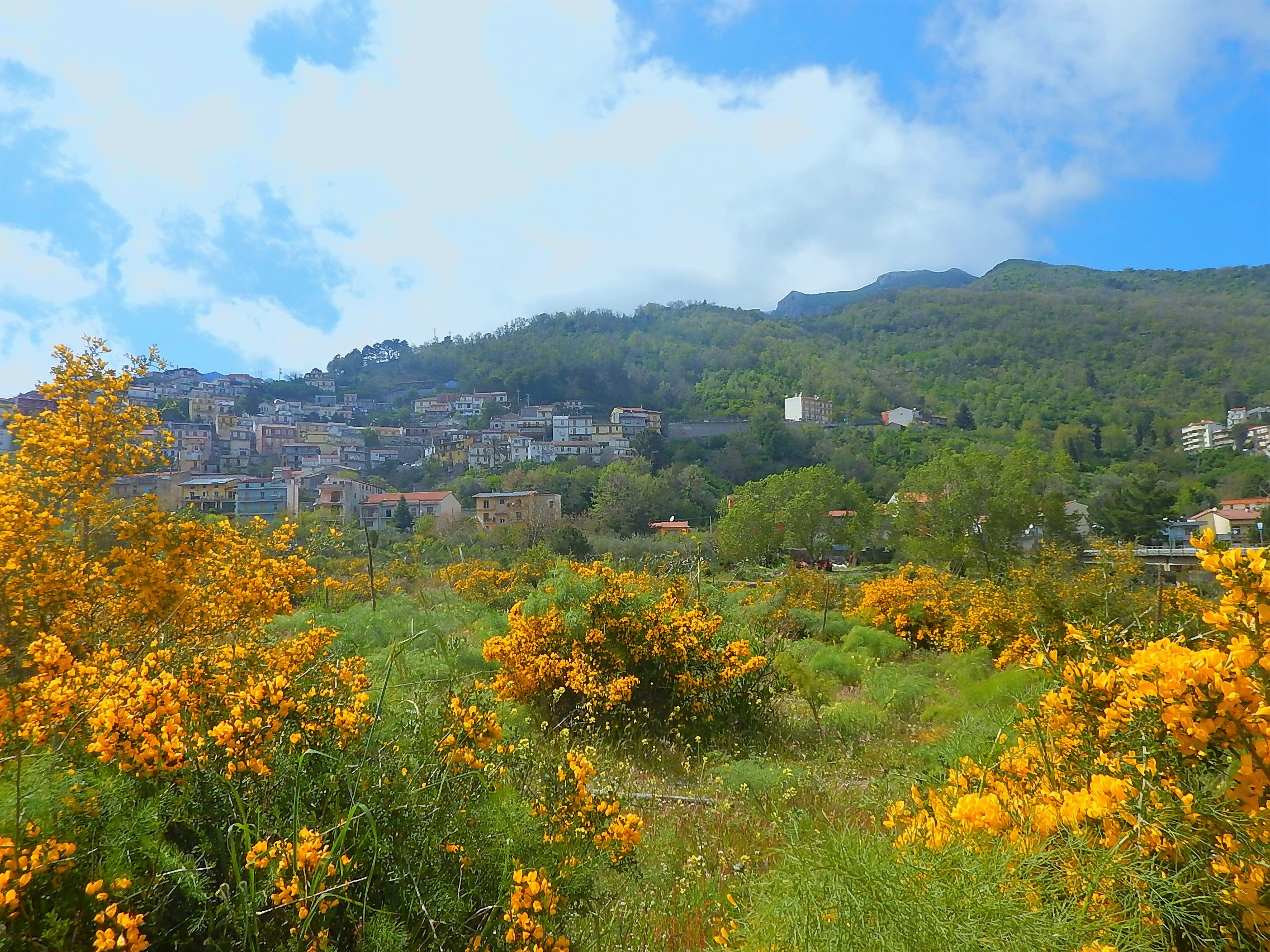
Mediterrane Macchie bei Fondachelli-Fantina, Sizilien

Das Gebiet, in dem sich der Vallo befand, ist von Sedimentgestein und Kalzarenit geprägt und zählt zu den mineralreichsten Regionen Siziliens. Der Vallo, der wie eine Spitze ins Meer ragte, besaß mehrere natürliche Häfen, wie der Stagnone von Marsala, die größte Lagune der Insel. Der größte Fluss in der Region ist der Belice, welcher eine natürliche Grenze zum Vallo di Agrigento darstellte. Das Gebiet, durch das der Fluss fließt, ist geologisch sehr instabil und wurde von starken Erdbeben erschüttert, wie zum Beispiel das Beben von 1578 mit dem Epizentrum in Sciacca (Magnetudo 5,17±0,30) sowie das Beben von 1740 (Magnetudo 5,37±0,30). Die Vegetation der mediterranen Macchia zeichnet sich durch eine starke Präsenz exotischer Pflanzen aus, die hauptsächlich aus Nordafrika stammen und während der islamischen Herrschaft auf Sizilien eingeführt wurden. Die bedeutendsten Städte liegen entlang der Küste, allerdings gibt es auch im Landesinneren zahlreiche bedeutende Zentren.
Der Ursprung des Namens geht auf die Stadt Mazara zurück, welche dem Lilybaeum vorgezogen wurde. Letzterer war bereits zu Marsala (von Marsâ-Alî) geworden, da er während der islamischen Zeit der mutmaßliche Sitz des Diwân war. Es ist anzunehmen, dass Palermo später selbst zum Sitz der Vallo-Ämter wurde.

### Vallo di Milazzo

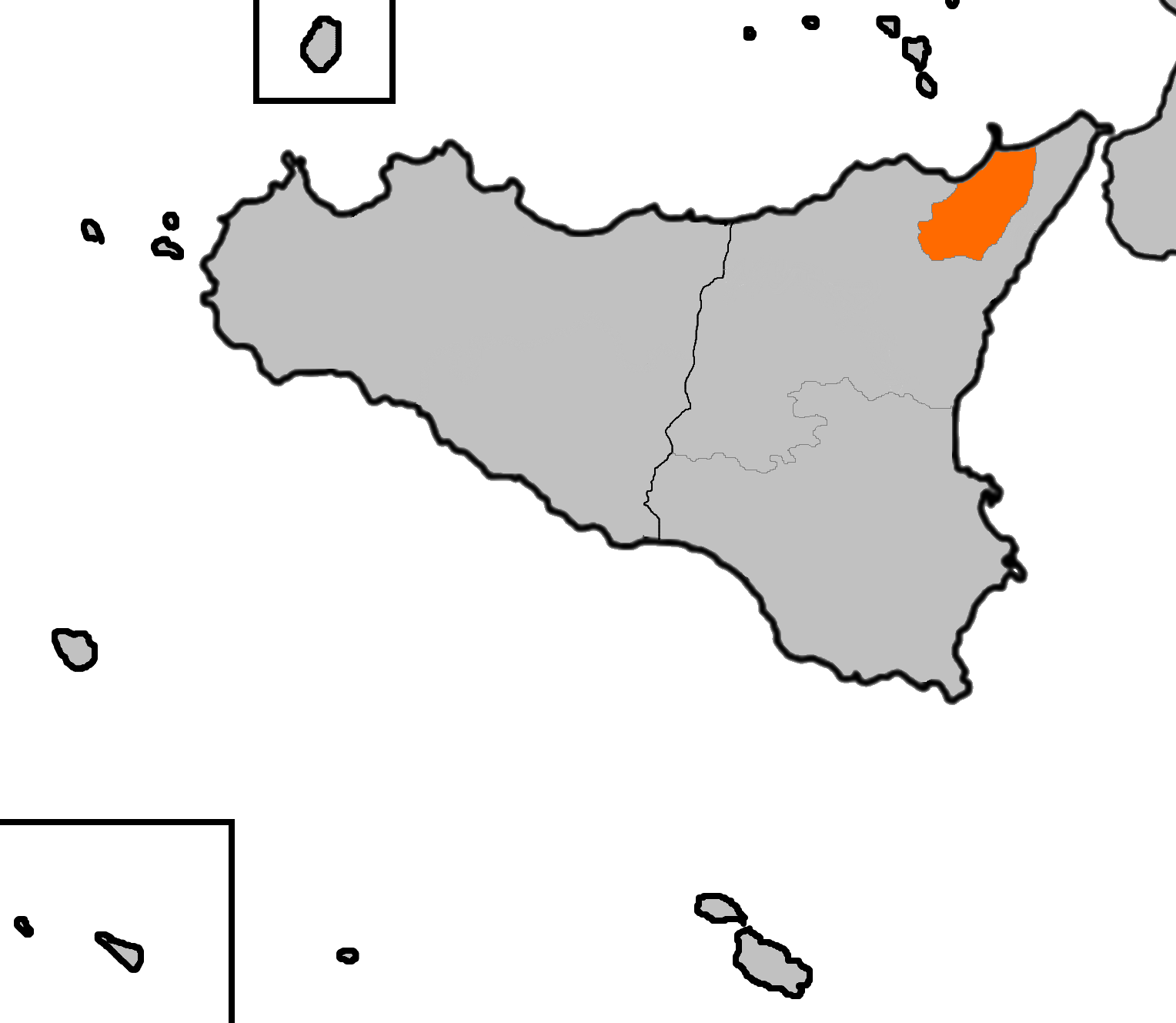
Maximale Ausdehnung des Vallos (um 1217)

Der Vallo di Milazzo wurde vom italienischen Historiker Rosario Gregorio bereits für die islamische Zeit als rein geographische Einheit angenommen. Einige Autoren sind der Ansicht, dass es sich um ein Giustizierato ohne die Funktionen eines Vallis handelte und somit um eine Form der militärischen Abgrenzung gegenüber dem Val Demone, in dessen Grenzen es sich befand.
Zur Zeit der Normannenherrschaft vergab Roger I. als Lehnsherr einen Großteil der Ländereien im Vallo di Milazzo an Goffredo Burrello, einen normannischen Landsmann. Diese Bestimmung des Souveräns führte praktisch zur Unterdrückung der vermeintlichen islamischen territorialen Verteilung (militärisch oder anderweitig). In einigen Diplomen des normannischen Grafen ist von Piano, Vallo, Tenimento oder Territorium di Milazzo die Rede, doch lassen die Definitionen nicht auf eine politisch-administrative Einheit schließen, die von einem Magistrat mit Sitz in Milazzo geleitet worden wäre. Nach der Abschaffung des Militärbezirks überlebte der Name Vallo di Milazzo, erhielt jedoch im Laufe der Zeit ausschließlich eine geografische Bedeutung und wurde verwendet, um die Gebiete in der Nähe der Stadt zu bezeichnen, die einst im Vallo eingeschlossen waren. Nach dem Tod von Goffredo Burrello, der das Gebiet von Milazzo als Lehen innehatte, fielen die Stadt und ihre Umgebung an den Staat.
Während der Amtszeit von Roger II. wurde das Gebiet des Vallos di Milazzo der Gerichtsbarkeit des Strategos von Messina unterstellt. Im Jahr 1217 stand Milazzo an der Spitze eines Giustizierato, das im Bereich der Justiz die gleiche administrative Funktion wie der Vallo ausübte. 1231 wurde die Stadt zu einem Bezirk der Provinz Sicilia citra flumen Salsum.
Nach dem Vesperkrieg teilte Peter I. nach 1282 sein Reich in sieben Giustizierati auf und vereinigte so die von Milazzo kontrollierten Gebiete mit dem Vallo di Castrogiovanni und dem Val Demone. In einer Urkunde aus dem Jahr 1302 wird erneut der Vallo di Milazzo erwähnt, möglicherweise im Rahmen einer der Konzessionen, die Jakob I. der Stadt erteilte. Der Vallo wurde im selben Jahr von Friedrich III. als Zugeständnis an den Strategos von Messina abgeschafft und wieder in dessen Gebiet eingegliedert. Der Historiker Giuseppe Paiggia aus Milazzo hat die Hypothese aufgestellt, dass Friedrich III. Sizilien in vier Valli – Vallo di Mazara, Vallo di Agrigento, Val di Noto und Val Demone (oder Castrogiovanni) – einteilte, die wiederum in kleinere Einheiten unterteilt waren, die der Historiker als „Distrikte“ bezeichnet. Die Valli wurden den Provinzgiustizieri anvertraut, während die Bezirke den örtlichen Giustizieri anvertraut wurden. Der Vallo di Milazzo wurde somit in die Verwaltung von Messina integriert und ab 1302 als Bezirk reduziert.
Der Vallo, der den Bezirk von Milazzo umfasste, war vermutlich eine der kleinsten Verwaltungseinheiten Siziliens, welche diesen Namen führte. Das Gebiet umfasste die Halbinsel Capo Milazzo sowie einen Teil des Landesinneren bis zu den Monti Nebrodi. Geologisch betrachtet setzt sich das Gebiet aus Sand und Konglomeraten zusammen, während die Berge aus Kalkareniten bestehen. Milazzo ist ein Gebiet mit vielen Wäldern und einem großen Ballungsraum. Im Hinterland befinden sich weitere kleine städtische Einheiten, die aus kleinen Dörfern mit einem noch mittelalterlichen Grundriss bestehen. Während der Zeit des Giustiziatos und des Vallos war Milazzo die einzige Hauptstadt, bevor es vollständig Teil der Verwaltung von Messina wurde.
Gemäß der sizilianischen Verfassung von 1812 gehörte Milazzo noch immer zum Gebiet von Messina, während ein Teil der ihm zugesprochenen alten Ländereien zum Bezirk Castroreale gehörte, der früher Teil des ehemaligen Vallos war.

### Vallo di Girgenti

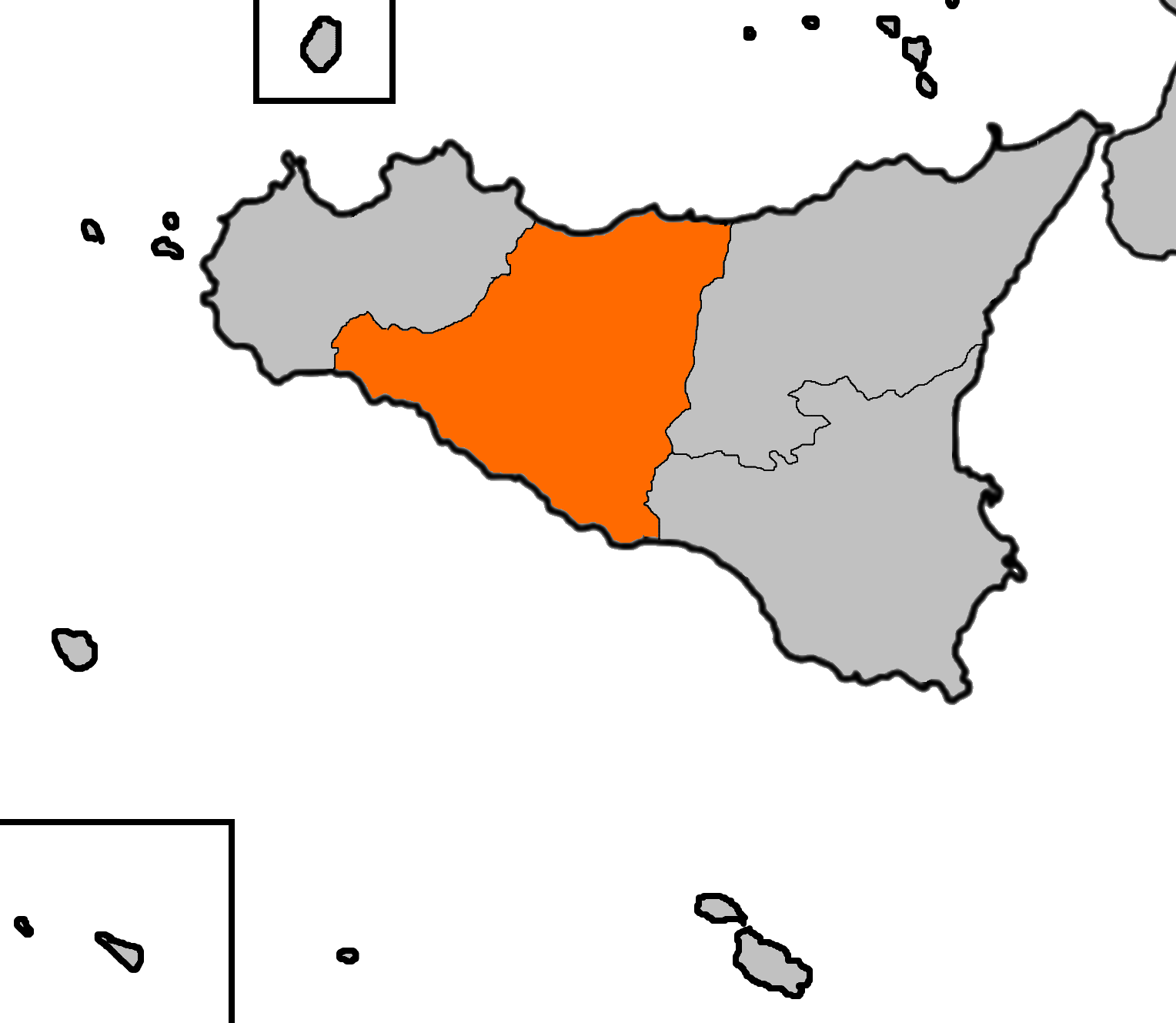
Maximale Ausdehnung des Vallos (zwischen 1282 und 1292), genannt Val di Agrigento, della contea di Geraci e delle parti di Termini e Cefalù

Die Errichtung des Vallos von Girgenti oder Agrigento geht auf die Zeit Friedrichs zurück, da er erstmals 1233 erwähnt wird. Die Historiker Rosario Gregorio und Guglielmo Capozzo halten es jedoch für wahrscheinlich, dass sie bereits vor dieser Zeit existierte. Capozzo berichtet, dass in der arabischen Zeit Siziliens verschiedene Bezirke existierten, von denen heute noch fünf in Erinnerung geblieben sind: die Valli von Mazara, Noto, Demena, Agrigento und Milazzo. Er erwähnt zudem, dass Roger II. die Unterteilung in Valli erneut aufgenommen hat. Jedoch behielt Roger II. nur die drei Valli von Mazara, Noto und Demena und ernannte jeweils einen Giustiziere zur Verwaltung der Provinzen.
Die Errichtung des Vallos von Girgenti oder Agrigento geht auf die Zeit Friedrichs zurück, da er erstmals 1233 erwähnt wird. Die Historiker Rosario Gregorio und Guglielmo Capozzo halten es jedoch für wahrscheinlich, dass sie bereits vor dieser Zeit existierte. Capozzo berichtet, dass in der arabischen Zeit Siziliens verschiedene Bezirke existierten, von denen heute noch fünf in Erinnerung geblieben sind: die Valli von Mazara, Noto, Demena, Agrigento und Milazzo. Er erwähnt zudem, dass Roger II. die Unterteilung in Valli erneut aufgenommen hat. Jedoch behielt Roger II. nur die drei Valli von Mazara, Noto und Demena und ernannte jeweils einen Giustiziere zur Verwaltung der Provinzen. Es ist jedoch möglich, dass die Anzahl der für die Valli vorgesehenen Kämmerer das Gebiet der Gerichtsbarkeit von Capozzo auf kleinere Bezirke beschränkte, die in etwa der arabischen Einteilung entsprechen könnten.
Der Vallo wurde von Peter I. bestätigt und mit einem Giustiziere versehen, wie jedes andere der sieben geplanten Valli. In den frühen 1370er Jahren wurden Girgenti selbst, Racalmuto, Cammarata und die feudalen Università von Giovanni und Manfredi Chiaromonte während der Zeit der Konzessionen von König Friedrich IV. der Zuständigkeit des Vallo di Girgenti entzogen. Diese Situation dauerte bis 1403, als der Vallo durch die Constitutiones von König Martin I. mit dem Vallo di Castrogiovanni vereinigt wurde. Der neu geborene Vallo di Girgenti e Castrogiovanni wurde in acht Gebiete unterteilt: Girgenti, Naro, Licata, Castrogiovanni, Calascibetta, Polizzi, Castronovo und Sutera. Im Zuge der Reichsreform zur Zeit der Vizekönige, die Marcantonio Colonna zugeschrieben wird, wird der Vallo auf eine Comarca des Vallos von Mazara reduziert und somit zu einer dem Vallo untergeordneten Verwaltungsstruktur zweiten Ranges.
Die Comarca wurde im Zuge der bourbonischen Reform, die in der sizilianischen Verfassung von 1812 vorgesehen war, aufgehoben. Danach wurde Girgenti zur Hauptstadt des gleichnamigen Bezirks und der Provinz. Die Provinz blieb nahezu unverändert bis zur Gründung der Provinz Agrigent, welche durch die Verfassung von 1947 ins Leben gerufen wurde und im folgenden Jahr in Kraft trat.
Das vom Vallo besetzte Gebiet erstreckte sich ursprünglich von der Straße von Sizilien bis zum Tyrrhenischen Meer, auf dem Seeweg von Sciacca nach Licata und auf dem Landweg von Sciacca über Raffadali, Cammarata, Castronuovo und Golisano nach Roccella am Tyrrhenischen Meer, von wo aus es über Gratteri, Polizzi, le Petralie, Caltagirone und Naro nach Licata weiterging.
Nach der Gründung der Grafschaft Geraci im Jahr 1282 wurde der Vallo auf das Gebiet von der Mittelmeerküste bis ins Hinterland reduziert, wobei die Grafschaft auch die Partes di Cefalù und Termini umfasste.
Eine geologische Besonderheit des Vallos sind die Sedimentgesteinsformationen sowie eine Vielzahl reicher Bergwerke, insbesondere Schwefelbergwerke, und Karsthöhlen, die auf den Reichtum unter der Erdoberfläche hindeuten. Hinsichtlich der Wasserversorgung erscheint die Fläche allerdings weniger üppig. Der Vallo verläuft zwischen den zwei großen Becken des Salso und des Belice, wobei letzterer an das Vallo di Mazara angrenzt. Das Gebiet, in dem er fließt, ist geologisch instabil, da es von zahlreichen starken Erdbeben betroffen war. Darunter sind das Erdbeben von 1578 mit Epizentrum in Sciacca (Magnitude 5,17±0,30) und das von 1740 (Magnitude 5,37±0,30) zu nennen. Die dominierende natürliche Vegetation besteht aus der mediterranen Macchia, während Olivenhaine – wahrscheinlich griechischen Ursprungs – und Mandelbäume die wichtigsten Anbaupflanzen darstellen. Die bedeutendsten Städte haben sich entlang der Küste angesiedelt, während im Landesinneren auch Siedlungen existieren, die beträchtliche Größe oder strategische Bedeutung aufweisen, wie beispielsweise Bivona oder Burgio.

## Andere Einheiten
Im Laufe der Zeit wurden auf der Grundlage bestimmter Ausnahmeregelungen mit den Aktivitäten der Valli konkurrierende Verwaltungseinheiten geschaffen, die häufig auf dem Gebiet der Valli angesiedelt waren, aber in der Verwaltung der Staatskasse und der Gerichte autonom waren. Manchmal waren es besondere Zugeständnisse aus historischen Gründen oder das Privileg, lange Zeit den königlichen Hof beherbergt zu haben.

### Palermo

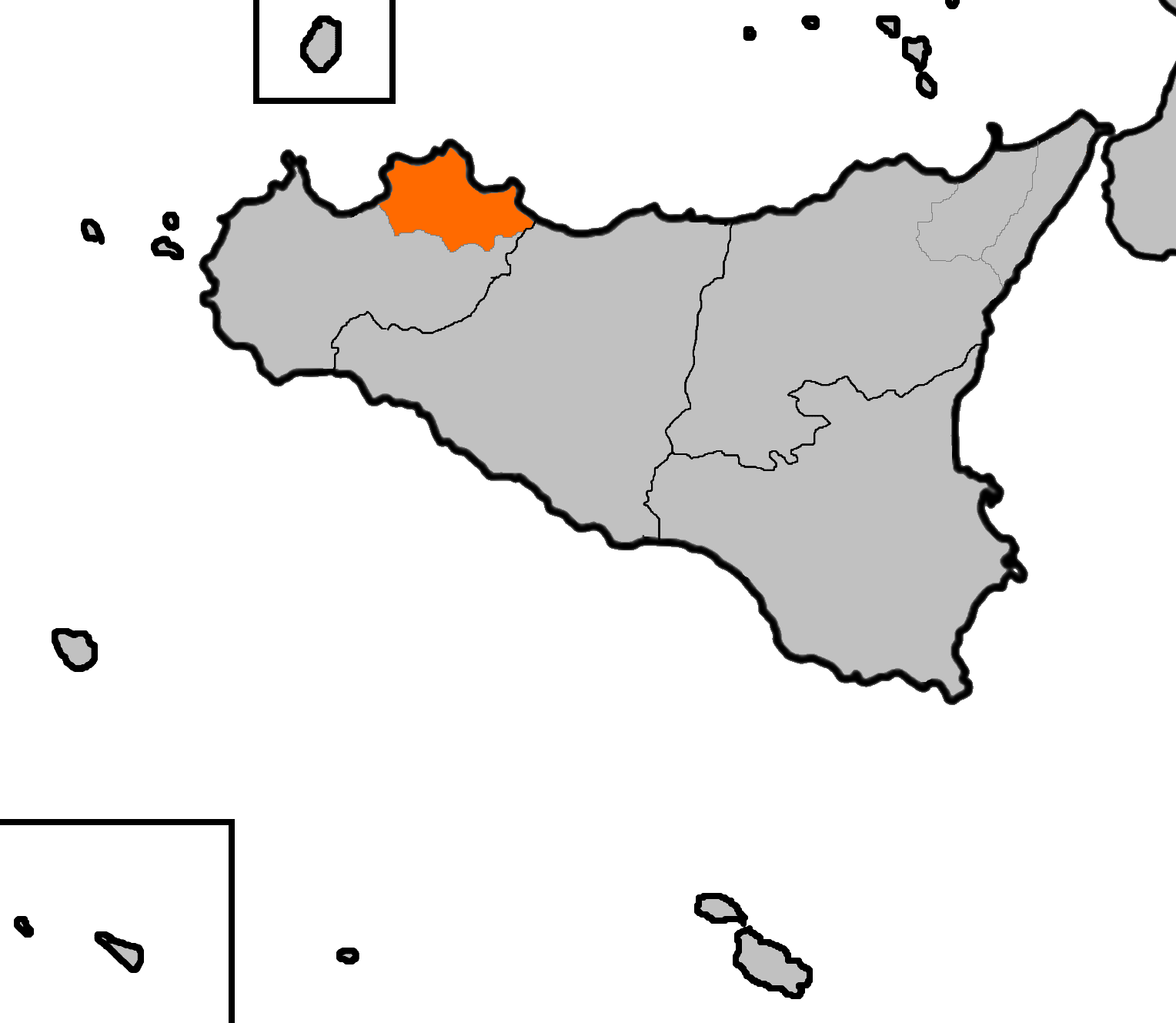
Maximale Ausdehnung des Giustizieratos (nach der Reform von 1282)

Die Stadt Palermo gehörte territorial zum Vallo di Mazara. Doch seit der Gründung des Königreichs Sizilien im Jahr 1130 unter Roger II. war Palermo die Hauptstadt und profitierte von einem königlichen Beamten, der in der Stadt residierte und ähnliche Funktionen wie der Giustiziere des Vallos übernahm.
Im Zuge der Verwaltungsreform Friedrichs II. wurde Sizilien in die Giustizierati Citra und Ultra Salsum aufgeteilt, wobei Palermo als Sitz des Secretus fungierte, eines königlichen Beamten, der mit der Verwaltung und dem Einzug der Steuern des Giustizieratos betraut war. Das Gebiet erstreckte sich von der gesamten westlichen Spitze Siziliens bis hin zum natürlichen Pass des Flusses Salso und umfasste die beiden Täler Mazara und Girgenti.
Unter Karl I. von Anjou wurde die staufische Verwaltung des Königreichs beibehalten, während König Peter I. von Aragon das Verwaltungssystem reformierte und die Zuständigkeiten der Valli Mazara und Girgenti von denen Palermos trennte, indem er in der Stadt eine der sieben Inselgiustizierati einrichtete. Das Giustizierato von Palermo umfasste wahrscheinlich ein Territorium, einschließlich des unmittelbaren Umlandes und eines Teils der angrenzenden Gebiete, zu denen wahrscheinlich auch die Diözese Monreale gehörte, die die Stadt umgab.
Nach dem Vesperkrieg und dem Bürgerkrieg wurden die Valli durch die verschiedenen Zugeständnisse an die großen Feudalherren zersplittert. Dadurch verloren viele Städte ihre lokalen und autonomen Verwaltungsformen infolge der Fragmentierung großer Verwaltungen. Unter Friedrich III. von Aragon bewahrte Palermo seine Autonomie als Giustizierato aufgrund des pretoris, einem vom König ernannten Beamten, der mit dem Giustiziere des Vallos konkurrierte. Diese Autonomie wurde dazu bestimmt, eine Kontinuität zu gewährleisten, auch nach den Turbulenzen, die aufgrund der langen Unterbrechung der Funktionen des Vallos bis zur Reform Friedrichs IV. von Aragon im Jahr 1373 entstanden sind.
Nach der Reform des Vallos von Mazara wurde 1403 das palermitanische Prätorium durch das Vallo von Mazara übernommen, das aber seine politische Bedeutung nicht verlor.

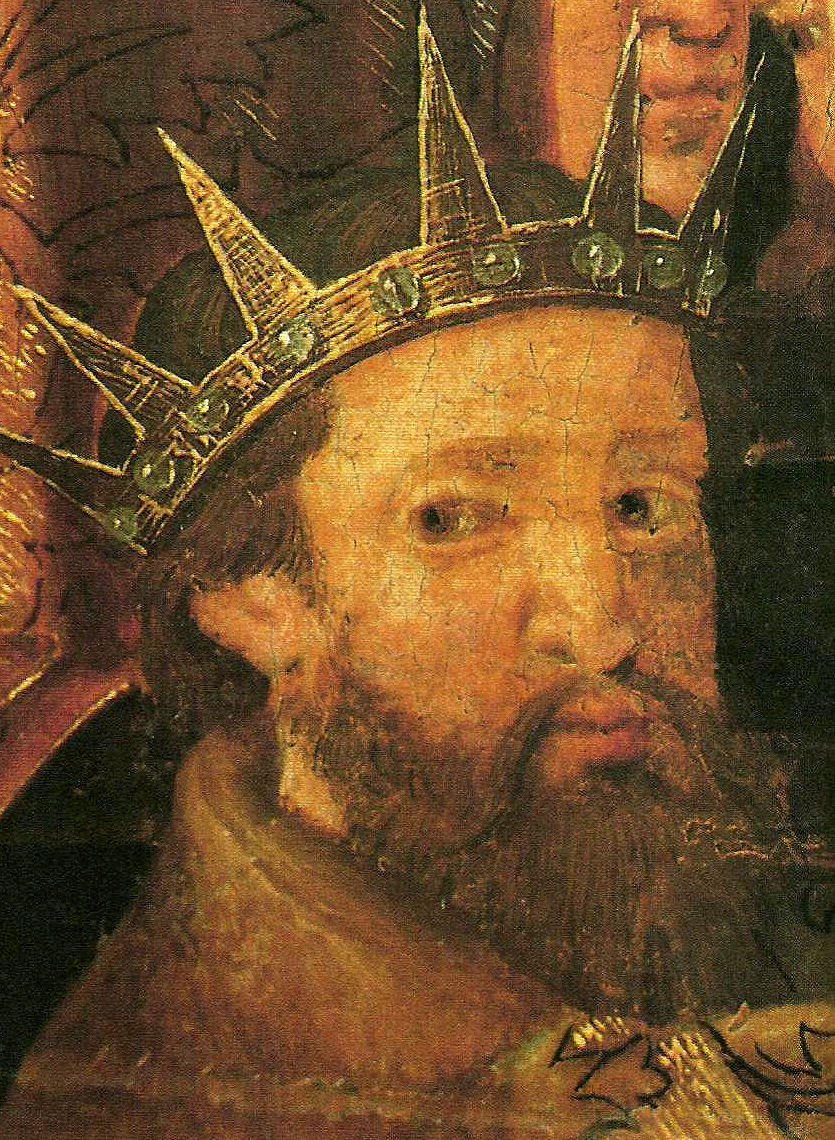
König Martin II. von Aragón. Detail aus einem Gemälde von 1542

Mit dem Ableben von Martin II. von Aragon (1410) und während der Regentschaft von Königin Blanka von Navarra büßte Palermo seine zentrale Stellung ein. Madrid wurde zur Hauptstadt des Königreichs und die Vertreter des Herrschers ließen sich in Sizilien nieder.
Im Jahr 1583 wurde die Comarca von Palermo im Zuge der Reform des Vizekönigs Marcantonio Colonna gegründet. Sie war den anderen 41 gleichgestellt und unterstand laut einigen Autoren dem Vallo di Mazara.
Im Jahr 1734 eroberte Karl III. de Borbón Sizilien und wurde im darauf folgenden Jahr in der Stadt zum König von Sizilien gekrönt. Zudem wurde die Stadt zur Hauptstadt des erneuerten Königreichs erhoben.
Obwohl der Titel der Hauptstadt beibehalten wurde, löste sich 1812 die Comarca Palermo auf und die Stadt wurde zur Hauptstadt des gleichnamigen Distrikts, der ungefähr den früheren Grenzen entsprach.
Nach dem Wiener Kongress und der Vereinigung der Königreiche Sizilien und Neapel verlor Palermo im Jahr 1816 auch das Privileg, Hauptstadt zu sein. Fortan wurde Neapel zum Sitz des neuen Königreichs beider Sizilien.

### Messina

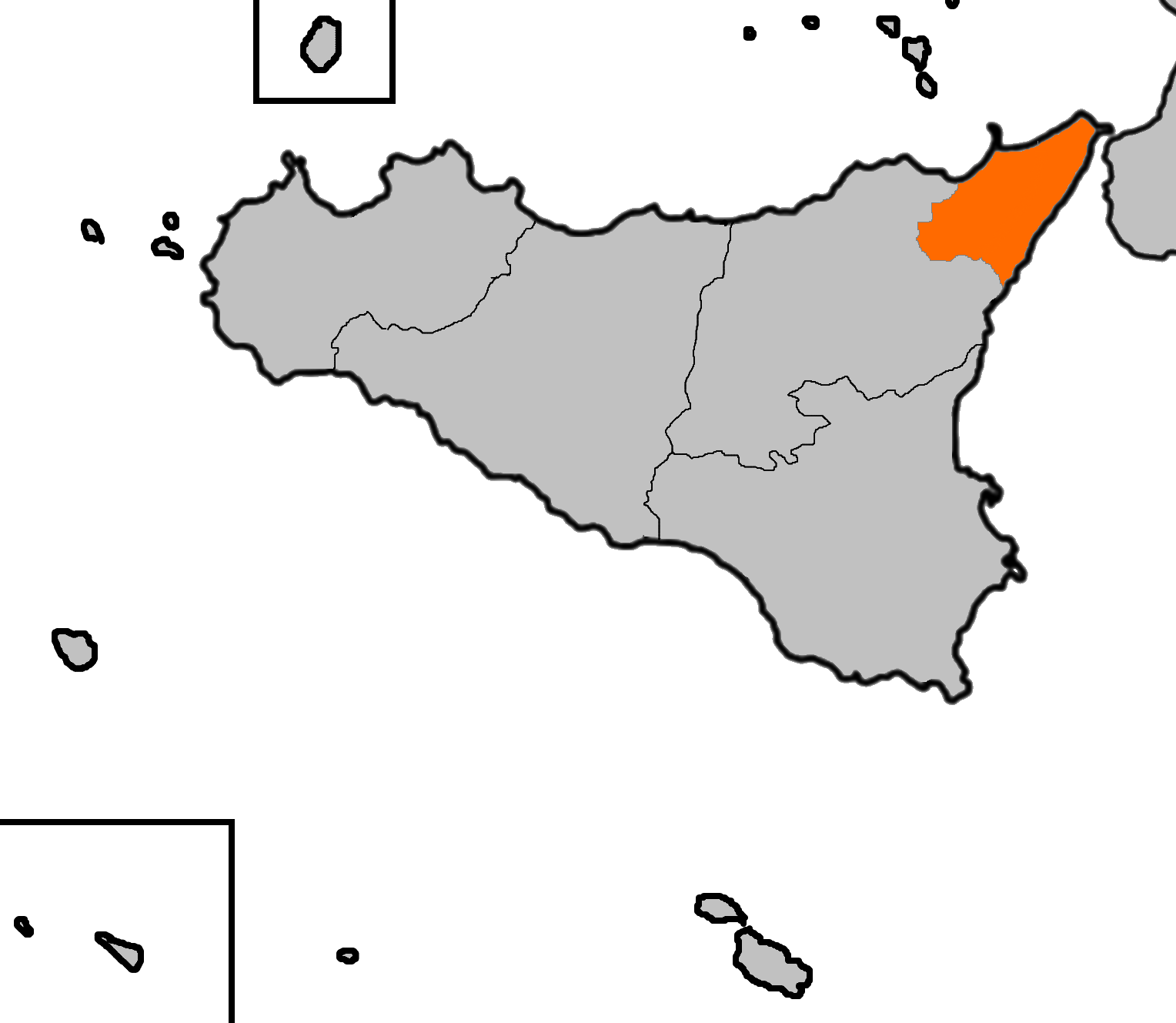
Maximaler Umfang der Verwaltungsbefugnisse des Strategos gemäß der Konzession von 1302

Bei der Eroberung Siziliens fanden die Normannen ein Territorium vor, dessen Verwaltung von mehreren Beamten mit unterschiedlichen Institutionen und Herkünften geleitet wurde. Vor allem im Val Demone stießen sie auf Überreste des Themas Sizilien, wo noch Positionen des Katepan und des Strategos existierten, die aus der sarazenischen Herrschaft erhalten geblieben waren. Die Personen, die nun ihre Funktion verloren, behielten ihren Titel, und Messina wurde zum Verwaltungssitz für die auf der Insel verbliebenen Griechen, die den Titel „Strategos di Messina“ behielten.
Unter Friedrich II. wurde dem Stratigos von Messina durch ein besonderes Privileg die Strafgerichtsbarkeit übertragen, doch war dieser Magistrat für seine Handlungen dem Giustiziere von Val Demone verantwortlich, von dem er abhing. Die Verwaltung der Stadt und ihrer umliegenden Gebiete oblag seit der Antike einem vom König ernannten Magistrat.
Mit der Reform von 1231 wurde Messina an die Spitze des Giustizieratos von Sicilia citra Salsum gestellt. Dieser umfasste die östliche Hälfte der Insel bis zur natürlichen Grenze des gleichnamigen Flusses. Der für das Giustizierato zuständige Secretus war nicht nur für die östliche Hälfte Siziliens zuständig, sondern auch für das Giustizierato Kalabrien sowie für das Val di Crati und Terra Giordana, die auf der Halbinsel des Königreichs lagen. Der Zuständigkeitsbereich des Stratigots von Messina beschränkte sich ursprünglich auf Messina und seine engere Umgebung. Im Jahr 1302 wurde dieser jedoch durch ein Privileg von König Friedrich III. um den Vallo di Milazzo erweitert, der bis dato mit den Valli di Castrogiovanni und Demona vereinigt war. Die verschiedenen aragonesischen Verwaltungsreformen bestätigten die Abgrenzung des Territoriums von Messina, wo der Stratigos weiterhin existierte – wenn auch seiner byzantinischen Funktion beraubt und dem Giustiziere gleichgestellt war. Nicht einmal die Reform von Martin I. konnte dieses Privileg für die Stadt an der Meerenge aufheben. Die zentrale Lage und die großen Privilegien veranlassten Messina, den Antrag auf einen zweiten Vizekönigssitz auf der Insel zu stellen, der mit Palermo konkurrieren sollte. Jedoch wurde dieser Antrag abgelehnt.
Im Jahr 1583 wurde sie zur Hauptstadt der gleichnamigen Comarca ernannt, die zusammen mit 41 anderen über die gesamte Insel vom Vizekönig Marcantonio Colonna gegründet wurde. Im Jahr 1678 verlor der Stratigos von Messina im Zuge des antispanischen Aufstandes alle seine historischen Privilegien und wurde unterdrückt. Von diesem Zeitpunkt an bis 1812, als die Valli durch Provinzen ersetzt wurden, wurde er fest in den Vallo Demone integriert. Messina wurde zur Hauptstadt der Provinz und ihres Bezirks.

### Catania
Die Stadt Catania stellt einen Sonderfall dar, da sie sich zwischen den beiden Valli di Noto und Demona befand und somit sowohl von dem einen als auch von dem anderen Vallo verwaltet wurde.
Die Stadt, einst Sitz des Iqlīm des Ibn al Maklati, verlor ihre Autonomie mit der normannischen Eroberung Siziliens und wurde zum südlichen Zipfel des Val Demone, behielt jedoch eine gewisse Bedeutung und politisches Gewicht, das sie zu einem Konkurrenten für die privilegierten Städte Messina und Palermo machte. Catania war ein Lehen des Bischofs und beherbergte den Sitz einer der ältesten Diözesen der Insel, die von den Normannen reformiert wurde.
Während der Stauferzeit im Jahr 1231 kam es wahrscheinlich auf Betreiben des Papstes zu einem Aufstand sizilianischer Städte gegen die kaiserliche Autorität. Friedrich II. hatte die Absicht, die aufständischen Städte durch deren Zerstörung zu bestrafen. Jedoch unterließ er dies in Catania. Die Stadt blieb nicht nur unversehrt, sondern erhielt nach der Abschaffung des bischöflichen Lehnswesens den Status eines Staatsbesitzes. Peter I. errichtete dort das aragonesische Parlament. Später wurde die Stadt dann Sitz der königlichen Familie von Sizilien, was ihr beträchtliche Vorteile einbrachte. In der aragonischen Epoche wurde möglicherweise erstmals die Stadt dem Val di Noto zugeordnet, wie aus einem Dokument von 1408 hervorgeht.
Unter Friedrich III. wurde der Patrizio eingeführt, ein Amt ähnlich der verantwortlichen Figur des Vallos, das die Stadt für die Rechtspflege autonom machte und von zwei Senatoren begleitet wurde. Diese Figuren behaupteten, eine historische Kontinuität mit dem römischen Verwaltungssystem gleichen Namens zu besitzen. In Wirklichkeit handelte es sich jedoch um ein vollkommen anderes Amt. Die bürgerliche Autonomie scheint möglicherweise vor der Reform von Martin I. aufgelöst worden zu sein, da sie in den Constitutiones von 1403 nicht erwähnt wird.

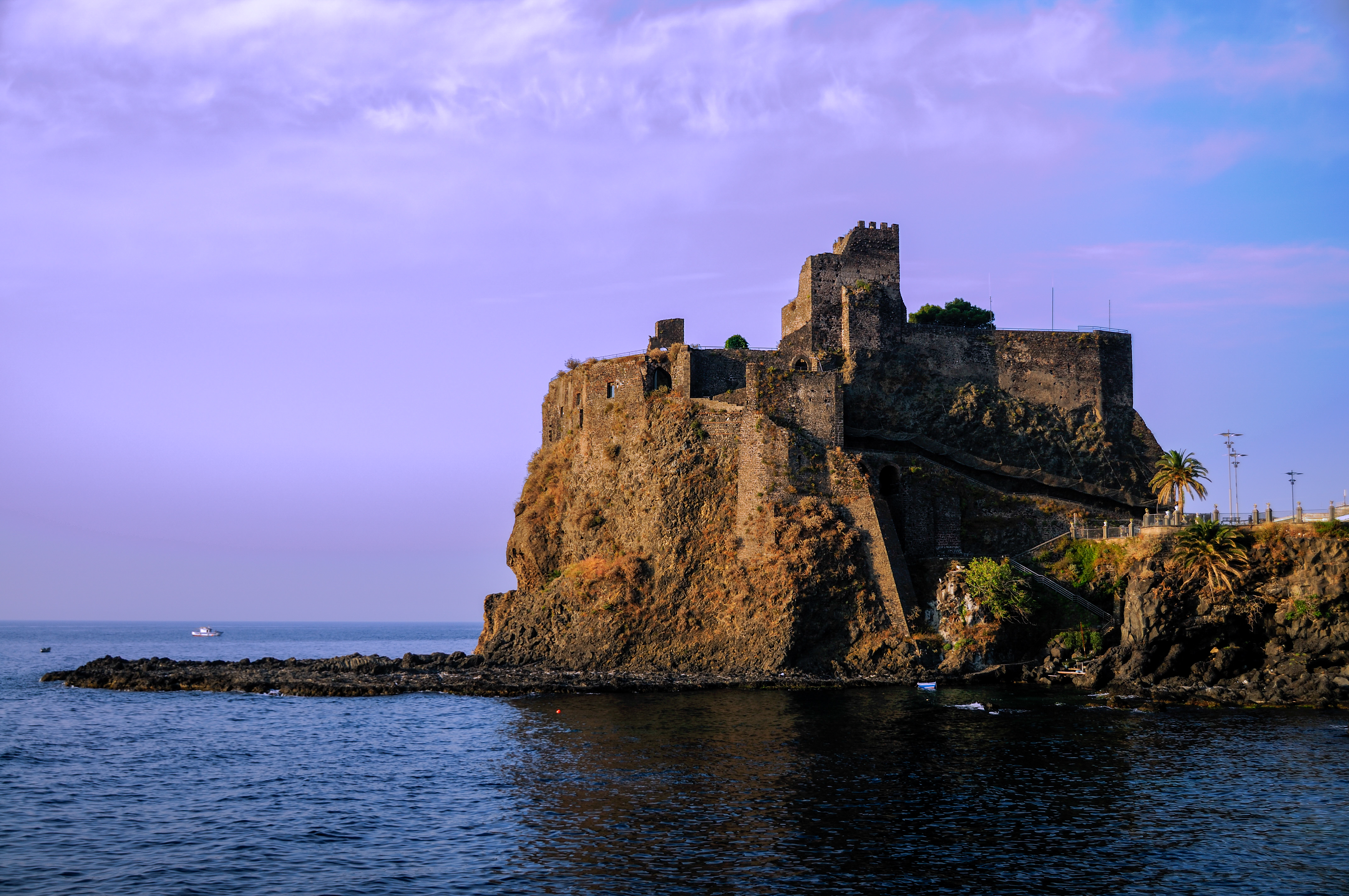
Castello di Aci

Ab der Reform von 1583 führte Catania die gleichnamige Comarca an, die sich zwischen zwei Valli erstreckte. Das Gebiet der Comarca reichte im Süden bis zur Grenze mit Leontini, im Norden bis zu Castello di Aci und im Westen bis zu den Territorien von Piazza.
Im 16., 17. und 18. Jahrhundert wurden Veränderungen an der Grenze des Vallos um Catania vorgenommen. Mit der Verabschiedung der sizilianischen Verfassung im Jahr 1812 wurde die Verwaltungseinheit der Comarcas und Valli abgeschafft und die Stadt erhielt den Status der Provinz- und Bezirkshauptstadt.

### Malta

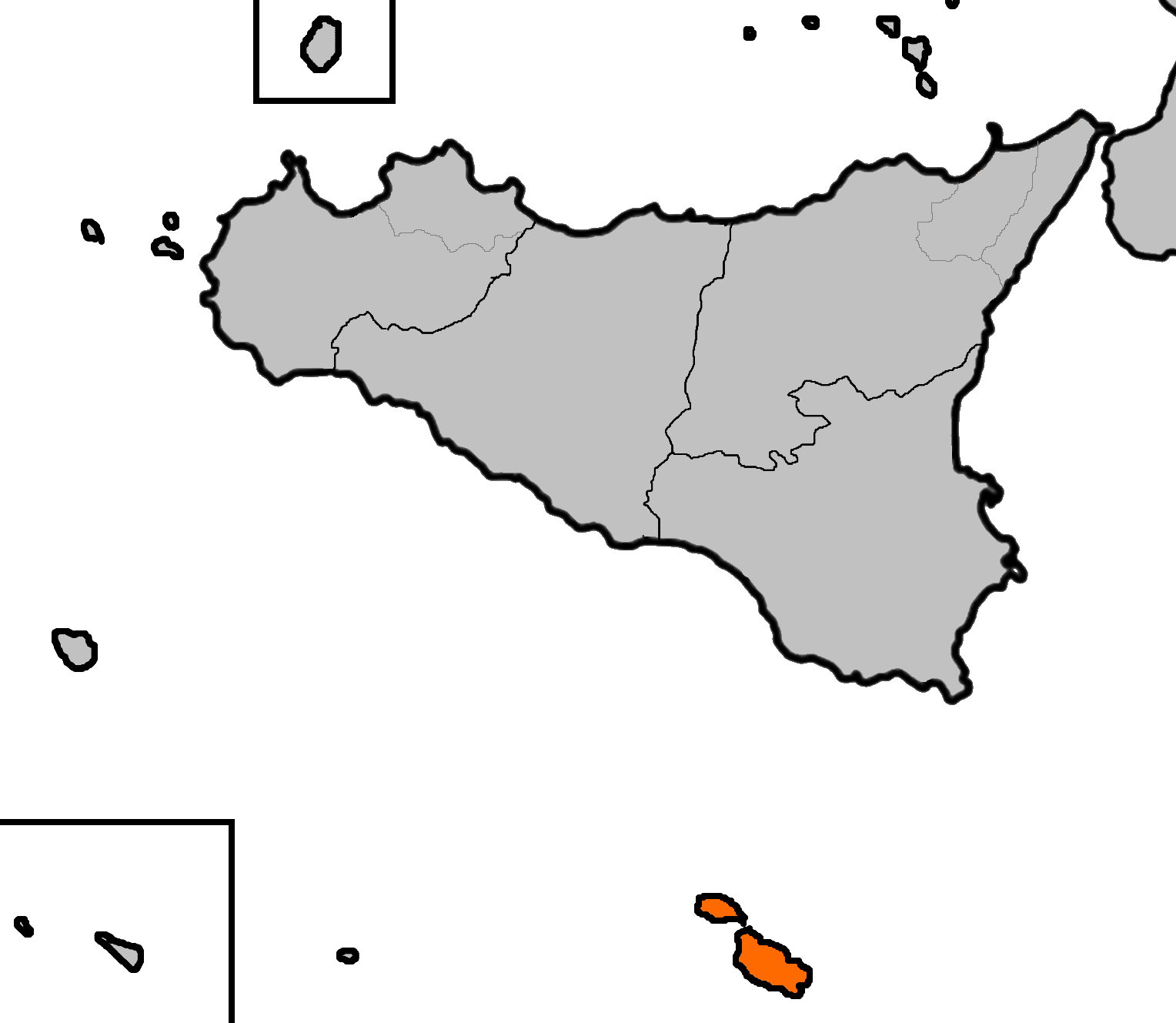
Maximale Ausdehnung des Giustizieratos (nach der Reform von 1282)

Der maltesische Archipel wurde im Jahre 1091 von den Normannen erobert und als königliche Domäne betrachtet. Nach Peter I.'s Eroberung des Königreichs Sizilien wurde die Inselgruppe zum Sitz eines autonomen Giustizieratos, dessen Verwaltungsgrenzen mit den Grenzen der gleichnamigen Diözese zusammenfielen.
Die räumliche Distanz von Sizilien trug zur regelmäßigen Verwaltungstätigkeit des Giustizieratos während der dunklen Zeit des sizilianischen Bürgerkriegs bei. Ende des 14. Jahrhunderts wurde es an Manfredi III. Chiaramonte, Graf von Modica, verliehen. Dies hatte Auswirkungen auf das gesamte folgende Jahrhundert und führte dazu, dass der Archipel Teil der Grafschaft Modica wurde.
Ab 1530 verliefen die Angelegenheiten Maltas parallel zu denen des Königreichs, da die Inselgruppe dauerhaft an die Johanniter verpachtet wurde, obwohl der Vizekönig von Sizilien den Ehrentitel „Graf von Malta“ behielt. Der religiöse und ritterliche Orden setzte sich aus Personen zusammen, die aus verschiedenen sozialen Schichten, vor allem aber aus dem Adel, und aus verschiedenen Ländern stammten.

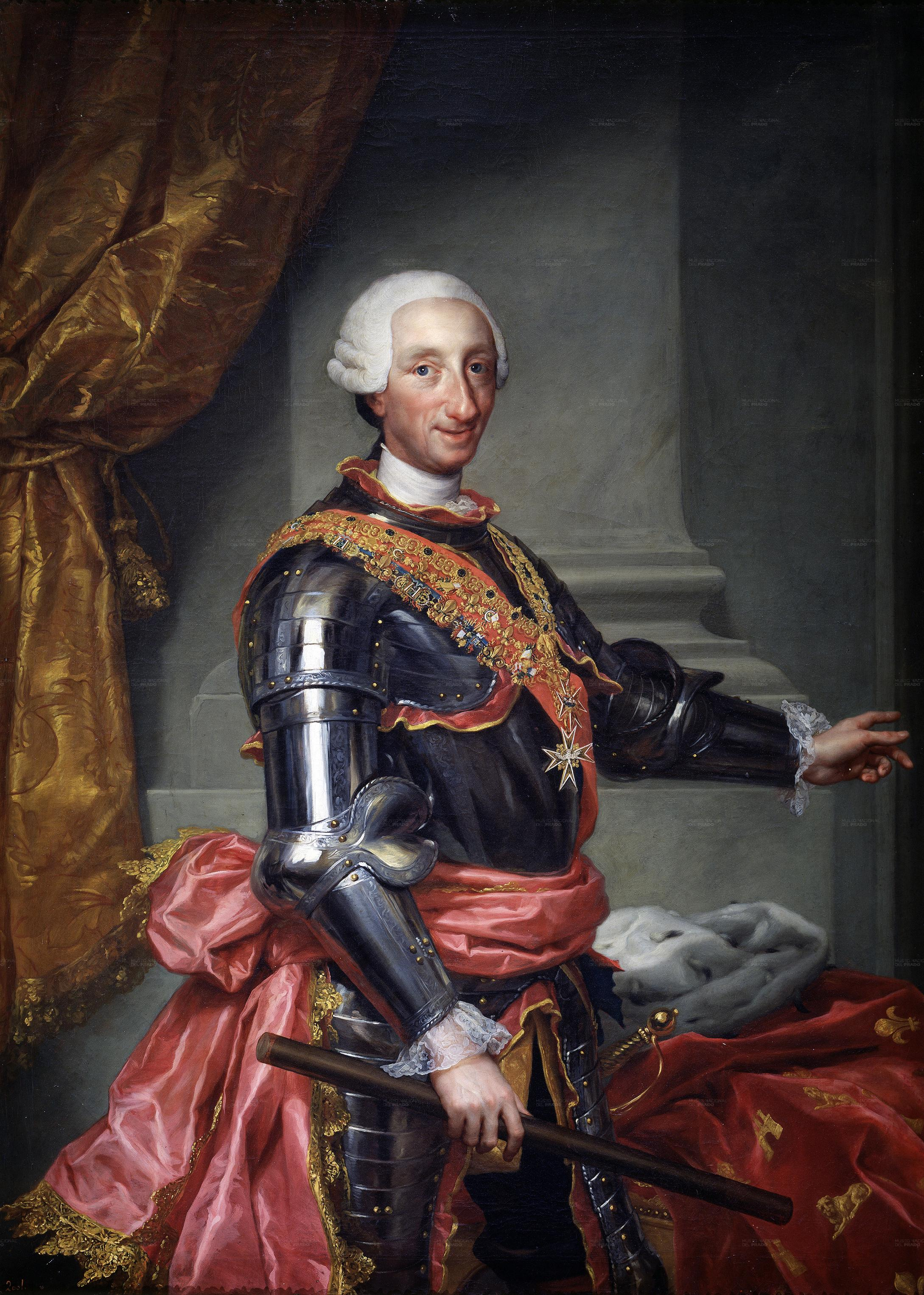
Karl III. von Spanien, um 1765

Nach der Abschaffung des Vizekönigtums im Jahr 1734 fiel der Titel des Grafen von Malta an die Könige Karl und Ferdinand, jedoch nur bis zum Jahr 1800. Zu diesem Zeitpunkt wurde Malta von den Briten besetzt, die auf die Insel kamen, um sie von den Truppen Napoleons zu befreien. Diese waren zwei Jahre zuvor auf die Insel vorgedrungen und hatten eine Napoleon treue provisorische Verwaltung eingesetzt.
Von 1814 bis 1964 war Malta Teil des britischen Weltreichs. Nach der Unabhängigkeit im Jahr 1964 und der anschließenden Mitgliedschaft im Commonwealth of Nations wurde Malta eine Präsidialrepublik mit Elisabeth II. als offizieller Staatsoberhaupt unter dem Titel „Reġina ta' Malta“.

### Konkurrierende Grafschaften in den Valli
Aus den vorliegenden Dokumenten wird ein komplexes Bild der Verwaltung der Insel durch die Aragonesen deutlich, insbesondere nach den zahlreichen Zugeständnissen, die von den sizilianischen Königen während des Bürgerkriegs gemacht wurden. Verschiedene feudale Einheiten, die in der Antike etabliert wurden, erhielten umfangreiche Privilegien und die Möglichkeit des mero e misto imperio, was bedeutet, dass sie autonom die Justiz und den Staatsschatz verwalten konnten, ohne von übergeordneten Instanzen wie theoretisch den Valli abhängig zu sein.

#### Grafschaft Geraci

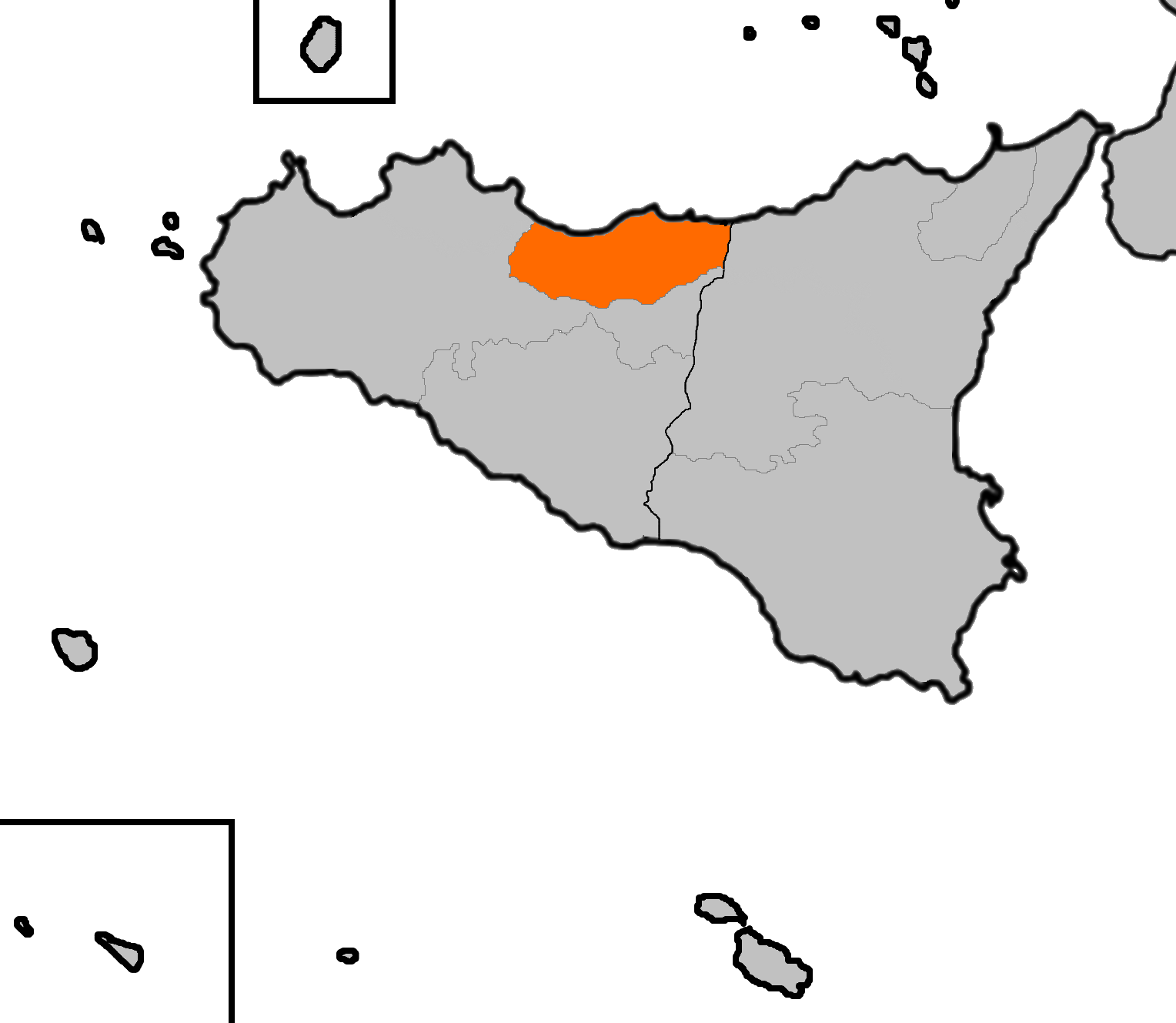
Größte Ausdehnung der Grafschaft (um 1258)

Die Grafschaft Geraci wurde durch die Gründung von Ruggiero I. ins Leben gerufen. Ein bedeutender Moment in der Geschichte war das Jahr 1258, als Enrico II. Ventimiglia sich selbst zum Grafen von Geraci ernannte. Dadurch erhielt er Collesano, Petralia Superiore und Inferiore sowie später Gratteri und Isnello. Zudem bekam er wichtige Güter und Paläste in der Bischofsstadt Cefalù.
Die Stadt nahm eine wichtige Stellung als Zentrum der Grafschaft ein und bildete eine bedeutende Gemeinde innerhalb der Städte des Gebirgszuges Madonie und eines Teils der Monti Nebrodi. Ihr Herr wurde zum „Ersten Grafen von Italien und Markgrafen von Sizilien“ (Primo Conte d’Italia e Marchese di Sicilia) ernannt. Später entwickelte sich die Grafschaft Geraci zu einem eigenständigen "„Staat im Staat“, der die Justiz verwaltete und eigene Münzen prägte.
Nach 1282 wurde die Grafschaft, zusammen mit den Partes von Cefalù und Termini, zu einem der sieben Giustizierati von Sizilien ernannt, die von Peter I. geschaffen wurden und seiner Gerichtsbarkeit unterstanden. In der Zeit zwischen 1285 und 1286 wurde das Recht der Grafschaft Geraci und der Gebiete von Termini und Cefalù zusammengeführt und als Valle di Girgenti bezeichnet. Dieses Gebiet erhielt den Titel „Val di Agrigento, della contea di Geraci e delle parti di Termini e Cefalù“. Die Grafschaft Geraci brach im Jahr 1292 auseinander, nachdem Enrico II. sie wiedererlangt hatte, da sein Sohn Aldoino verstorben war. Die Partes von Termini und Cefalù verblieben hingegen im Vallo di Girgenti.

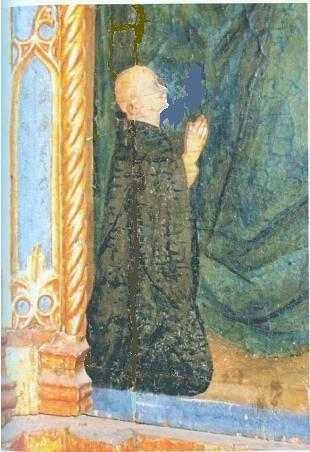
Giovanni Ventimiglia d'Aragona, Markgraf con Geraci, Vizekönig von Sizilien

Gegen Ende des 14. Jahrhunderts erhielten die Herren von Geraci die päpstliche Anerkennung ihres Generalvikariats, d. h. die Anerkennung ihrer Herrschaft über einen Teil des Territoriums des Königreichs. In den ersten Jahren des Vizekönigtums verlegte Giovanni I., Graf und Markgraf von Geraci, 1419 die Hauptstadt der Grafschaft von Geraci nach Castelbuono. Er war außerdem Gouverneur von Neapel, Vizekönig von Sizilien in den Jahren 1430–1432 und ab 1444 Vizekönig des Herzogtums Athen.
Im Jahr 1430 gewährte Alfons von Aragon den Ventimiglias und der Grafschaft Geraci das Recht auf völlige Strafgerichtsbarkeit sowie das Vermächtnis dieses Rechts an ihre Nachkommen. Ab 1436 erhielt die Grafschaft den Status einer Markgrafschaft. In den Jahren 1595 und 1606 wurde der Markgraf von Geraci und Fürst von Castelbuono zum Präsidenten des Königreichs ernannt.
Durch die sizilianische Verfassung von 1812 wurde der Feudalismus abgeschafft und somit die Markgrafschaft Geraci de facto aufgelöst. Ihr Territorium wurde zwischen den Bezirken Termini und Cefalù aufgeteilt, welche beide Teil der Provinz Palermo waren.

#### Grafschaft Modica

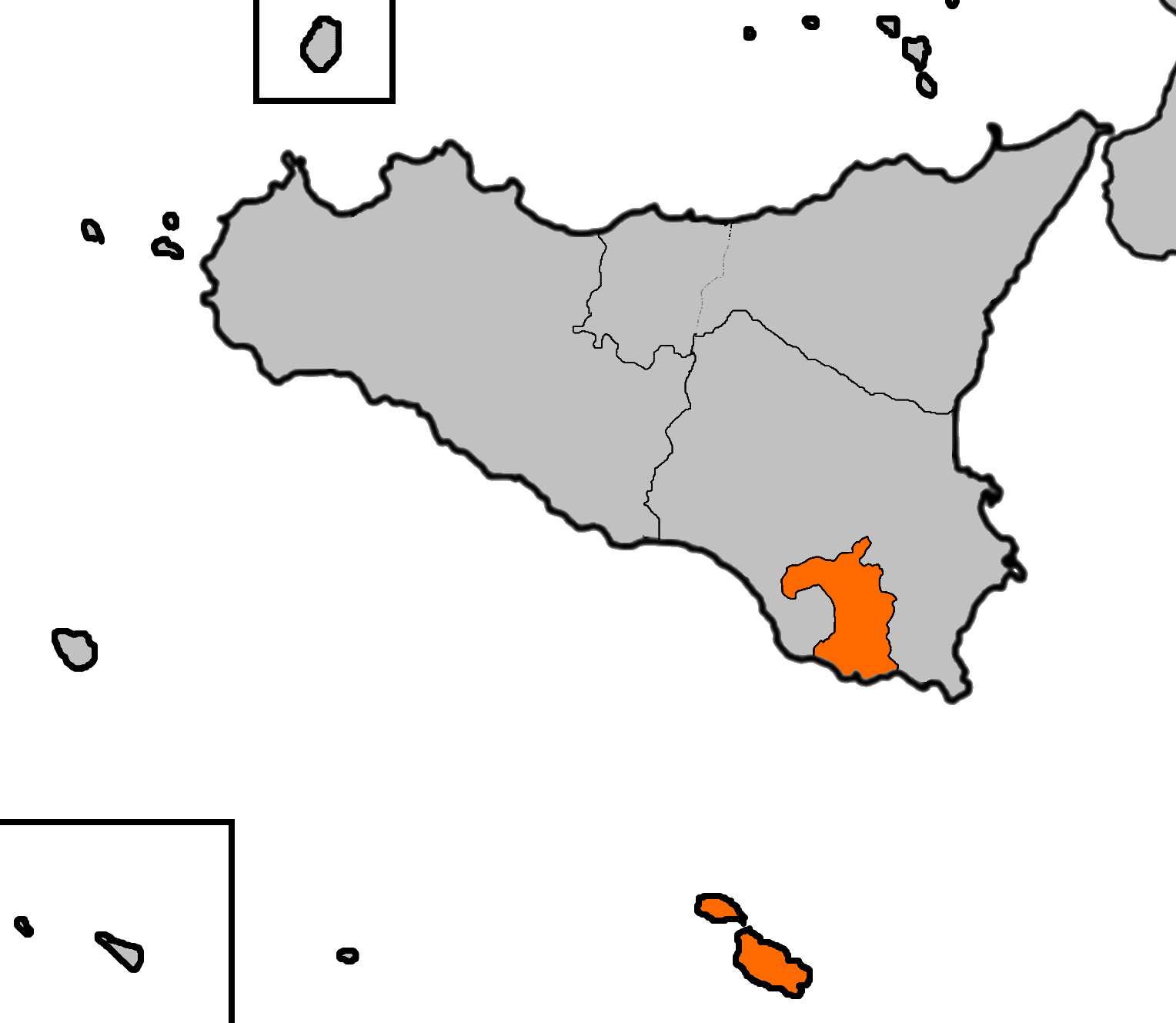
Maximale Ausdehnung der Grafschaft (vor 1530) mit der Annexion des Archipels von Malta

Die Grafschaft Modica wurde im Jahr 1296 von Friedrich III. an Manfredi I. Chiaramonte als Lehen vergeben. Bei ihrer Gründung umfasste die Grafschaft – neben der Hauptstadt Modica – die heutigen Gemeinden Scicli, Pozzallo und Ispica sowie die bereits bestehende Herrschaft Ragusa, zu der die Orte Gulfi und Caccamo gehörten und deren Eigentümer als Dominus der Chiaramonte war. Später kamen auch die Gemeinden Biscari, Comiso, Giarratana, Monterosso, Santa Croce, Vittoria sowie die Herrschaften Alcamo und Calatafimi hinzu.
Die Geschichte der administrativen Autonomie dieses Staates hat ihren Ursprung in der Ernennung von Bernat Cabrera im Jahr 1392 durch König Martin I., nachdem Andrea Chiaramonte mit der Formel „sicut Ego in Regno Meo et Tu in Comitato tuo“ zum Tode verurteilt worden war.
Durch die Heirat von Anna Cabrera mit Federico Enriquez de Cabrera, dem Almirante von Kastilien und Cousin ersten Grades des spanischen Königs Ferdinand II. von Aragon im Jahr 1481, zog die Familie Enriquez in die Grafschaft ein. Dies verstärkte die Autonomie und Macht des Grafen und die Grafschaft erhielt eine Verwaltung, die einem souveränen Staat ähnelte. In Modica residierten der Gouverneur, ein Obergericht und eine Kurie für die erste und zweite Berufung mit eigenen Richtern, einem Anwalt, einem Steuerprokurator und einem Justizkapitän. Letzterer hatte die Macht über die Hauptgerichte. Das Tribunal des Königlichen Vermögens hatte seine eigenen maestri razionali, die Zähler, den Buchprüfer, sowie einen eigenen Anwalt und Notar, einen Schatzmeister und Fiskalprokurator, den Protomedico (Chefarzt), den Protonotar (mit 20 unterstellten Notaren), den militärischen Hauptmann, den Koordinator für die Segreti der einzelnen Gemeinden, den Kontrolleur der Arbeit der vier Geschworenen jeder Gemeinde der Grafschaft und den Maestro Portulano für die Überwachung der Küsten der Grafschaft.
Im 17. und 18. Jahrhundert existierten verschiedene Beamtenpositionen in Palermo. Der Generalprokurator der Grafschaft war dafür verantwortlich, wichtige Angelegenheiten des Grafen zu regeln und residierte seit 1486 in Spanien. Des Weiteren gab es die Figuren des Armenprokurators und des Armenanwalts. Modica war auch der Sitz des Heiligen Offiziums bzw. des Inquisitionsgerichts und einer der drei sizilianischen Kommissare der Apostolica bolla di Santa Crociata, welche für das gesamte Val di Noto zuständig waren.

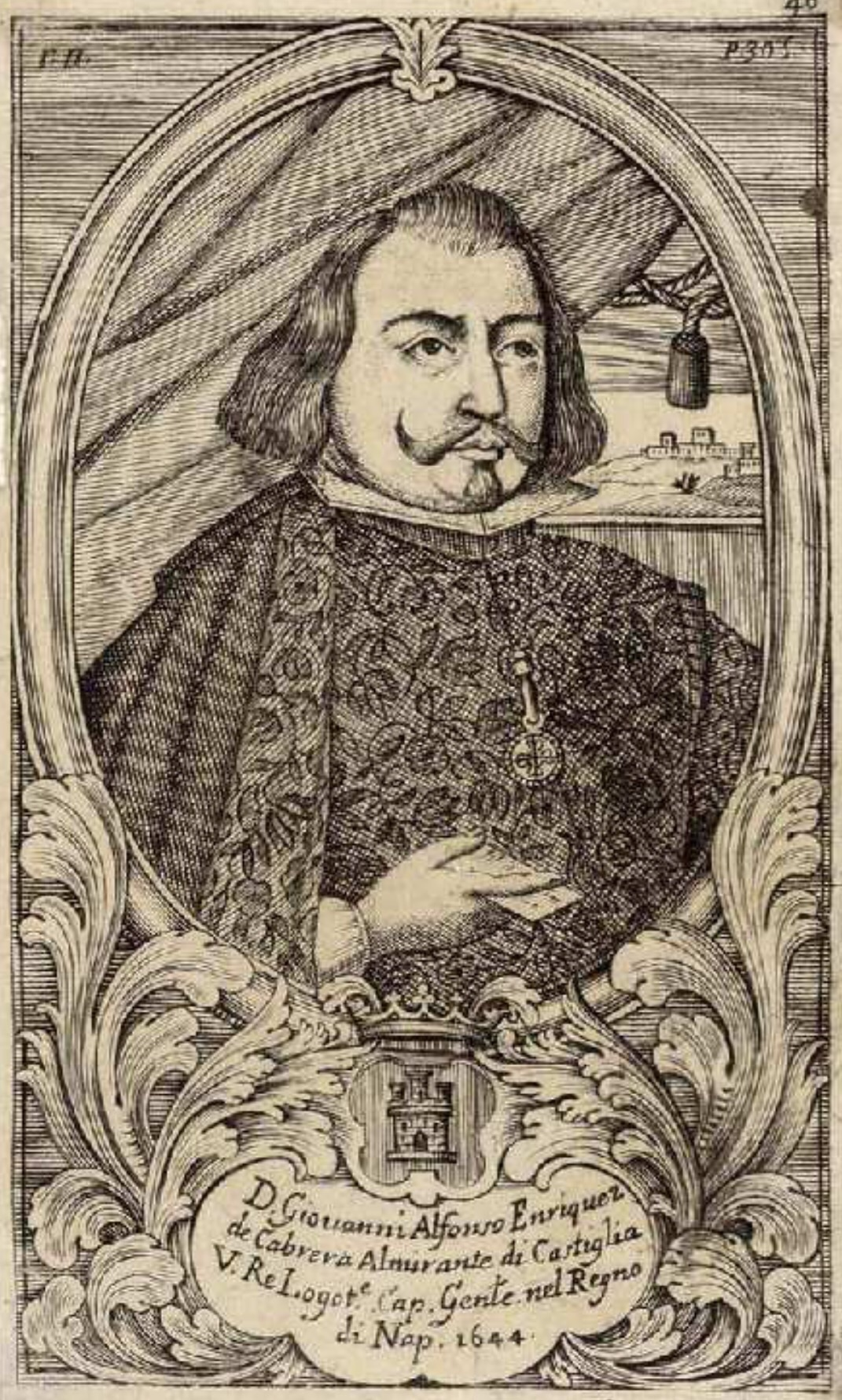
Juan Alfonso Enríquez de Cabrera

1641 ernannte der spanische König Graf Juan Alfonso Enríquez de Cabrera von Modica zum Vizekönig von Sizilien. In den Jahren 1644 bis 1646 wurde er auch zum Vizekönig des Königreichs Neapel bestimmt.
Von 1392 bis 1702 galt die Grafschaft als eigenständiger Staat und übte bis 1702 autonome Verwaltungsfunktionen aus. Noch im selben Jahr entzog Philipp V. von Bourbon Juan Cabrera wegen Hochverrats die Titel Graf von Modica und Almirante von Kastilien. 1713 bis 1720 gehörte die Grafschaft nicht zum Herrschaftsgebiet des Hauses Savoyen, sondern bildete de facto eine spanische Enklave innerhalb des savoyischen Territoriums. Seit 1717 ist es zudem die einzige territorial Einheit, die auf den geopolitischen Karten des Königreichs außerhalb der drei Valli ausgewiesen wird.
Mit der sizilianischen Verfassung von 1812 wurde die Grafschaft aufgelöst und ihre Gebiete in Bezirke aufgeteilt, wobei Modica der größte Bezirk war.

### Andere Unterstaatsformen
Neben den bereits erwähnten Verwaltungsregelungen, die die Kompetenzen der Valli de facto einschränkten, gab es im Laufe der Zeit auch persönliche Verwaltungsformen, die einzelnen Personen oder Ämtern übertragen wurden. Diese waren oft nur von kurzer Dauer, entzogen aber de facto den übergeordneten staatlichen Strukturen die rechtlichen Befugnisse. Dabei wurden oft Justizhauptleute (capitani di giustizia) in staatlichen Städten oder als Präbende für einzelne Feudalherren eingesetzt.

#### Hauptmannschaften
Der Titel des Hauptmanns hat uralte Ursprünge und existiert seit den frühesten Zeiten des Königreichs Sizilien. Die Hauptleute vollzogen in den Burgen des Demanio juristische Aufgaben, zumindest bis Manfredi im Jahr 1255 Enrico Abbate mit dem militärischen Amt des Capitaneus in Valle Mazarie betraute.
Nach dem Vesperkrieg gewährte König Friedrich III. verschiedene Zugeständnisse und etablierte zahlreiche Hauptmannschaften mit gerichtlichen Befugnissen. Im Jahr 1312 wurde in Trapani eine Hauptmannschaft mit dem Titel Giustiziere di Trapani gegründet, die möglicherweise nur für die Stadt und ihr Territorium zuständig war und deren Existenz bis mindestens 1329 belegt ist. Folgende Personen sind als Scharfrichter von Trapani belegt: Rodorico Garsia Villana (Villaygua) in den Jahren 1311–1312, Bartolomeo Montaperto in den Jahren 1325–1326, Rainaldo Milite in den Jahren 1327–1328 und 1328–1329.
Ab November des Jahres 1348 wurde auch in der Grafschaft Adernò die Präsenz eines Giustizierehauptmanns erwähnt, dessen Zuständigkeit sich auf ein großes Gebiet ausgedehnt haben muss.
Von 1348 bis 1362 führte der Bürgerkrieg in Sizilien zu einer Vermehrung der Verwaltungseinheiten auf der Insel, die häufig auf einzelne Städte begrenzt waren. Stadtkapitäne wurden mit königlicher Ernennung zunächst als Kriegshauptleute und ab 1361 als Hauptleute mit Kenntnissen in Kriminalfällen eingesetzt. Diese Personen waren in vollem Umfang zur Strafrechtspflege berechtigt. Ab 1373 stieg ihre Anzahl an, und innerhalb von drei Jahren wurden fast alle Ländereien an Hauptleute vergeben. Obwohl Martin I. versuchte, diese Hauptmannschaften aufzulösen, blieben sie lange Zeit bestehen und wurden erst während des ausgedehnten Vizekönigtums teilweise aufgelöst.

#### Lehen
Die königlichen Verleihungen Friedrichs III. im Jahr 1361 enthielten die Formel  „quod vitam“ für große Lehen, wie den Archipel von Malta und die Grafschaft Modica, und die Formel „a regio beneplacito“ für kleine Lehen, d. h. die Festlegung der Lebensdauer des Lehensträgers und die freie Entscheidung des Königs über die Erneuerung des Lehens. Diese Privilegien wurden bereits vor dem Ende des Bürgerkriegs erlangt, da die Feudalherren das jugendliche Alter des Herrschers ausnutzten. Zu den begünstigten Lehnsgütern gehörten die Grafschaft Agosta und die Grafschaft Butera im Val di Noto sowie die Grafschaften Caltanissetta, Paternò und Mistretta im Vallo di Castrogiovanni und Demona. In den meisten Fällen erwiesen sich die gewährten Zugeständnisse als rein theoretischer Natur oder wurden jedenfalls kaum genutzt. Entweder lehnten sich die Feudalherren gegen den Landesherrn auf und verloren so alle gewährten Privilegien oder sie von Friedrichs selbst nicht in Anspruch genommen. Das politische Gewicht der Feudalherren hatte jedoch bei jeder Entscheidung auf der Insel maßgeblichen Einfluss. Nicht einmal die Reformen, welche während der Amtszeit der Vizekönige durchgeführt wurden, hatten ihren Einfluss untergraben können. Ebenso wenig hatten die Repressalien während der von den sizilianischen Baronen und Grafen organisierten Aufstände einen Effekt. Karl V. gründete deshalb mehrere neue Lehen, wie die Grafschaft Mascali oder das Herzogtum Bivona. Nicht weniger tat dies sein Sohn Philipp, der die Fürstentümer Paternò und Biscari einrichtete.
In Sizilien im 16. und 17. Jahrhundert entstanden zahlreiche Kolonien landwirtschaftlichen Ursprungs im Zuge des ius populandi (das Recht zur Bevölkerung). Viele kleine Dörfer wurden gegründet, um das Gebiet stark zu besiedeln und große landwirtschaftliche Produktionsflächen zu erhalten. Die meisten der Dörfer wurden mit dem Potenzial für Verwaltungsautonomie gegründet und in Form von Markgrafschaften oder Baronien organisiert. Die Städte und Territorien feudalherrschaftlicher Natur wurden durch die Reform von Marcantonio Colonna im Jahr 1583, welche die Einrichtung von Comarcas vorsah, in ihrer Größe reduziert. Es handelte sich um territoriale Unterteilungen, bestehend aus einer Residenzstadt (Hauptcomarca) und mehreren abhängigen Lehen. Mit der Abschaffung des Feudalismus in den Königreichen Neapel und Sizilien im Jahr 1816 wurde dessen endgültiges Verschwinden beschlossen.